# 日本建築
日本建築（日语：日本建築史、日本の建築），指的是日本國版圖內所有的建築風格，及其歷史發展，日本建築如同日本文化一般，擁有十分久遠的歷史。
在6世紀前，日本使用原生文明的建築方式，多採用檜皮葺屋頂的茅草屋。從6世紀的飛鳥時代到19世紀的江戶時代，這1300年裏的日本建築一直受到中國建築的影響，但也發展出許多日本的獨特風格。自19世紀的明治維新，日本建築改採西洋建築的基本模式，並融入了眾多日本的和風設計元素。在20世紀80年代後，日本的現代建築和後現代建築趨於發達，如今已成為世界建築設計及世界技術的領導者之一。

## 簡史
最早的日本建築能夠自在史前時期的坑房可見，該類型建築為適應當時居民狩獵採集的需求。汉朝中國則通過韓國的影響，開始在日本引入複雜的商店和禮儀墓室。
公元6世紀，由於漢傳佛教進入日本，日本採用了更複雜的中國式木構建築技術，以建造大型的寺廟、神社和離宮。受到中國隋朝和唐朝的影響，日本人在奈良市建立了日本歷史上第一個永久都城。它的棋盤式街道佈局實際是以當時的中國首都——长安為設計模板的。
894年，日本進入平安時代（794-1185年），日本廢除了向中國學習的遣唐使，主動脫離中國文化的影響，並專注與發展俱有日本特色的文化，這段時間的文化被稱為“国风文化”。當時，全日本以日本本土的氣候和審美意識改造中國建築，平安貴族所居住的宮殿——寢殿造出現了，這種建築風永久的影響了後面日本建築的發展。
隨著武士階級在鎌倉時代（1185-1333年）掌權後，寢殿造風格發生了變化，更在室町時代（1333-1573年）則出現作為武士的住居發展而成的書院造風格。這種風格對日本建築風格產生持久的影響，並成為現代日本房屋的基礎。隨著中國文化二次傳入日本，中國茶道在日本演變為日本茶道，日本的建築設計也在時候開始，變為強調簡單和謙虛的風格。在安土桃山时代（1568-1600年）受茶室的影響，出現以寄屋造風格興建的茶寮。此外作為標誌都市繁榮的天守亦開始在中世紀出現。在江戶時代時則出現料亭，呈現著傳統日本建築多樣性的運用及功能。
在1868年開始的明治維新期間，日本建築的歷史因兩個重要事件而發生了根本性的變化。第一個是1868年的《神佛分離》，正式將佛教與神道教分開，將佛教寺廟與神道教神社分開，打破了兩者間長達一千多年的聯繫。其次，當時日本則經歷強烈的西化時期與其他西方國家競爭。國外的建築師和風格被輸入到日本，不少建築轉以西式設計。國家將開始將原始的西式建築轉化為自己的風格，並在各大城市及殖民地對於西式及和式建築制定詳細的規劃及設計。
第二次世界大戰之後，日本建築師才在國際舞台上留下深刻印象，首先包括丹下健三等建築師的現代設計，以及代謝運動等理論，當代，日本建筑的特点在於对人在自然环境中的关注和对日本传统文化的坚持，以及其在东西方建築風格之间的平衡。

## 史前時期（繩文、彌生時代建築）

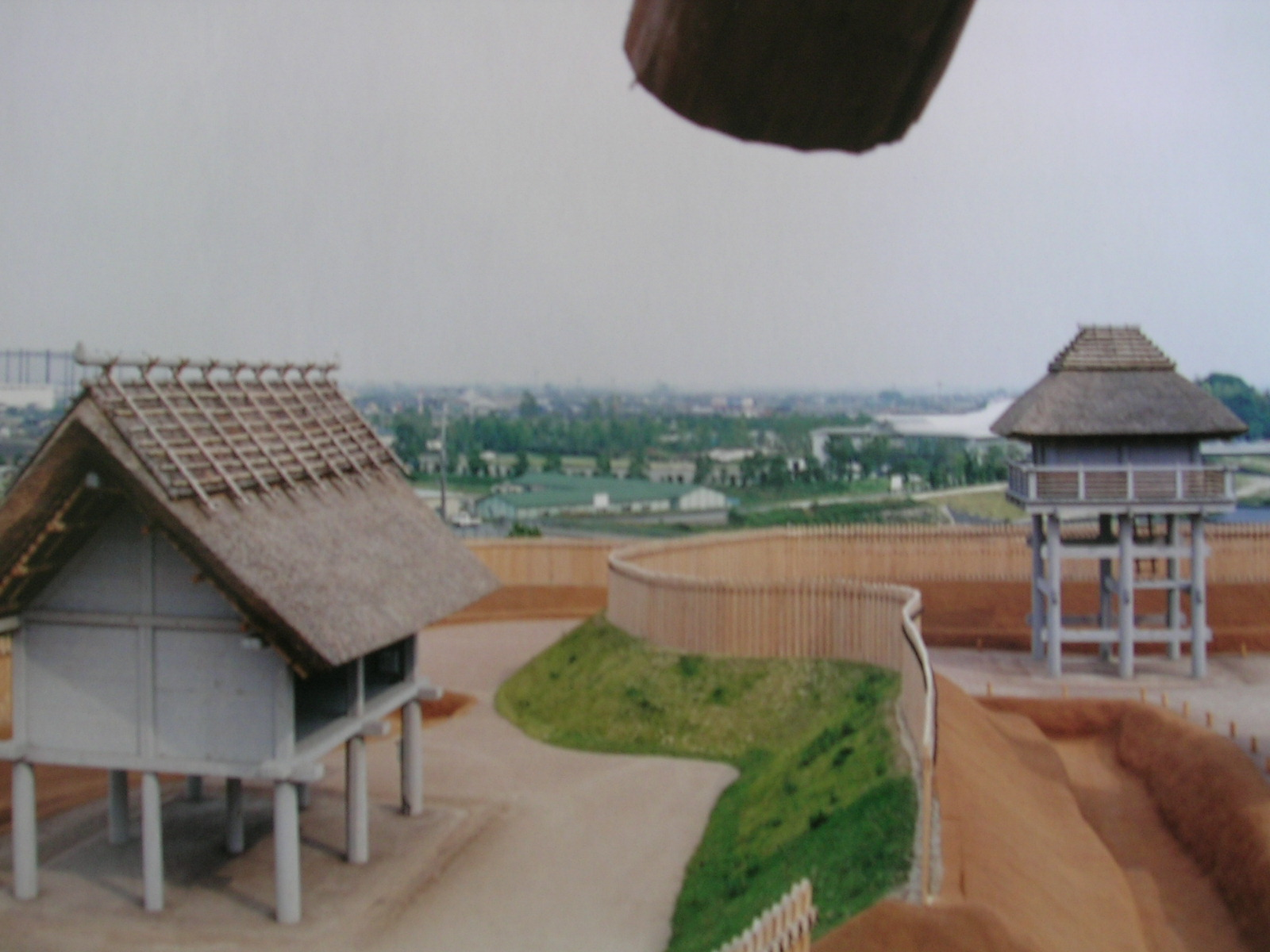
2或3世紀的佐賀縣吉野里遺跡，圖中為重建後的民宅建築
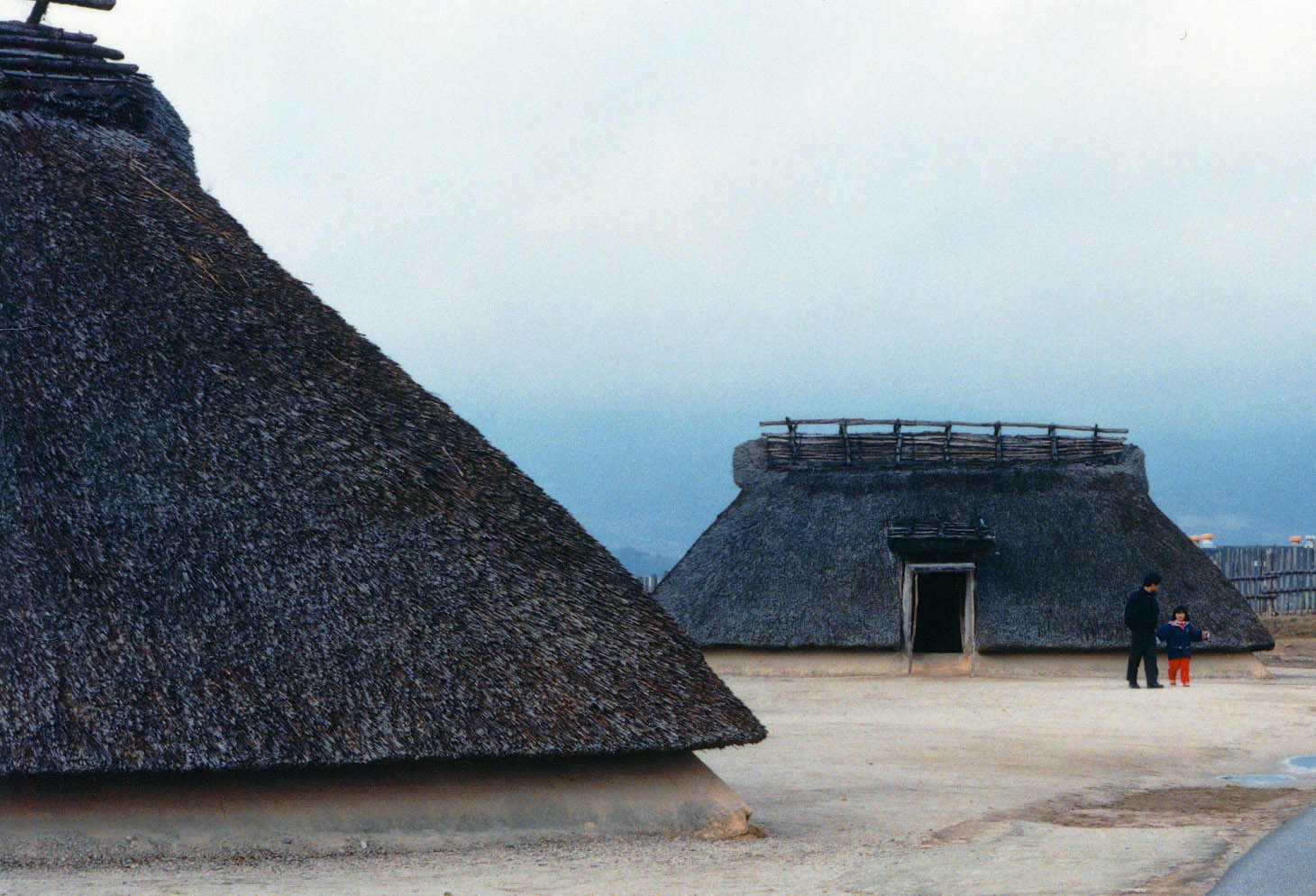
重建後的吉野里遺跡「豎穴式」建築
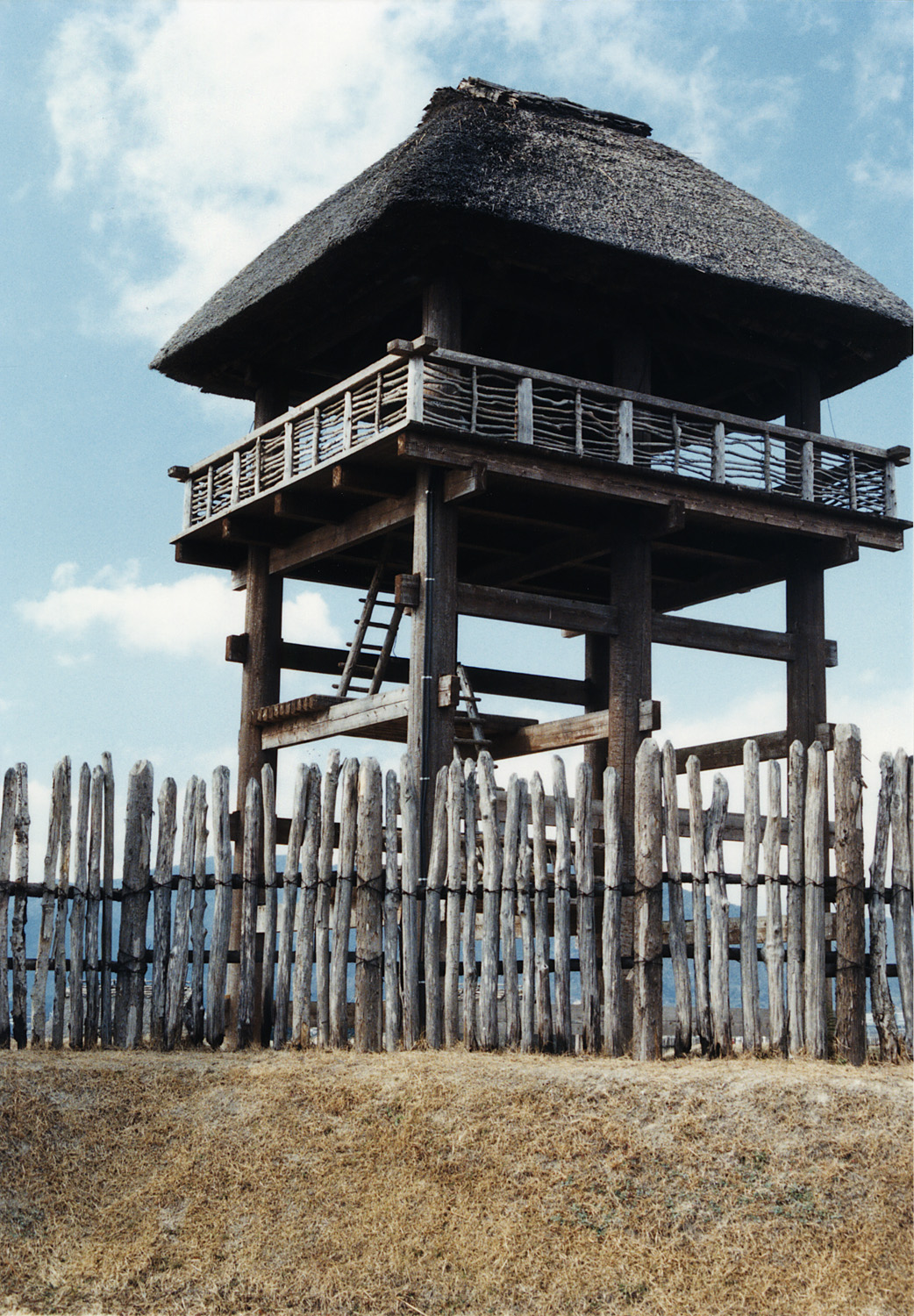
重建後的吉野里遺跡，圖中建築的稱為「物見櫓」

日本並沒有任何史前建築的實體遺跡存在，而《古事記》、《日本書紀》等古老文獻幾乎沒有與建築有關的記載。考古的挖掘和研究工作結果顯示，當時的房子有著樹葉或泥土製成的屋頂。在高溫和潮溼的地方所建造的房子使用木質地板。由中國傳來的稻米耕作讓居住社群的規模增加，而統治者家族住宅、稻米倉庫等大型的建築也在青森縣三内丸山遺跡（2世紀前）或佐賀縣吉野里遺跡（3世紀前）得以發現。
3世紀後，中央統治階層開始出現，因此大阪和奈良地區建造了許多貴族階層的古墳。在這些古墳之中，最有名的是仁德天皇的大仙陵古墳（又稱大仙古墳、大山古墳）。這座古墳長寬約為486公尺和305公尺，高達35公尺,是全世界最大的陵墓之一。

## 飛鳥時代 (592 - 709)

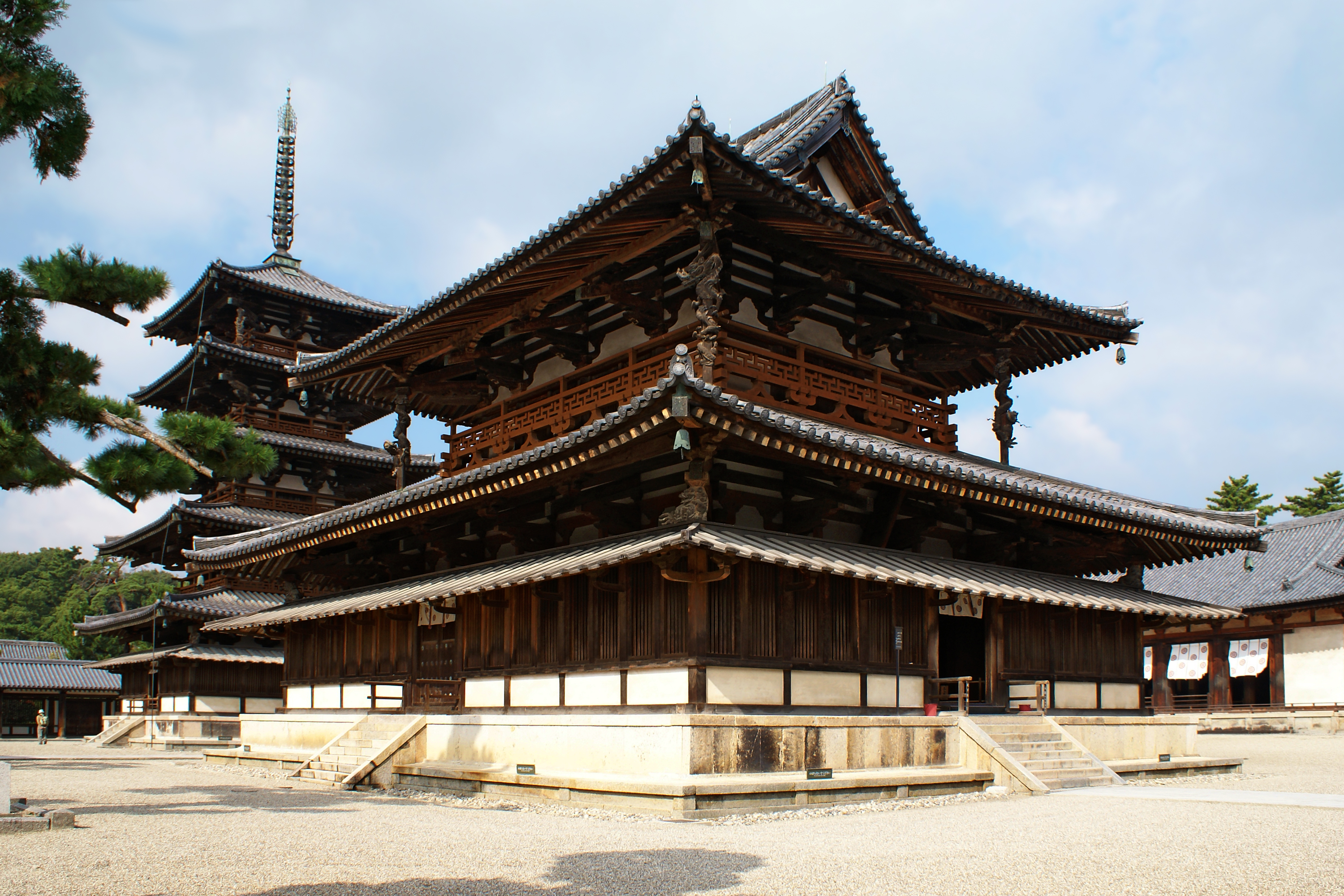
法隆寺的金堂，位於奈良縣生駒郡，建造於7世紀
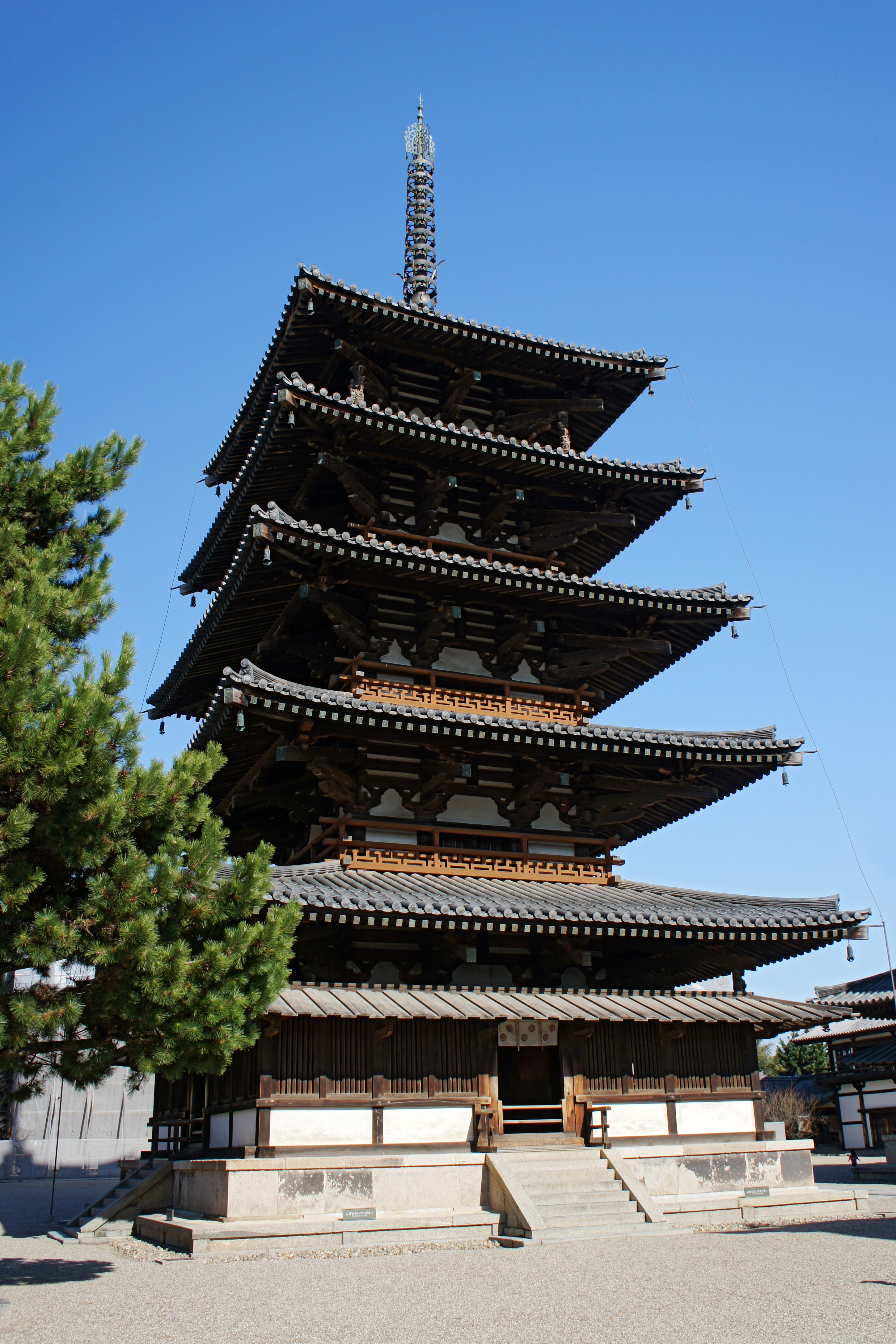
法隆寺的五重塔，位於奈良縣生駒郡，建造於7世紀
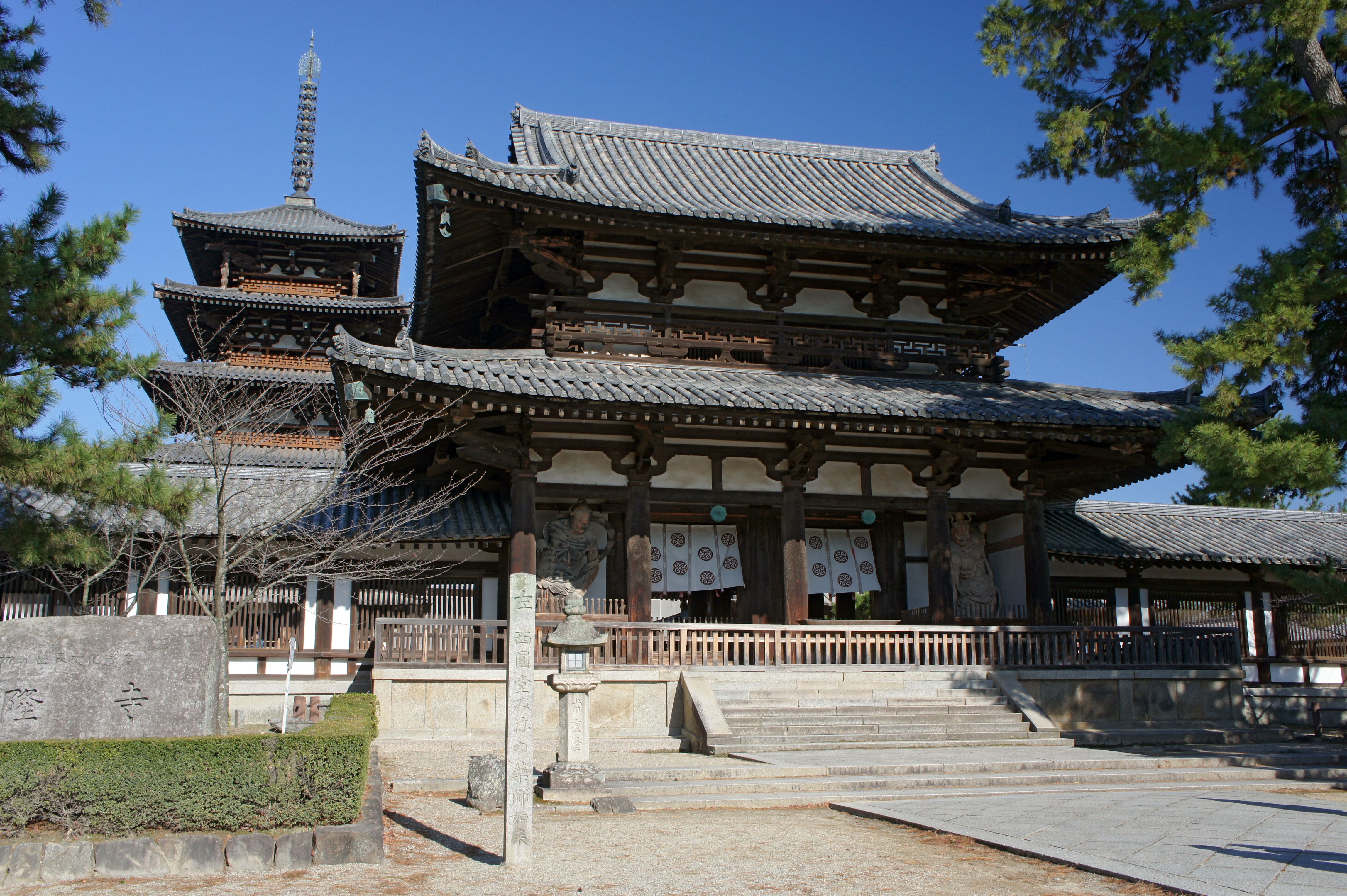
法隆寺的中門，位於奈良縣生駒郡，建造於7世紀
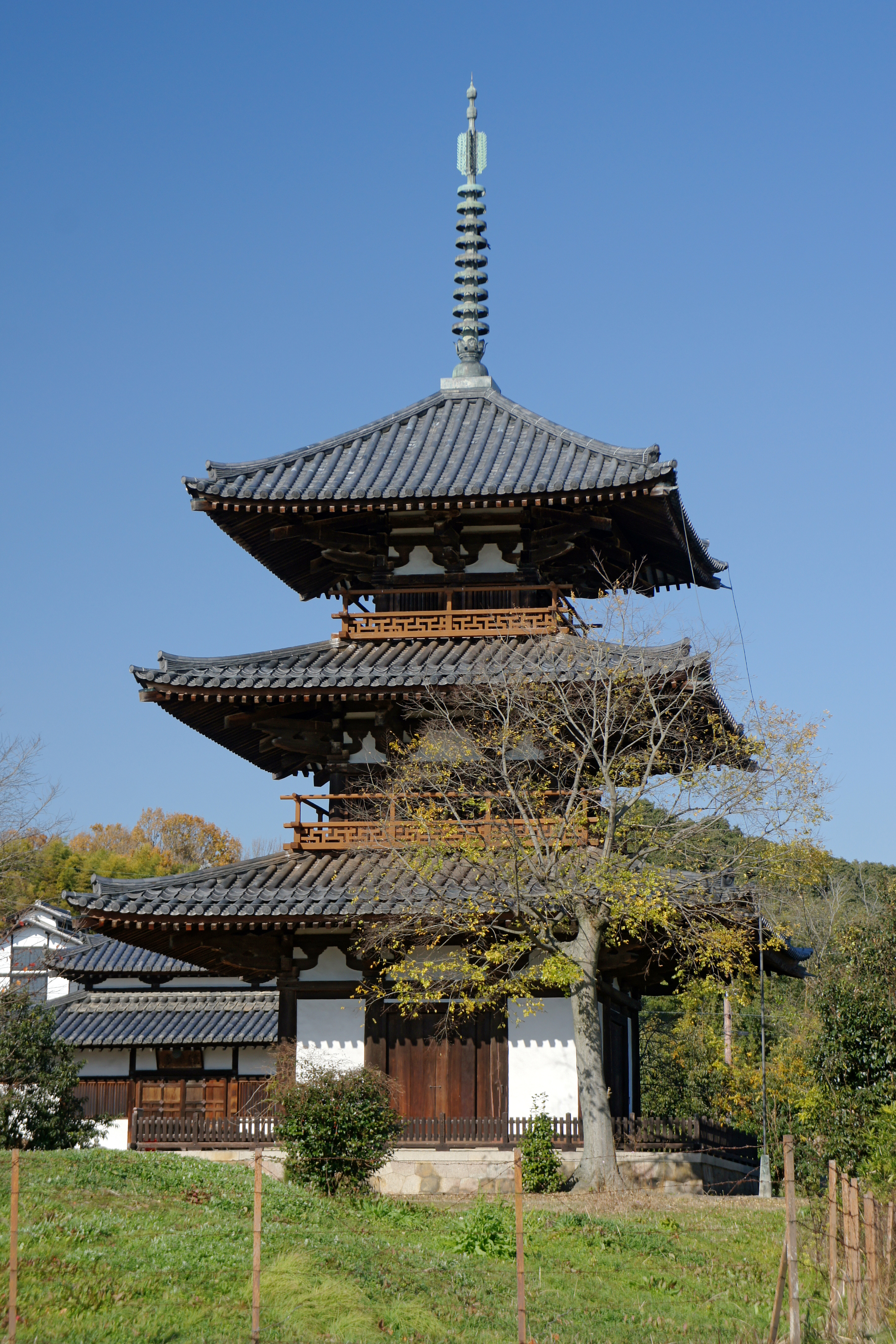
法起寺的三重塔，位於奈良縣生駒郡，706年完工

自6世紀開始，佛教在傳入日本時同時帶入了中國隋唐的建築技術與風格，大量興建佛寺和宮殿。
位於奈良縣的法隆寺是日本目前既存的最早期建築，認為是飛鳥時代建築的核心代表，同時也是世界上最古老的木造建築。法隆寺建造於7世紀，作為聖德太子的私人用寺廟，一共包含了41棟的獨立建築；其中最重要的是「金堂」以及「五重塔」，座落於被迴廊包圍的開放空間正中央。具有漢傳佛教色彩的金堂是一座兩層樓高的樑柱結構建築，屋頂為入母屋造（歇山頂）形式。

## 奈良時代 (710 - 794)

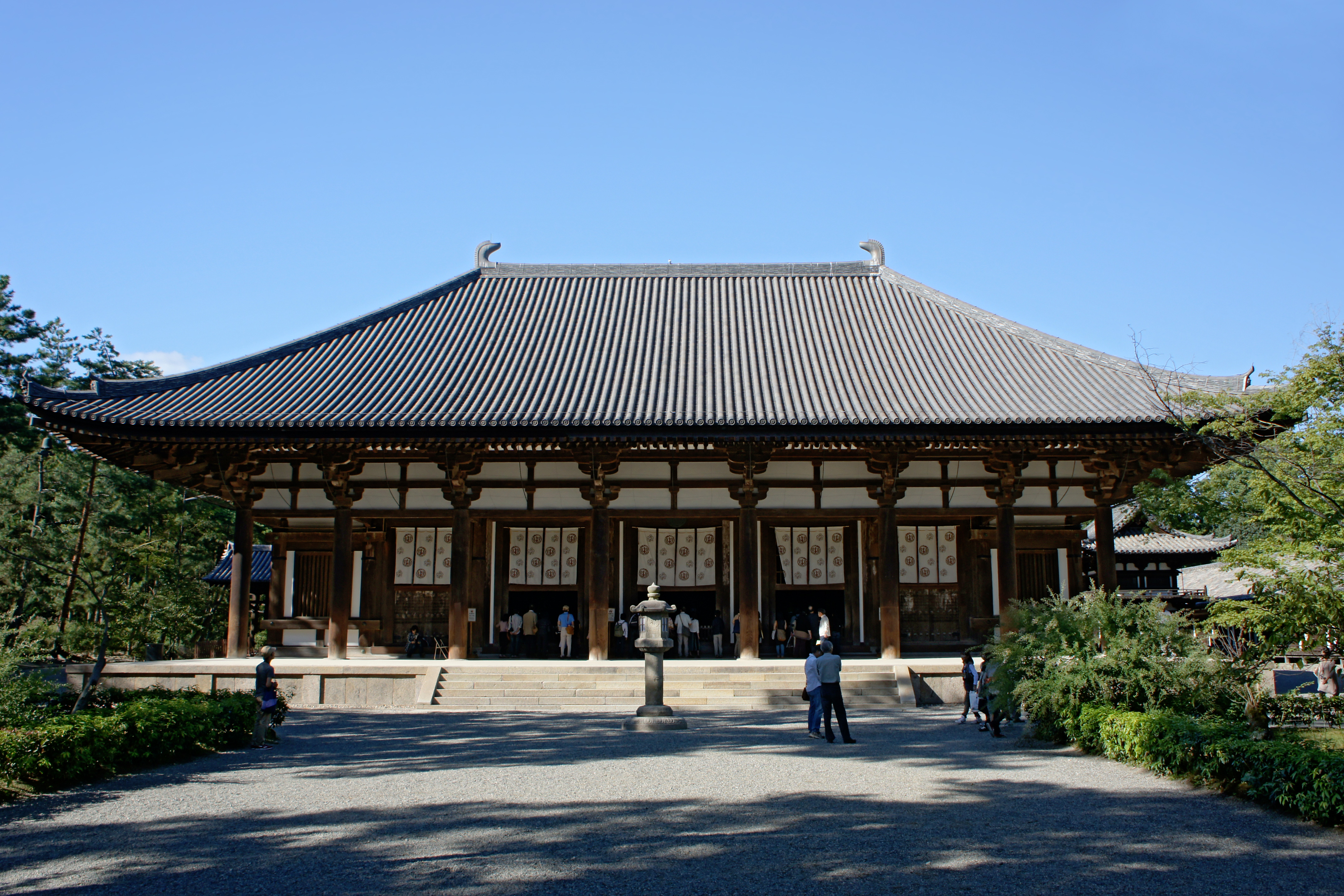
唐招提寺的金堂，位於奈良縣奈良市，建造於8世紀
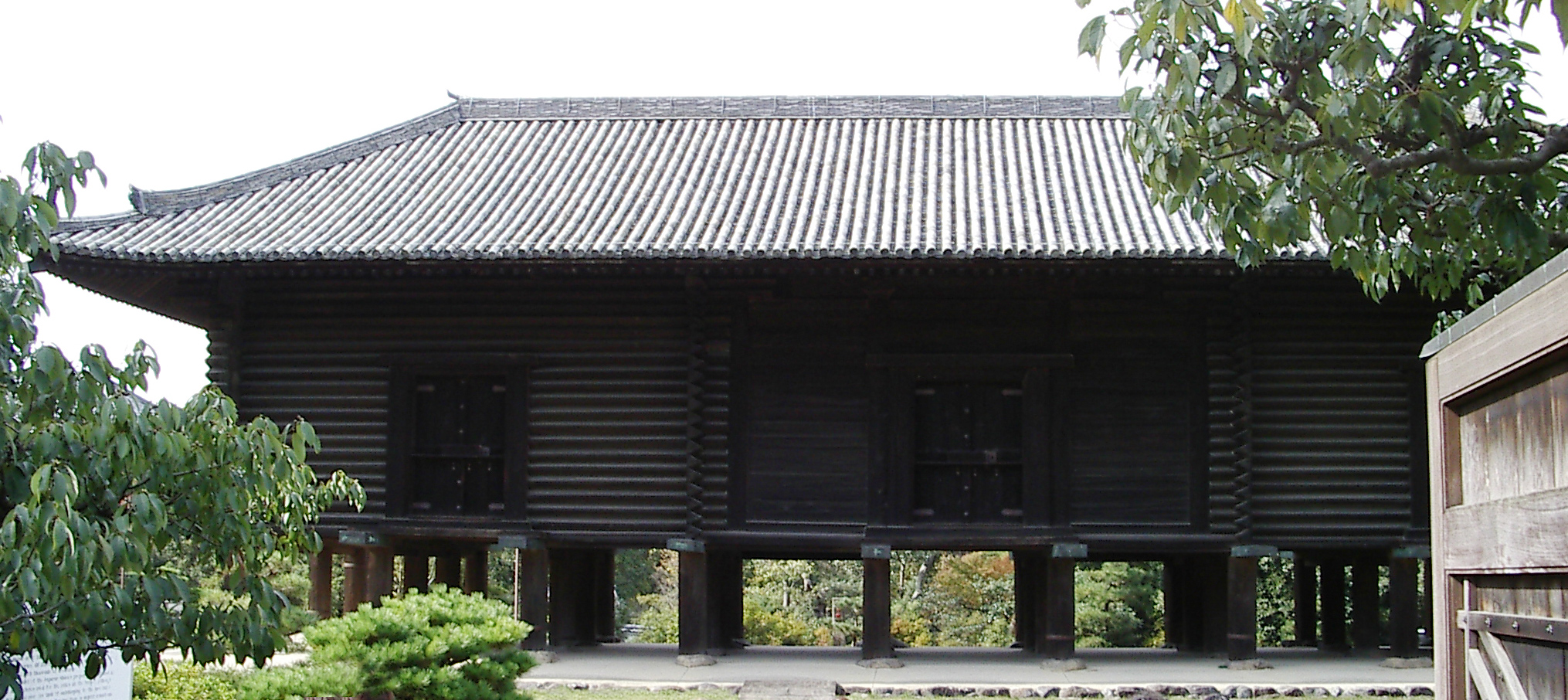
東大寺內的正倉院，位於奈良縣奈良市，建造於8世紀
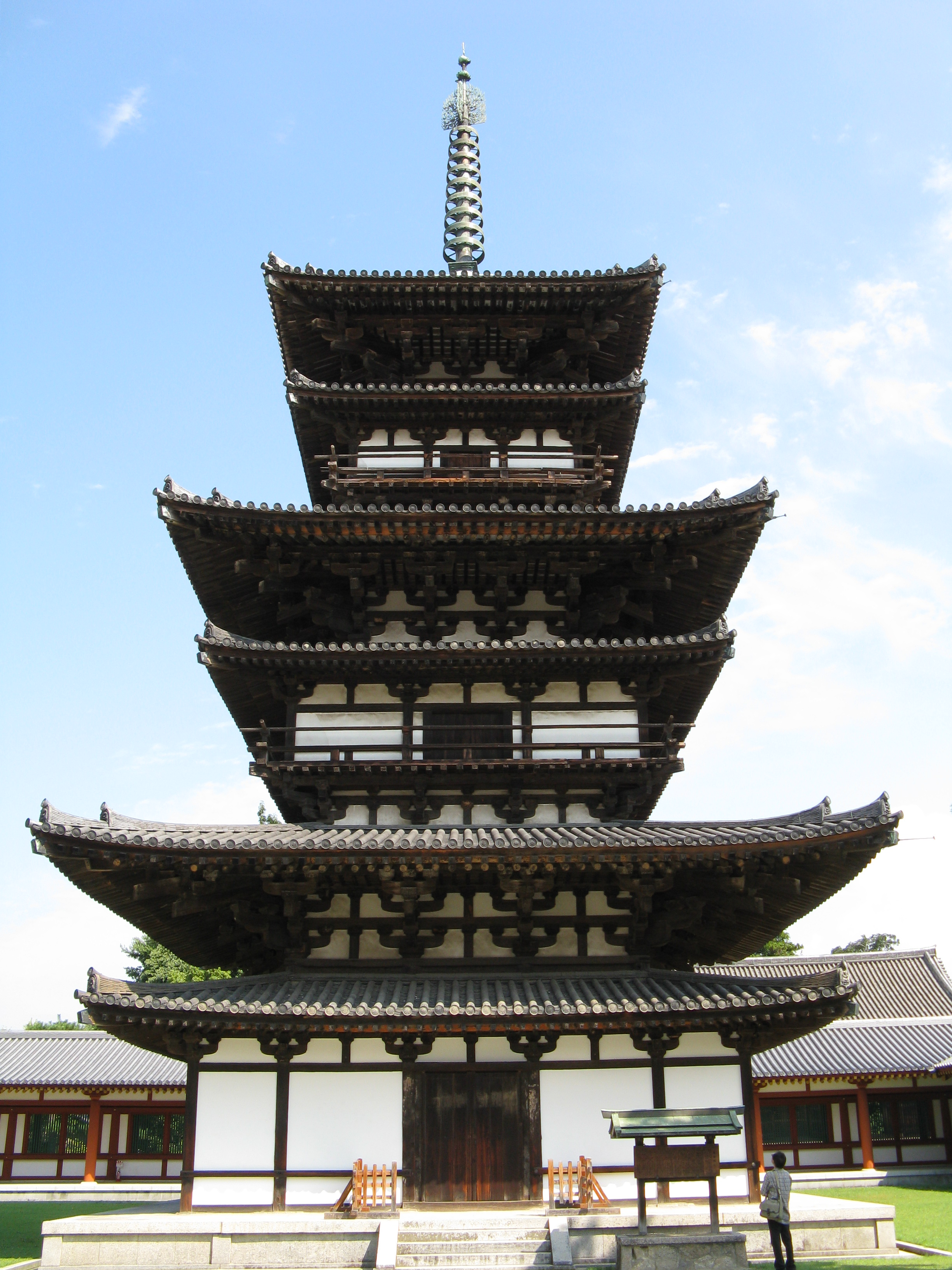
藥師寺内的東塔，位於奈良縣奈良市，建造於730年
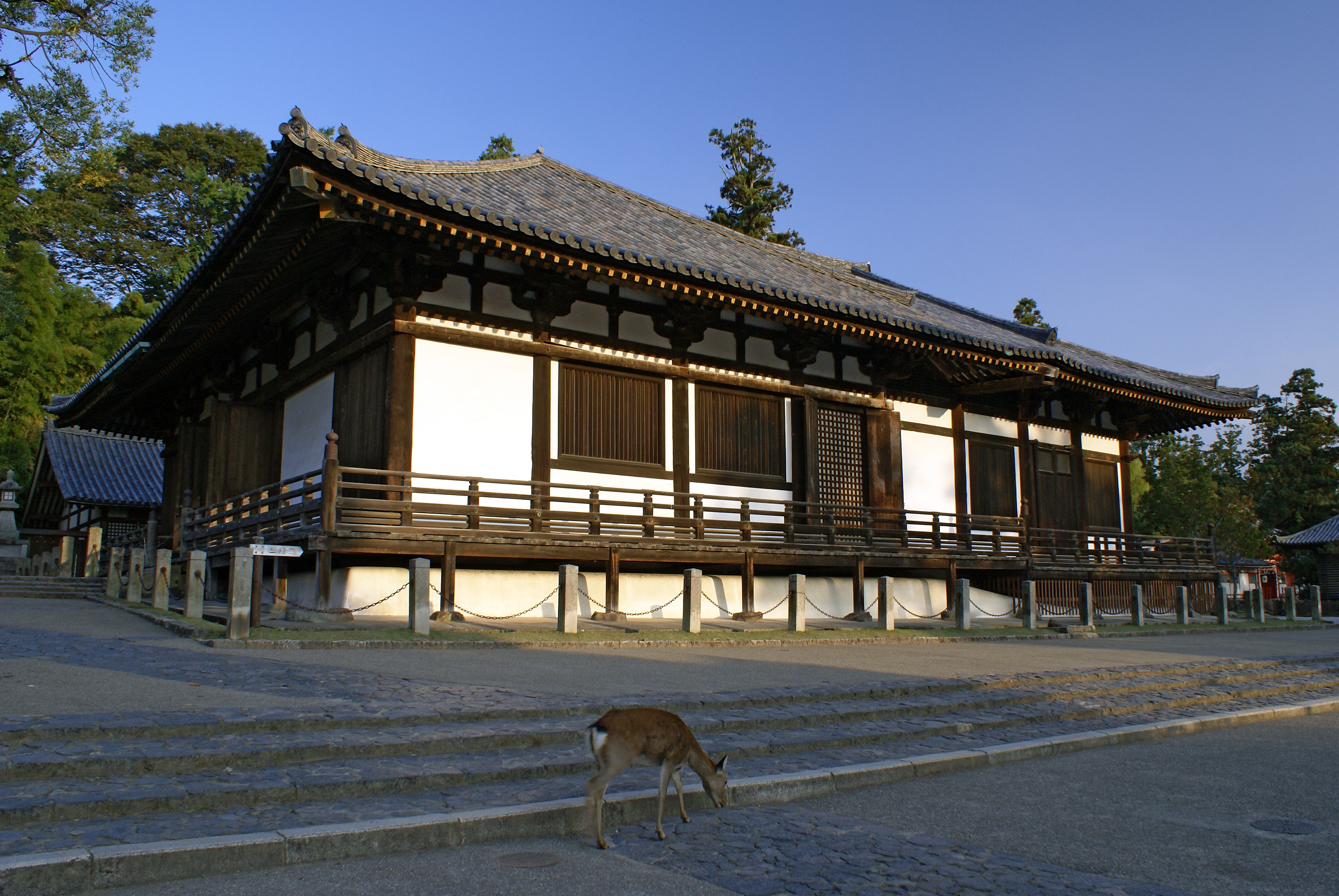
東大寺內的法華經堂，位於奈良縣奈良市，建造於743年

奈良的東大寺則是8世紀的寺廟代表建築。作為各令制國（日本古代的行政區劃）所有68所國分寺的總寺院，東大寺是日本漢傳佛教早期歷史中最具大規模的宗教建築。位於金堂中的盧舍那大佛約高達16.2公尺（53英尺），這尊佛像代表的佛教精神，就如同東大寺代表日本所有佛教寺院的中心，以及對於佛教傳播的貢獻。但僅有少部份的原始佛像能夠保存下來，目前的金堂和大佛像是在平安時代所重建的。

## 平安時代 (794 - 1185)

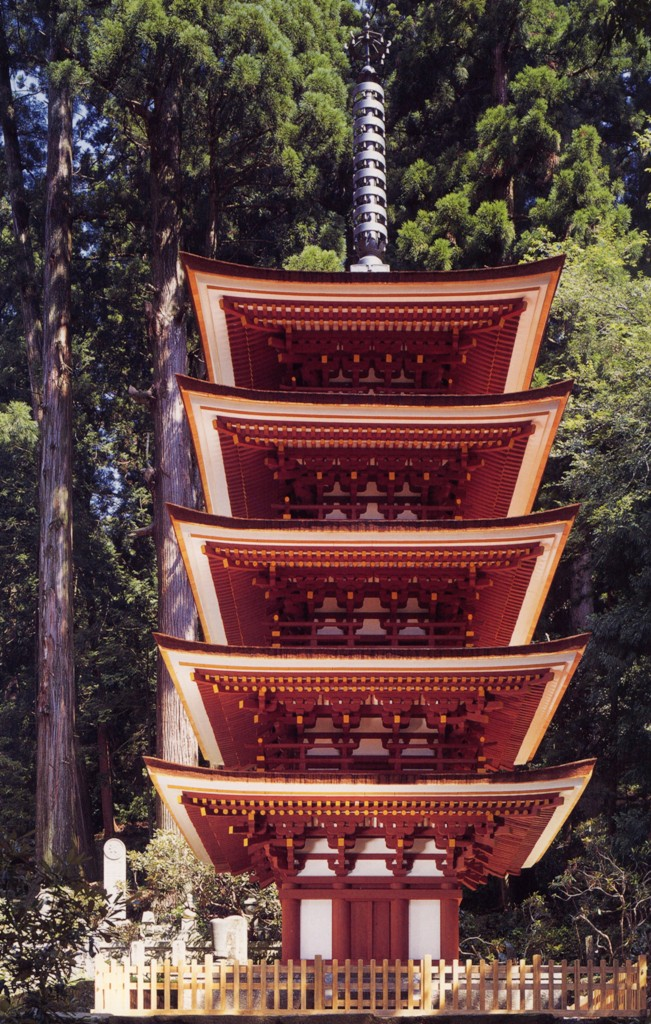
室生寺的五重塔，位於奈良縣宇陀市，建造於800年
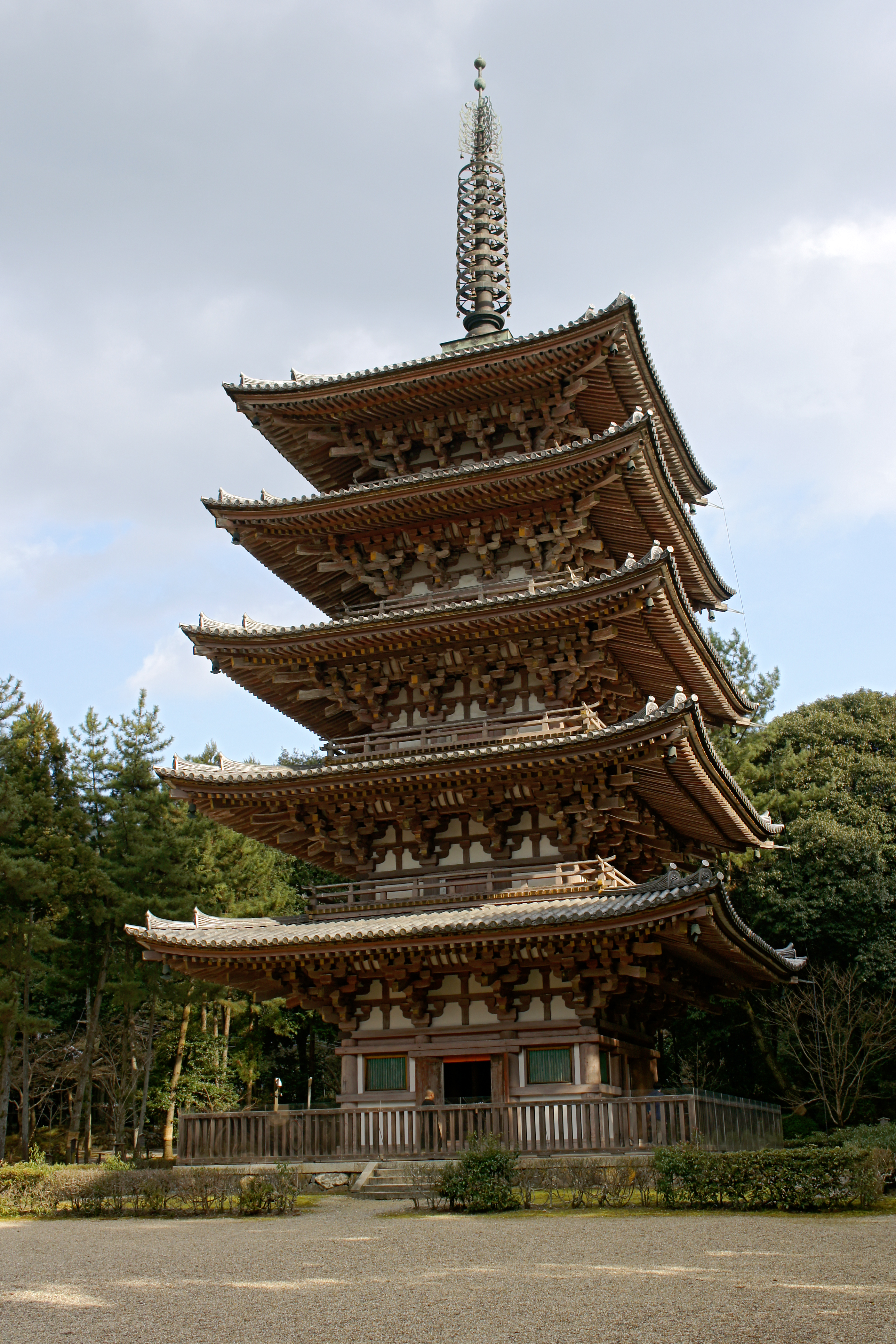
醍醐寺的五重塔，位於京都府京都市宇陀市，建造於951年
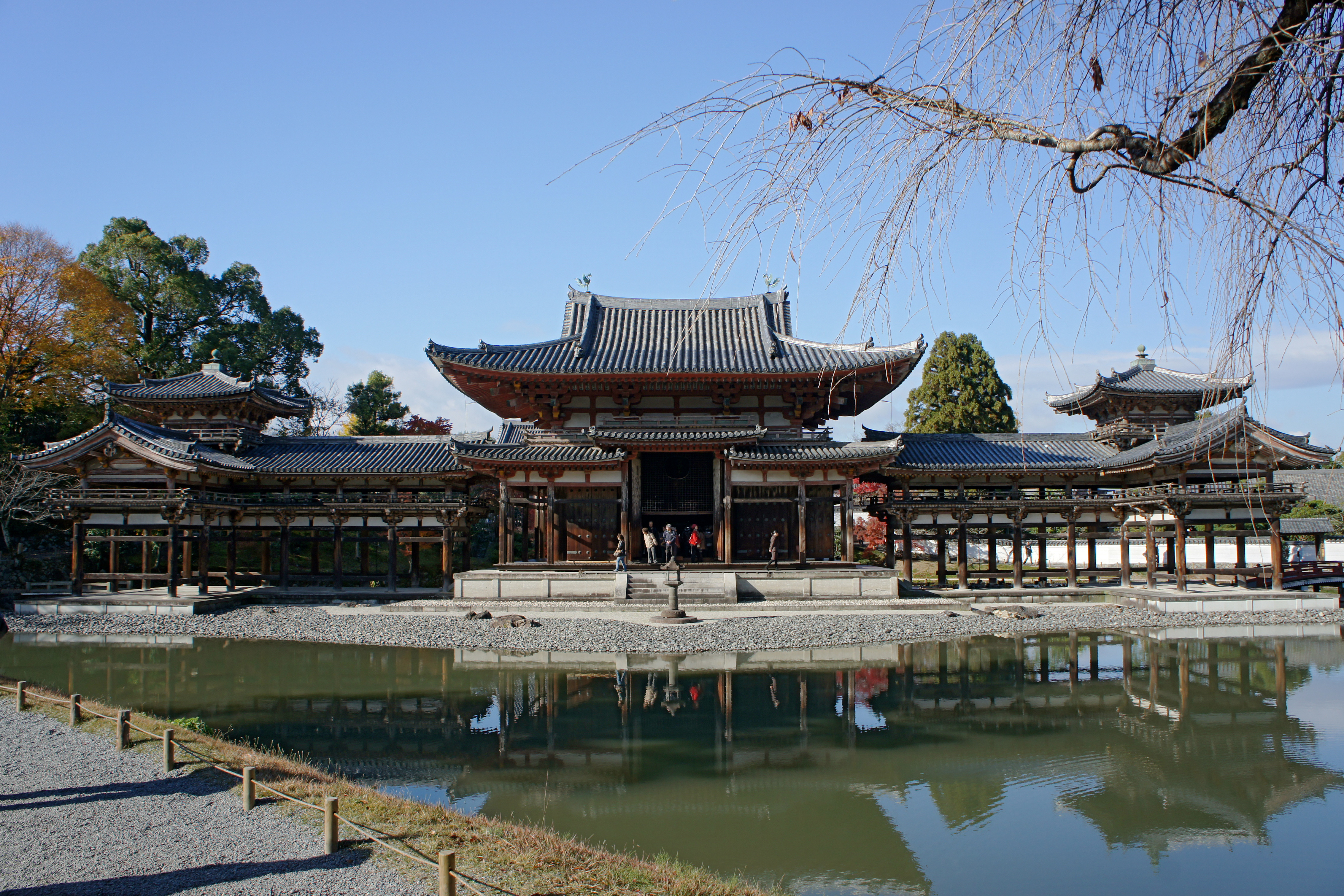
平等院的鳳凰堂，位於京都府宇治市，1053年建造
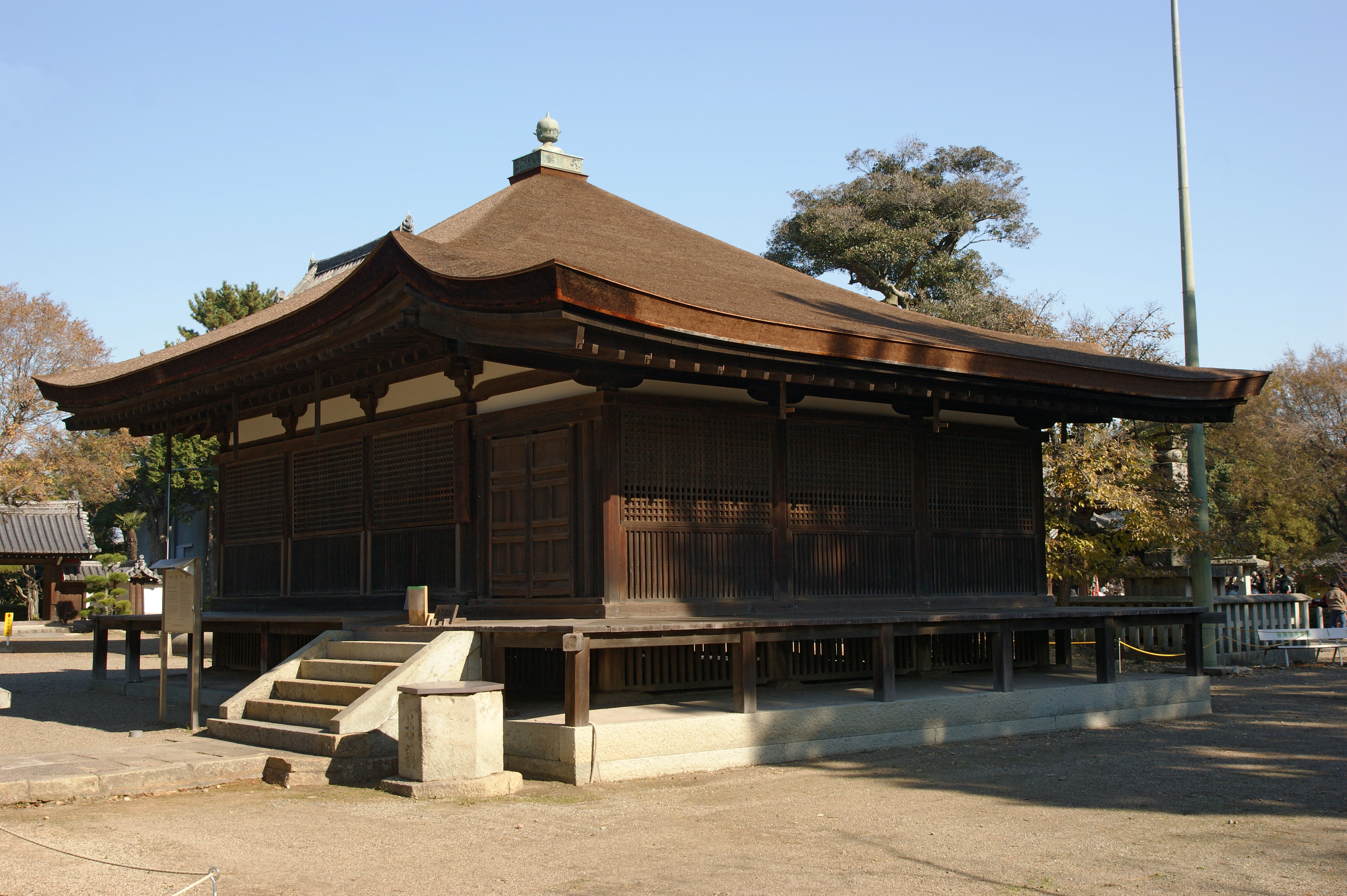
鶴林寺的太子堂，位於兵庫縣加古川市，1112年建造
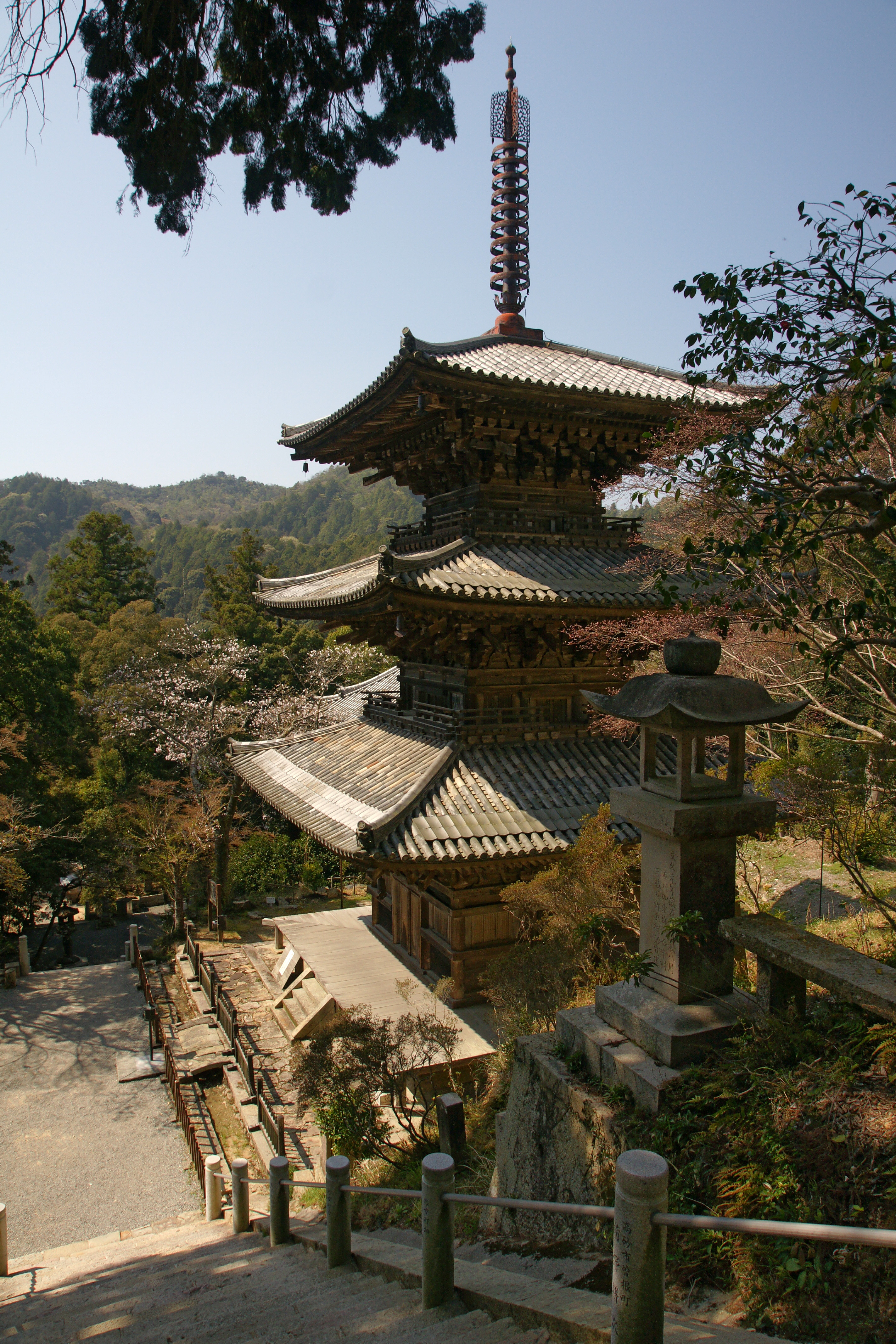
一乘寺的三重塔，位於兵庫縣加西市，1171年建造
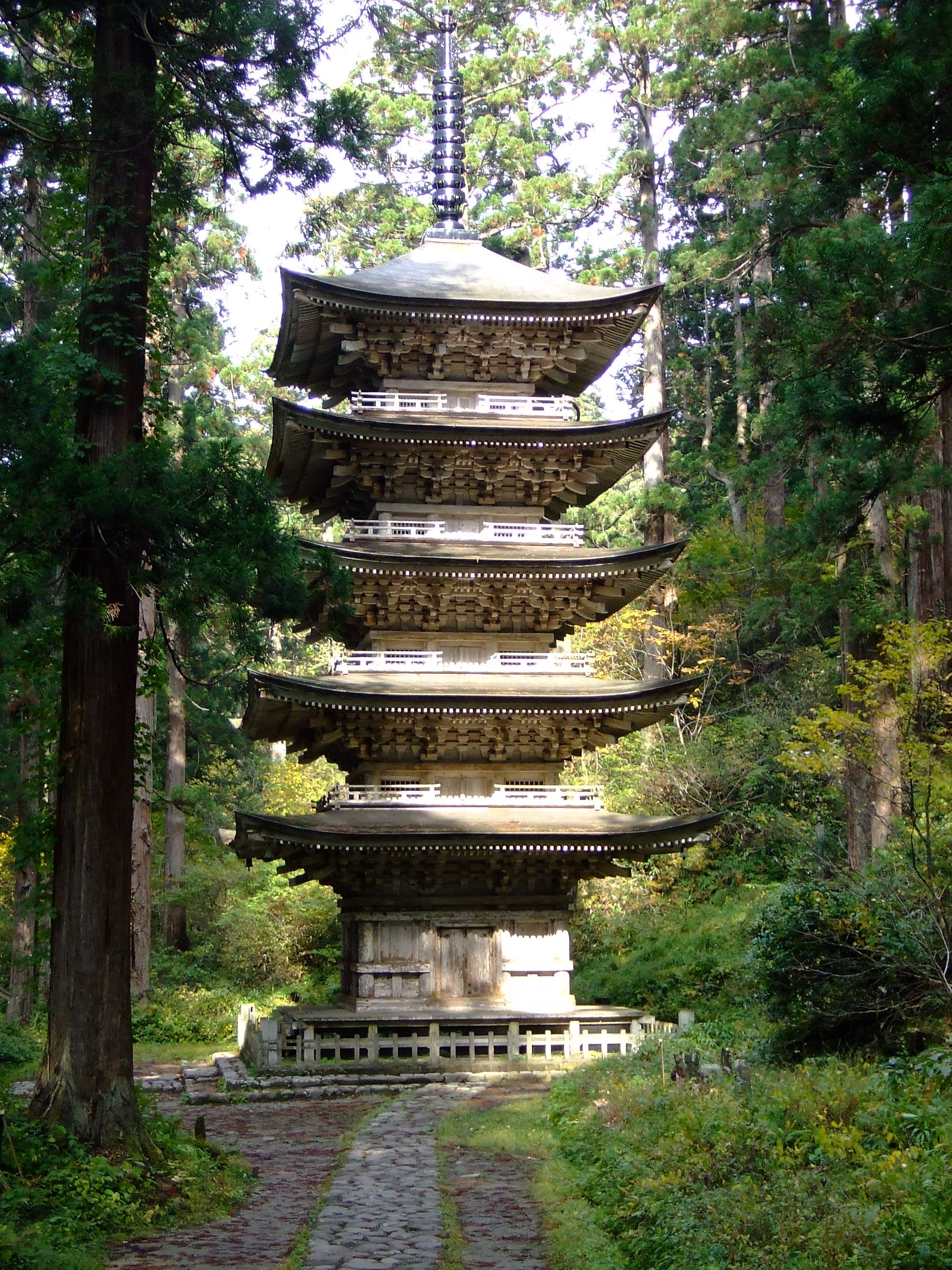
羽黒山的五重塔，位於山形縣鶴岡市，建造於平安時代
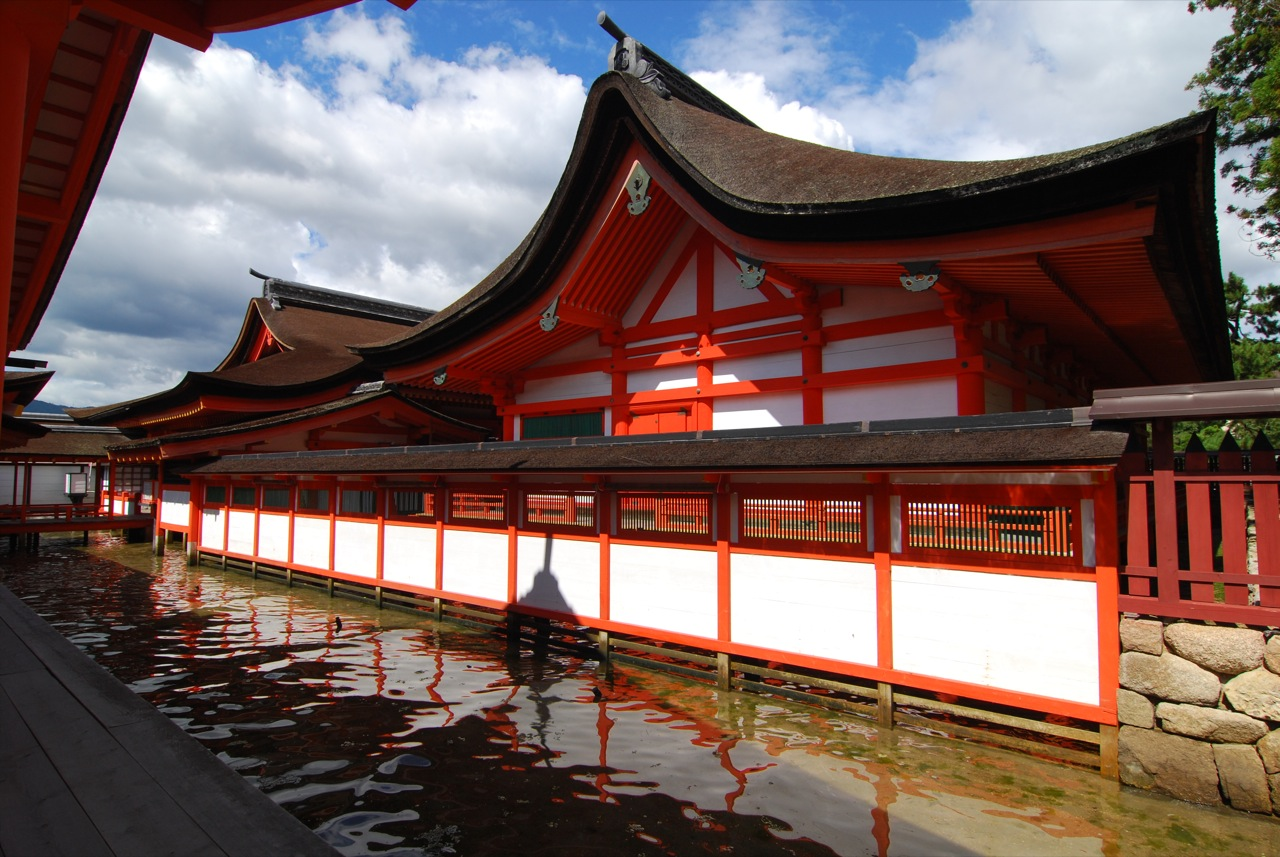
宮島的嚴島神社，位於廣島縣廿日市市，1168年修建
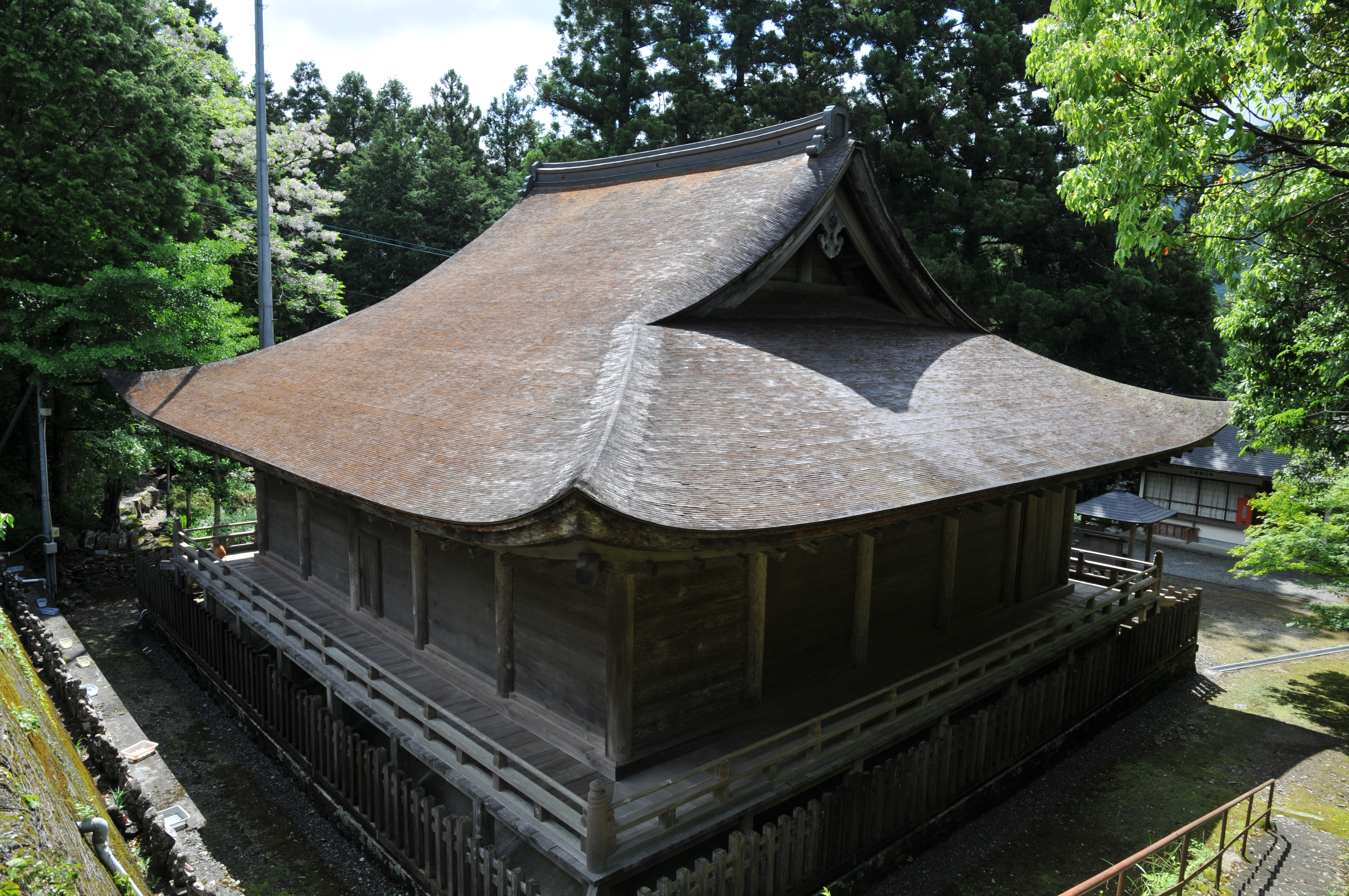
豐樂寺的藥師堂，位於高知縣大豊町，建造於平安時代末期

## 鎌倉時代 (1185 - 1333)

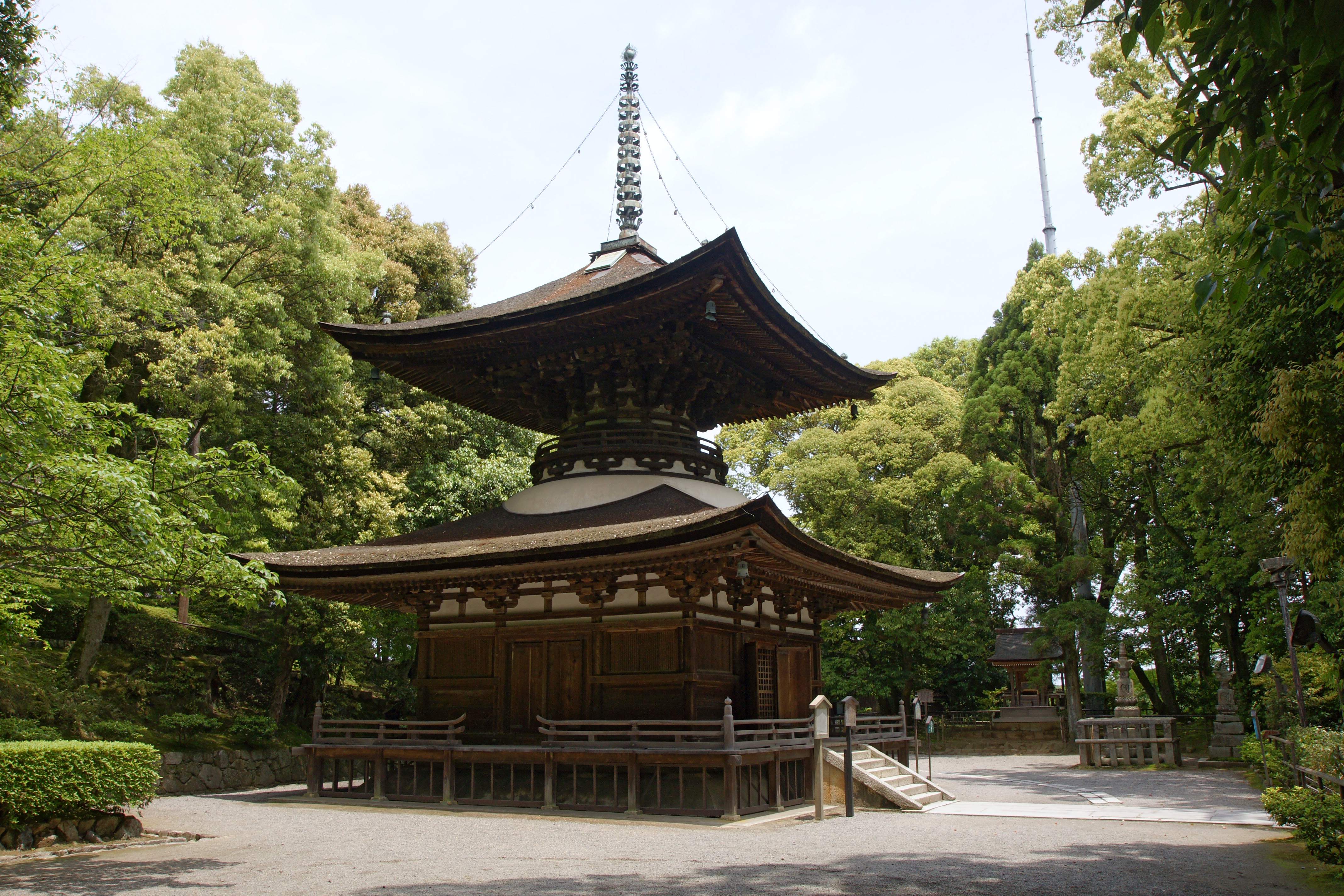
石山寺的多寶塔，位於滋賀縣大津市，1194年建造
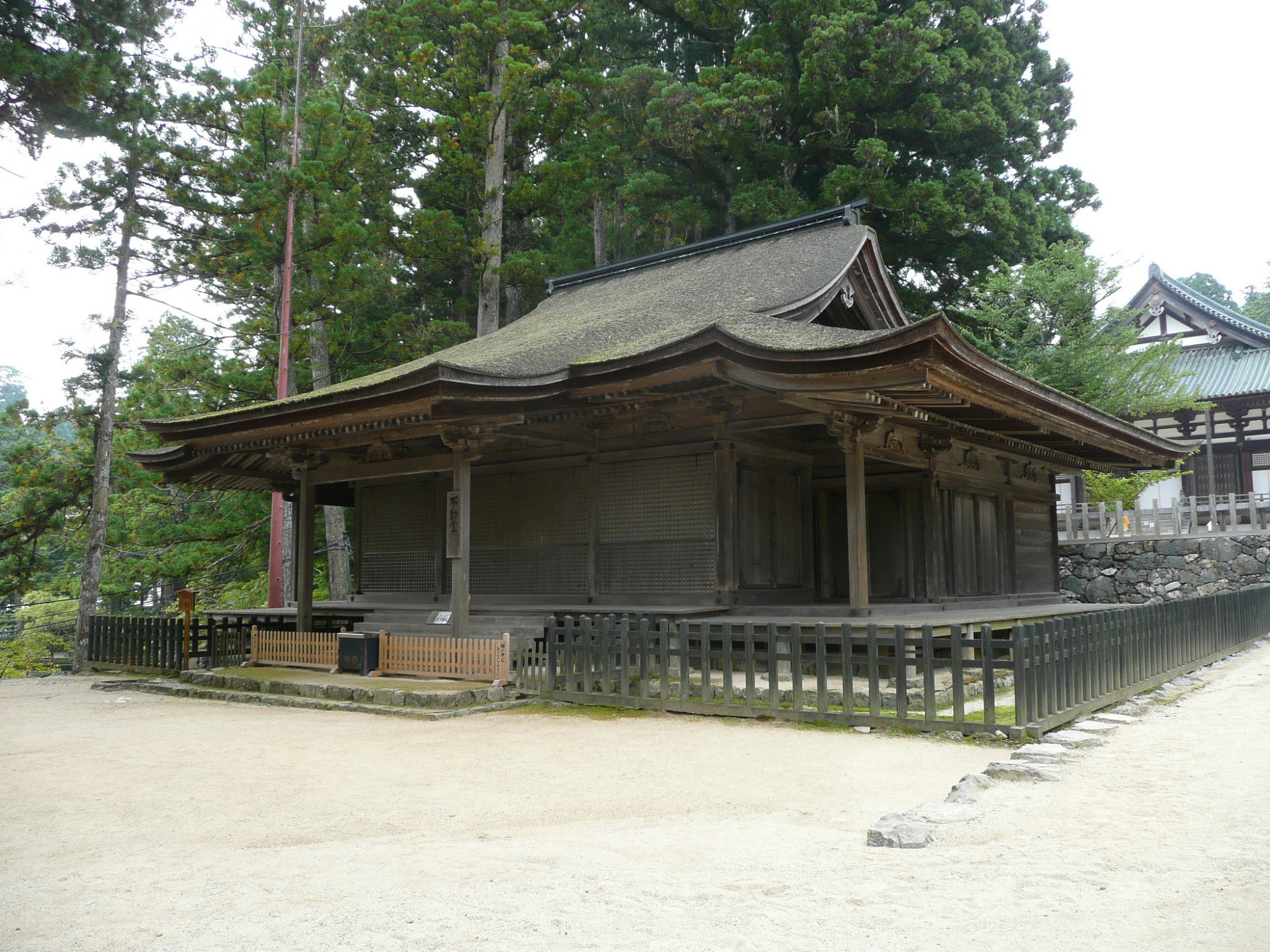
金剛峯寺的不動堂，位於和歌山縣高野町，1198年建造
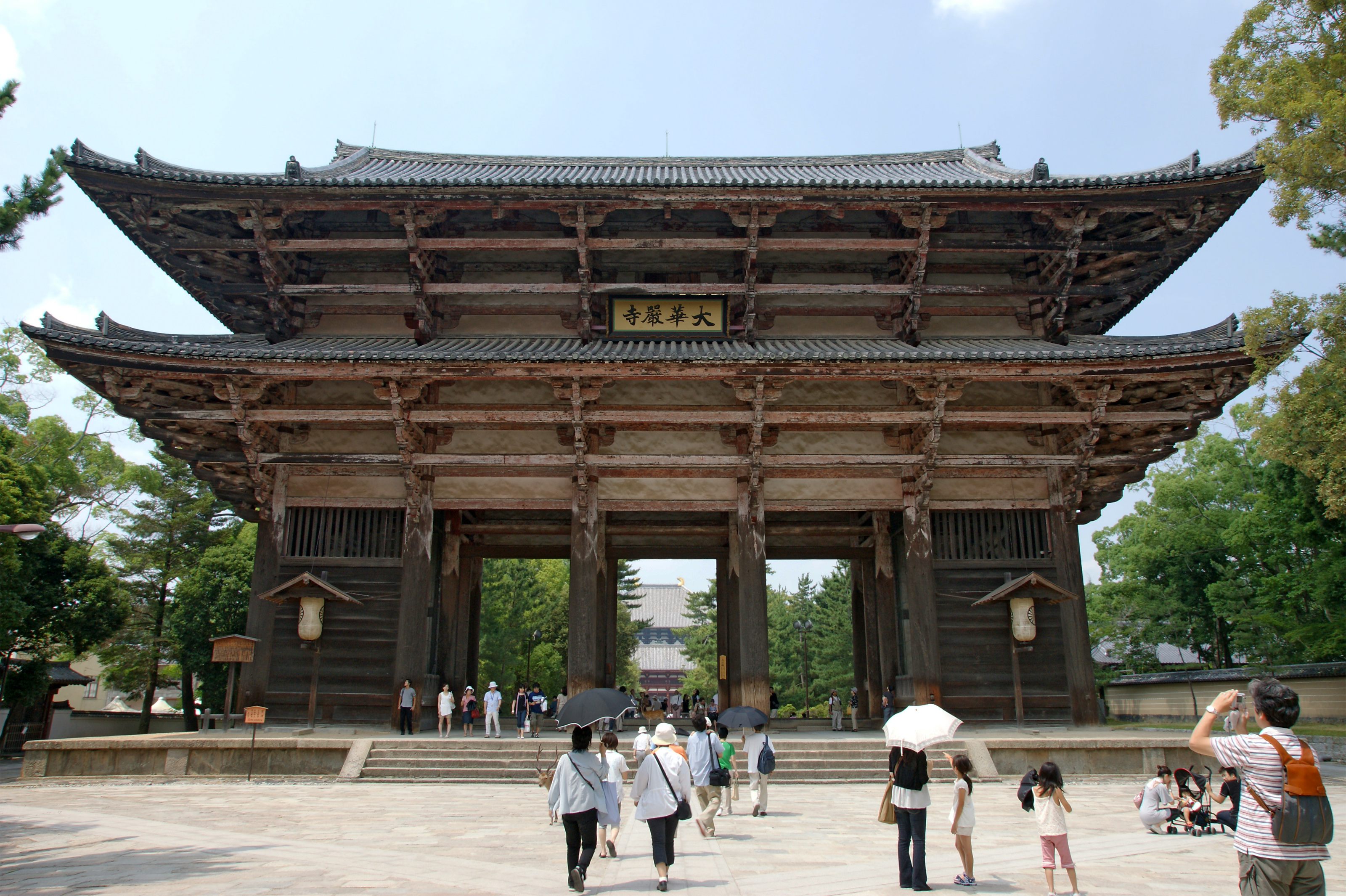
東大寺的南大門，位於奈良縣奈良市，1199年建造
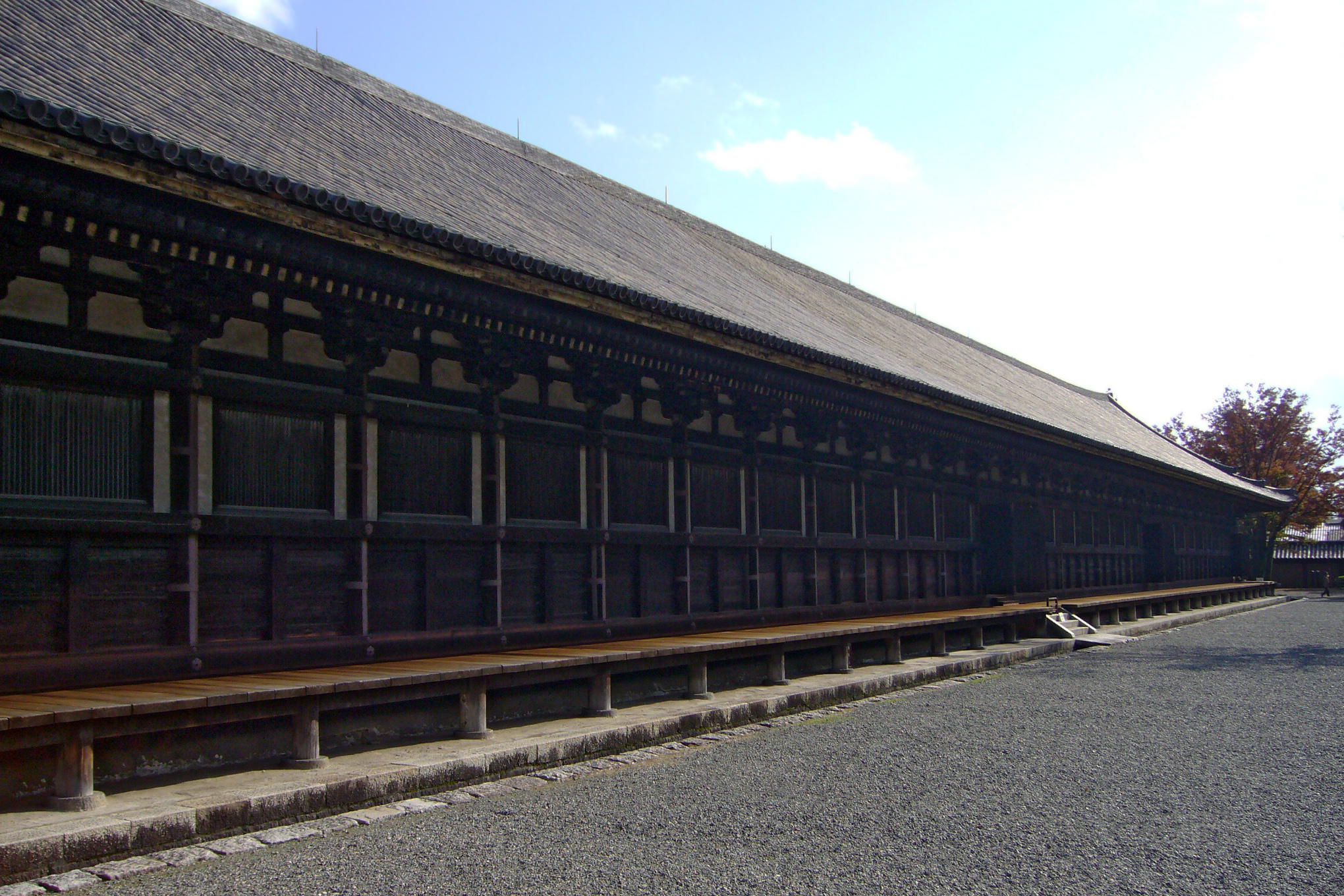
三十三間堂，位於京都府京都市，1266年建造
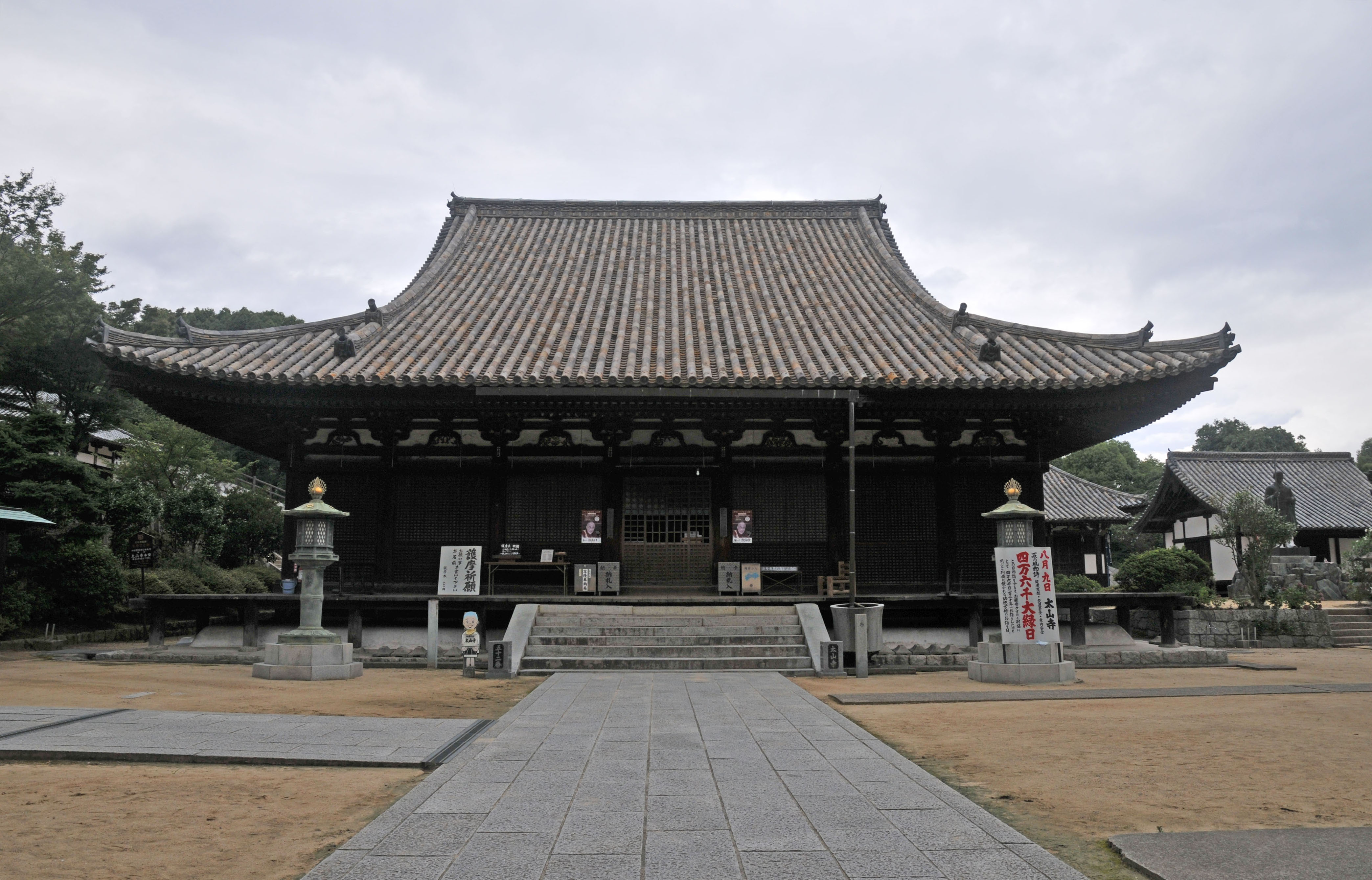
太山寺的本堂，位於愛媛縣松山市，1305年建造
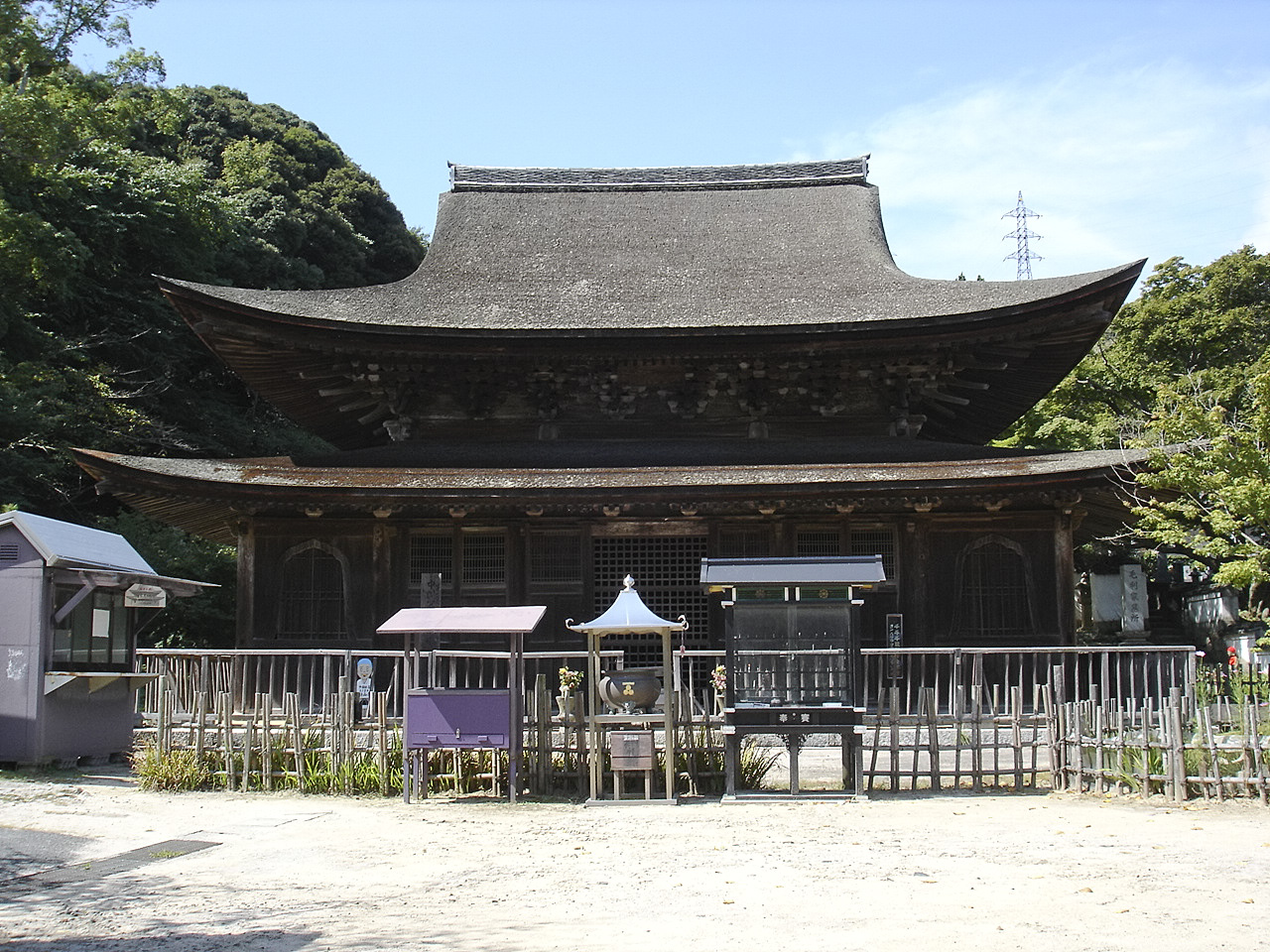
功山寺的佛殿，位於山口縣下关市，1320年建造

## 室町時代 (1336 - 1573)

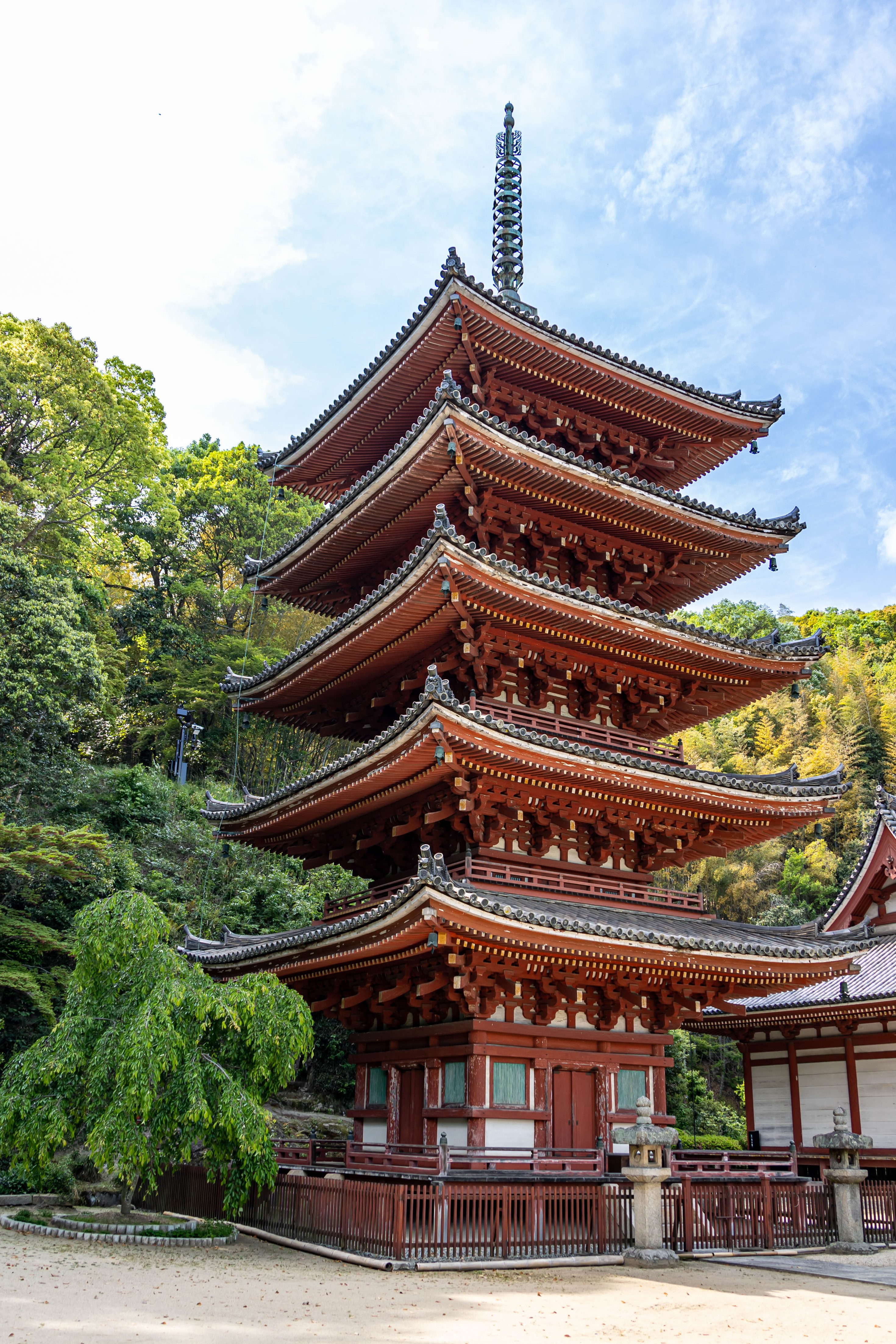
明王院的五重塔，位於廣島縣福山市，1348年建造
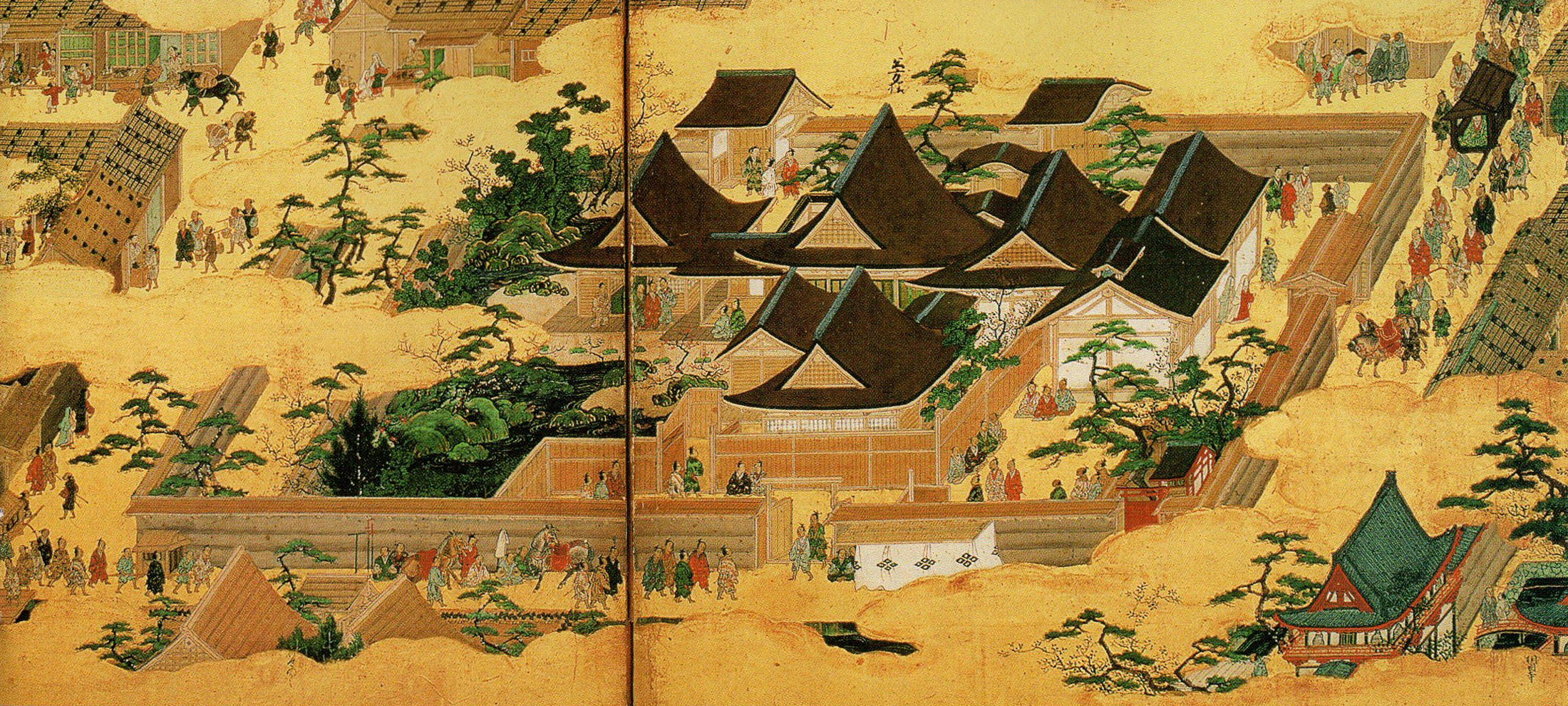
花之御所（不存），位於京都室町，1381年建造
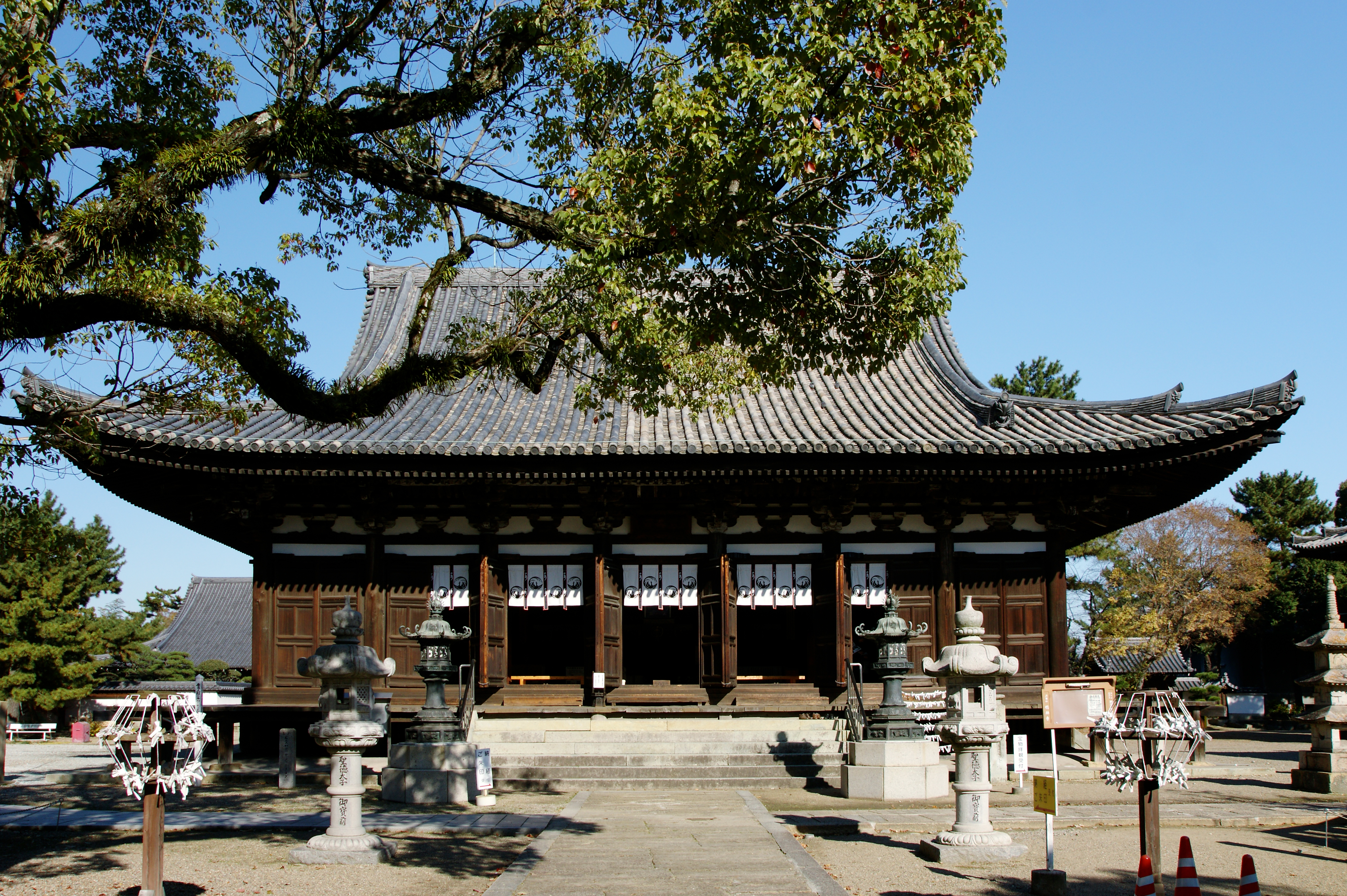
鶴林寺的本堂，位於兵庫縣加古川市，1397年建造
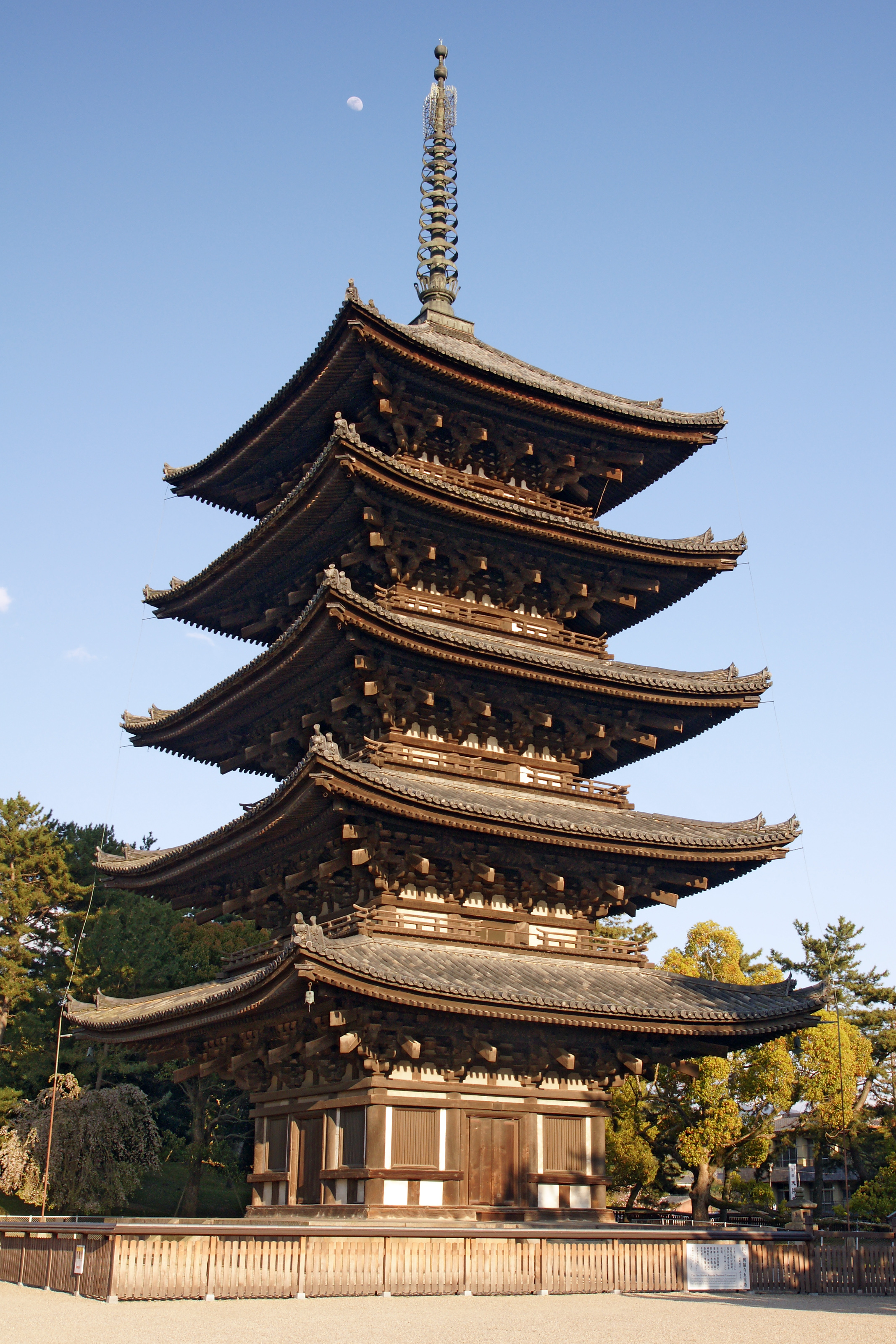
興福寺的五重塔，位於奈良縣奈良市，1426年建造
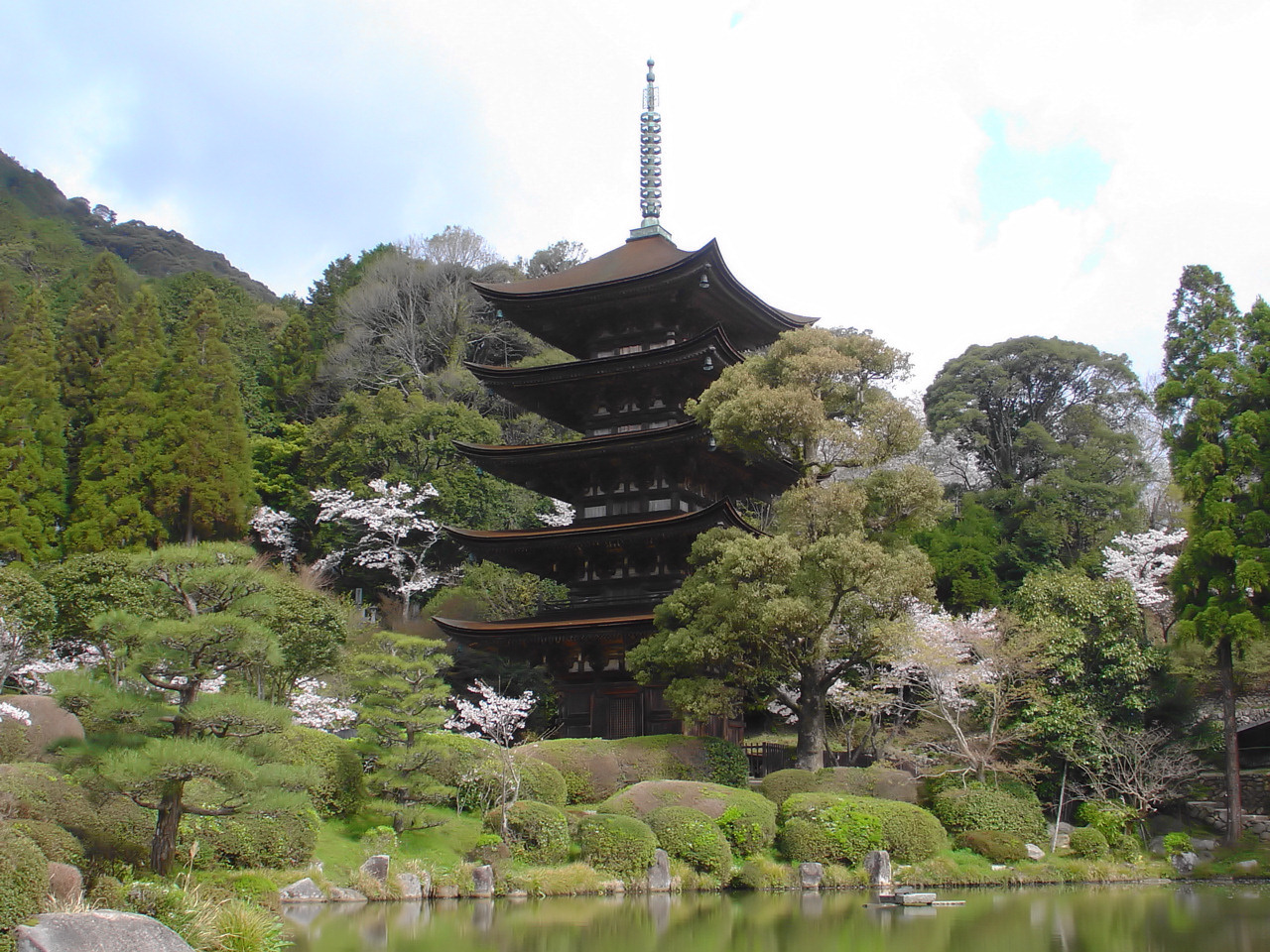
瑠璃光寺的五重塔，位於山口縣山口市，1442年建造
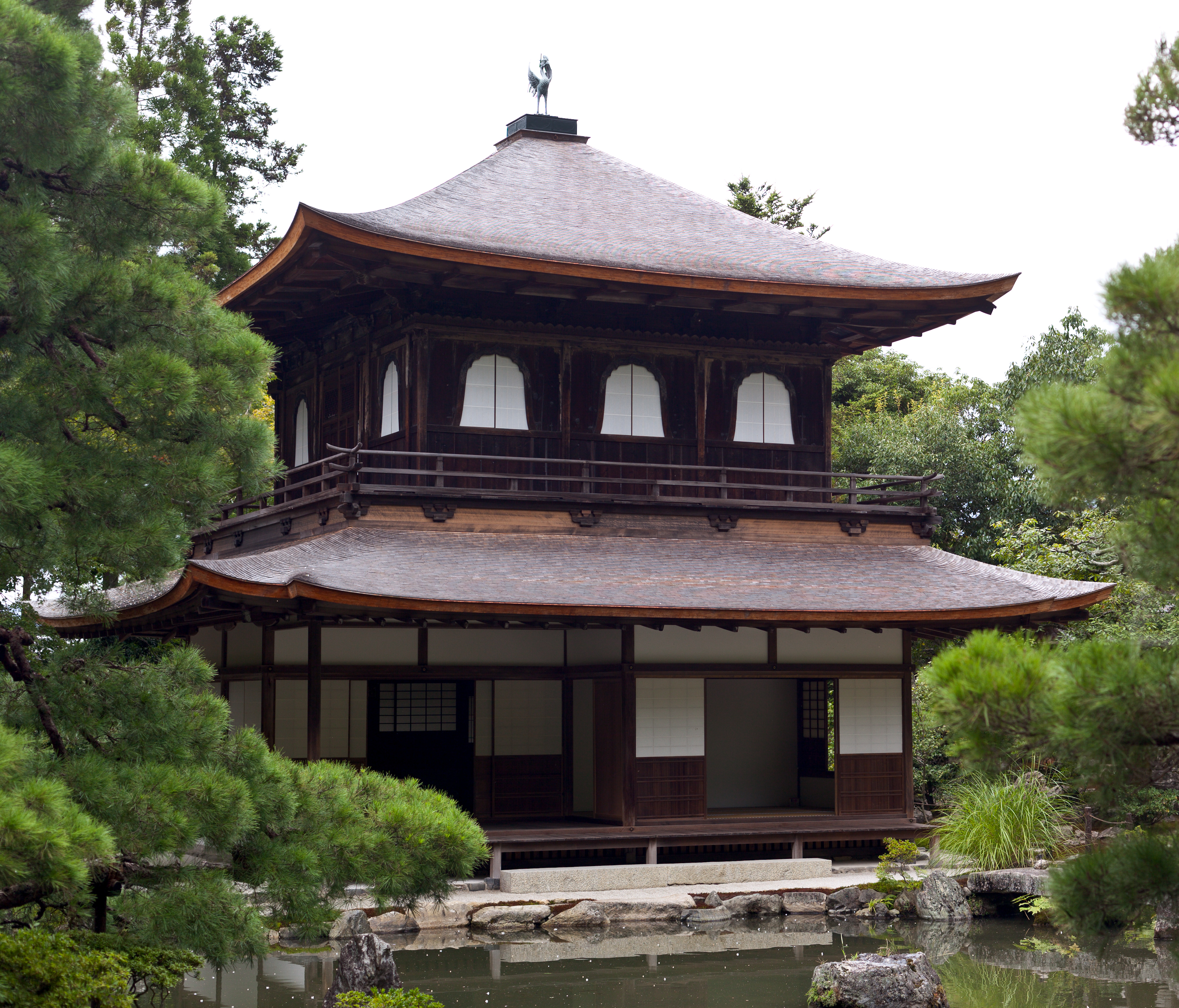
慈照寺的銀閣，位於京都府京都市，1489年建造
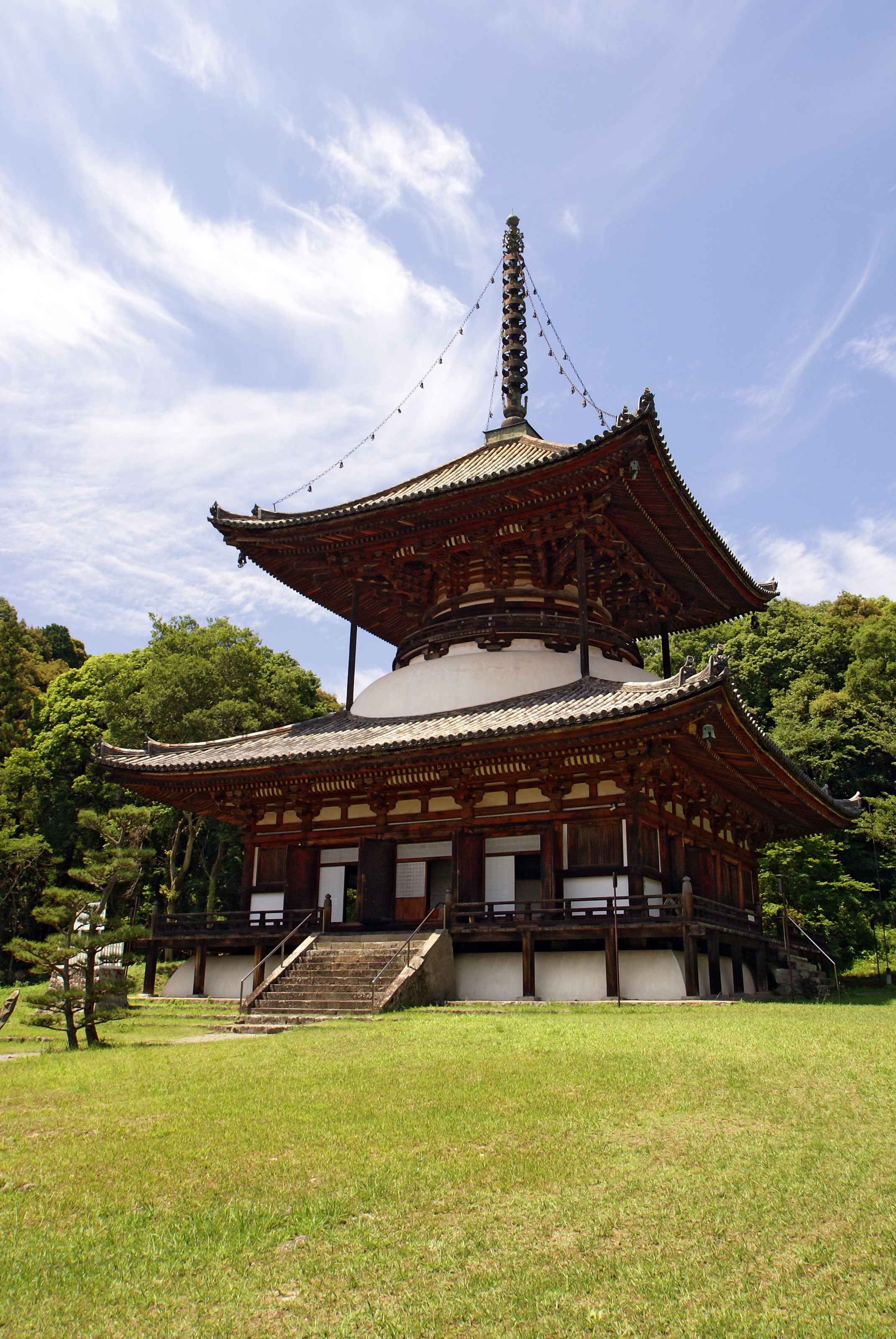
根來寺的大塔，位於和歌山縣岩出市，1547年建造

## 安土桃山時代 (1568 - 1603)

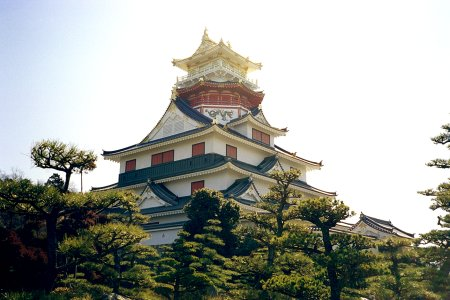
安土城天守（不存），位於滋賀縣近江八幡市安土町，1576年建造
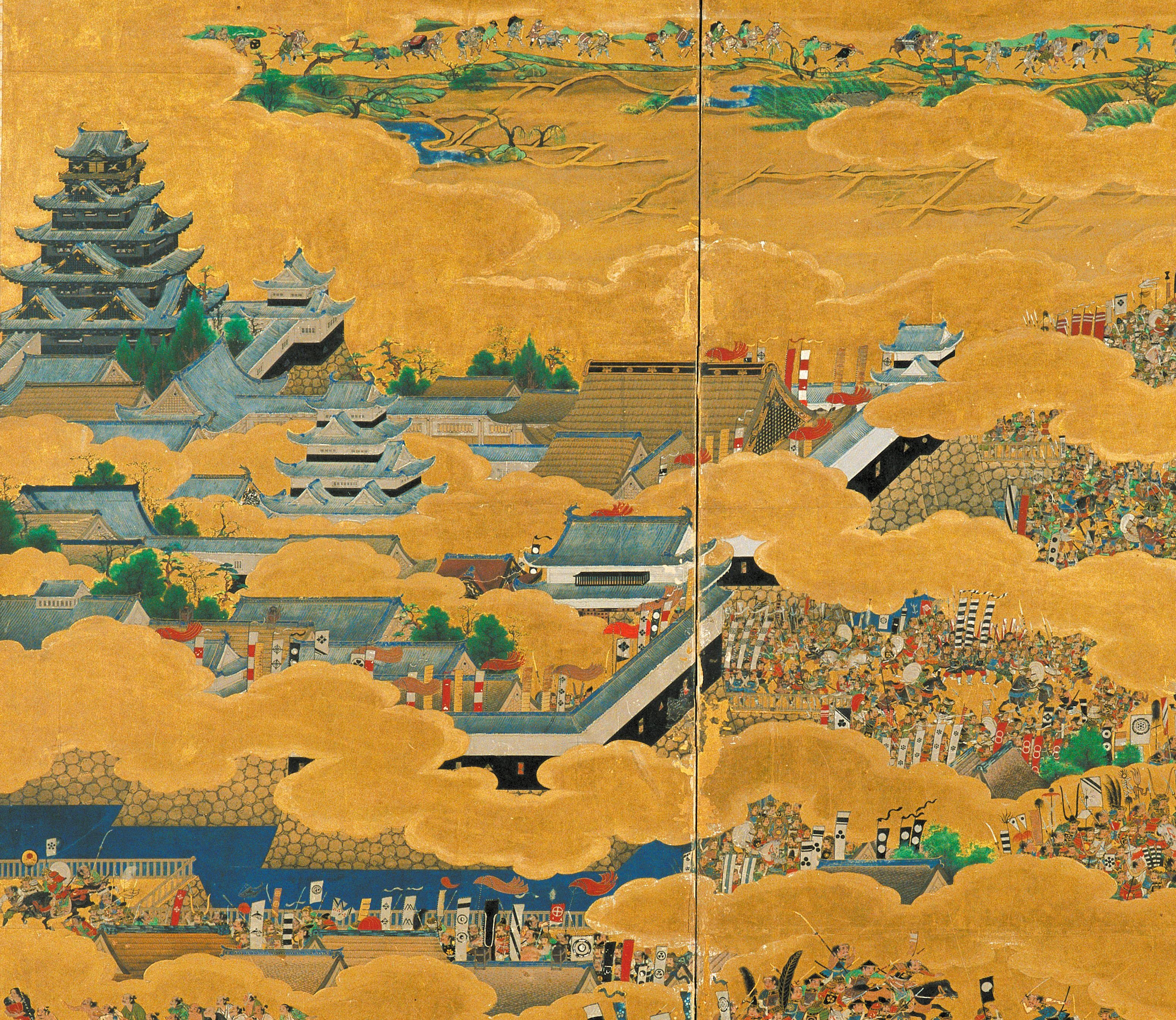
豐臣大坂城天守（不存），位於大阪府大阪市，1583年建造
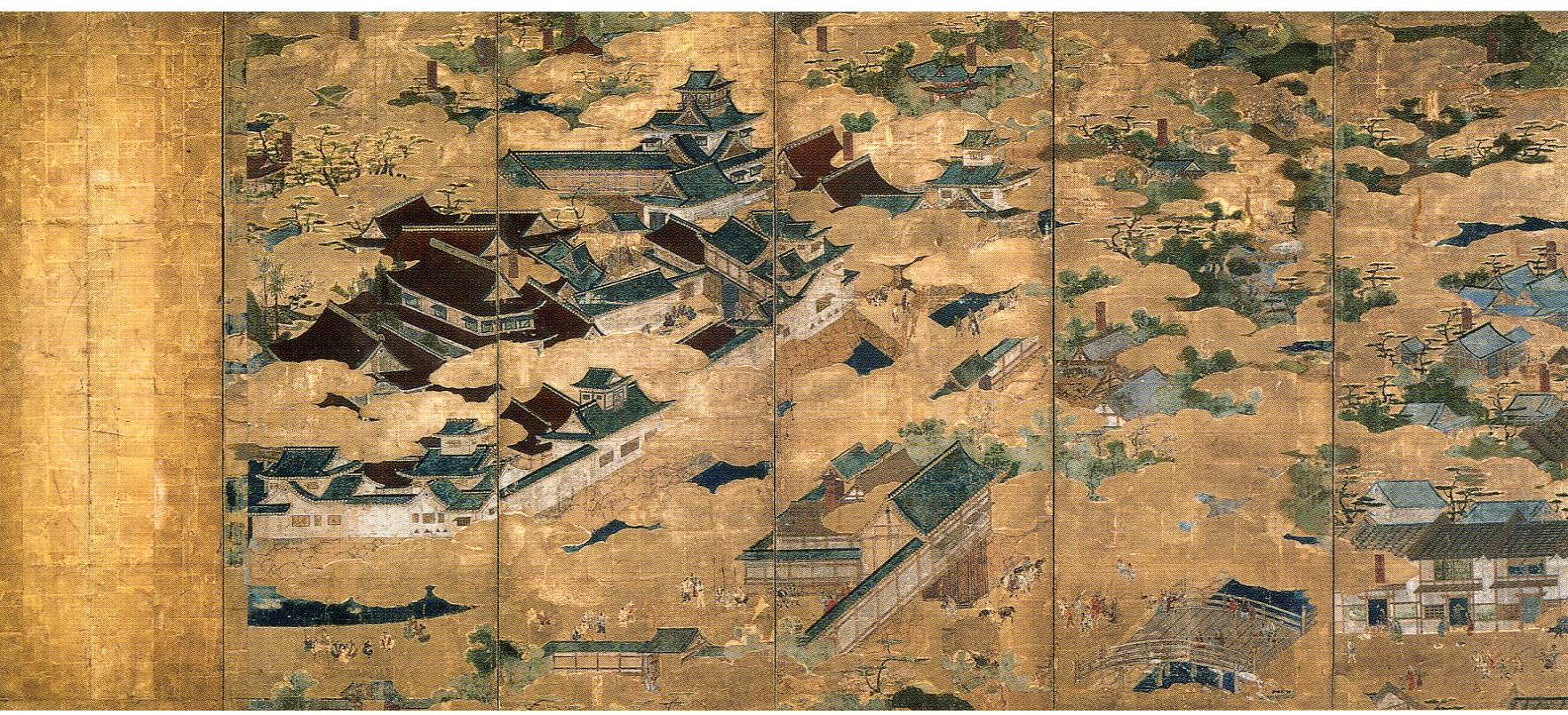
聚樂第（不存），1587年建造
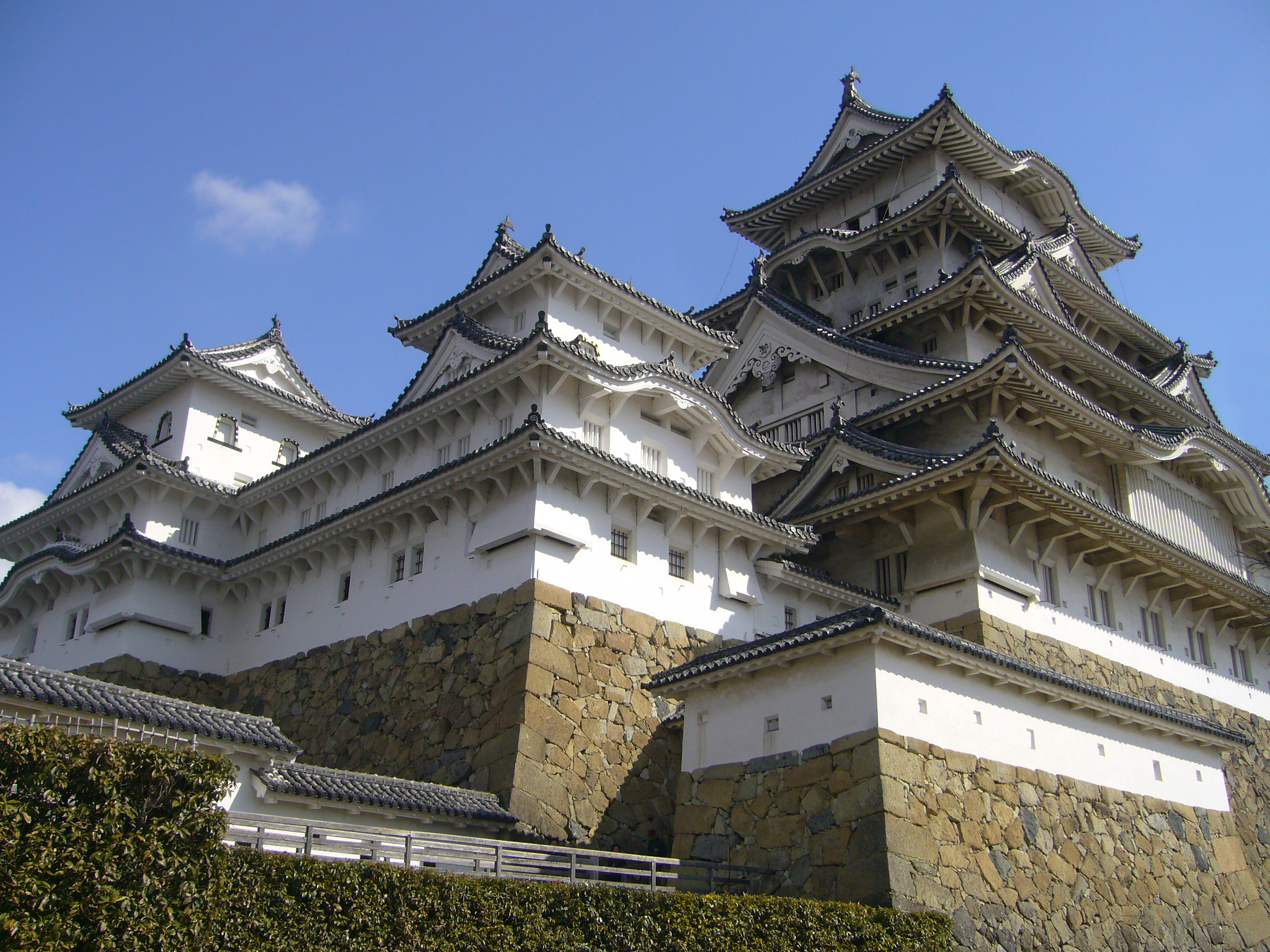
1618年完工的姬路城，位於兵庫縣姫路市
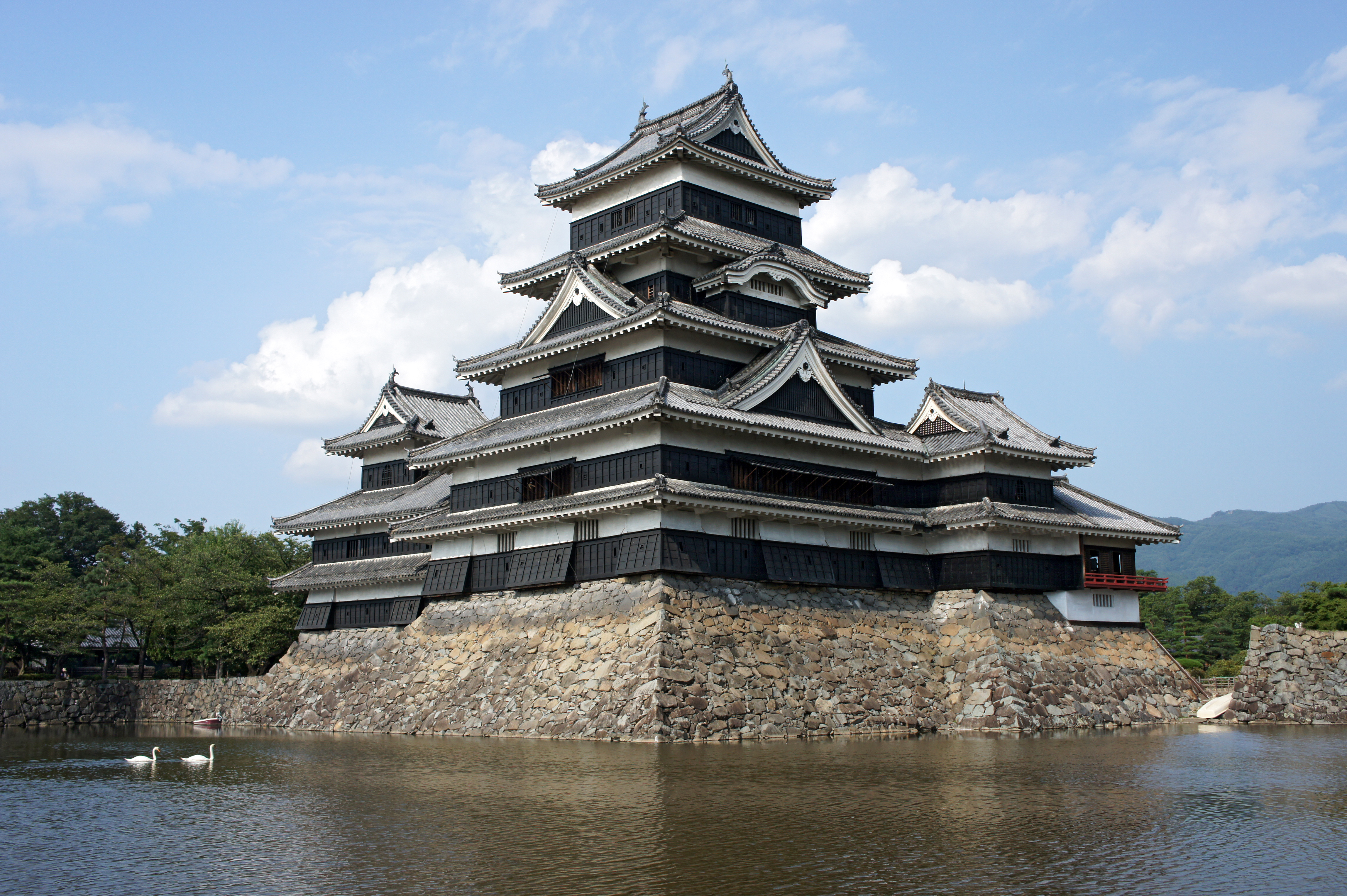
長野縣松本市的松本城
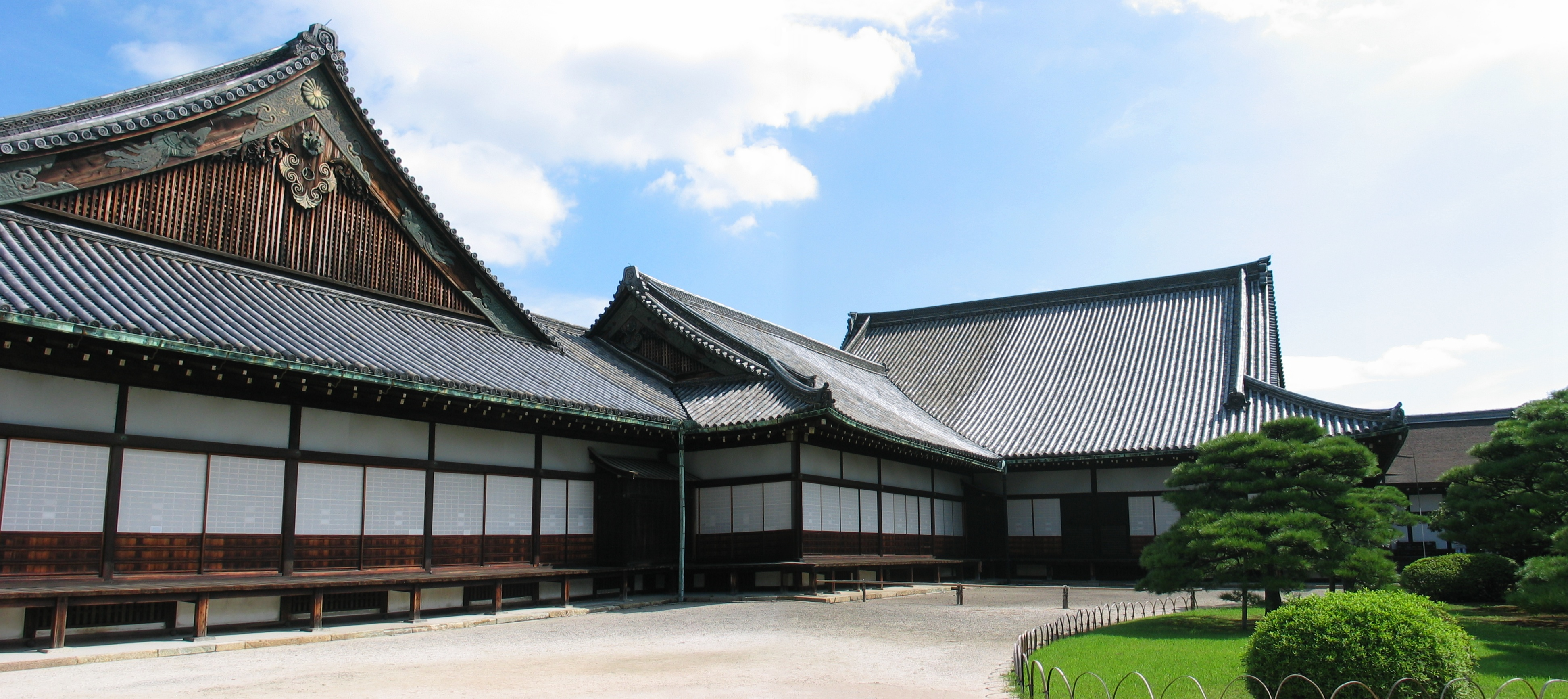
二條城的二之丸御殿
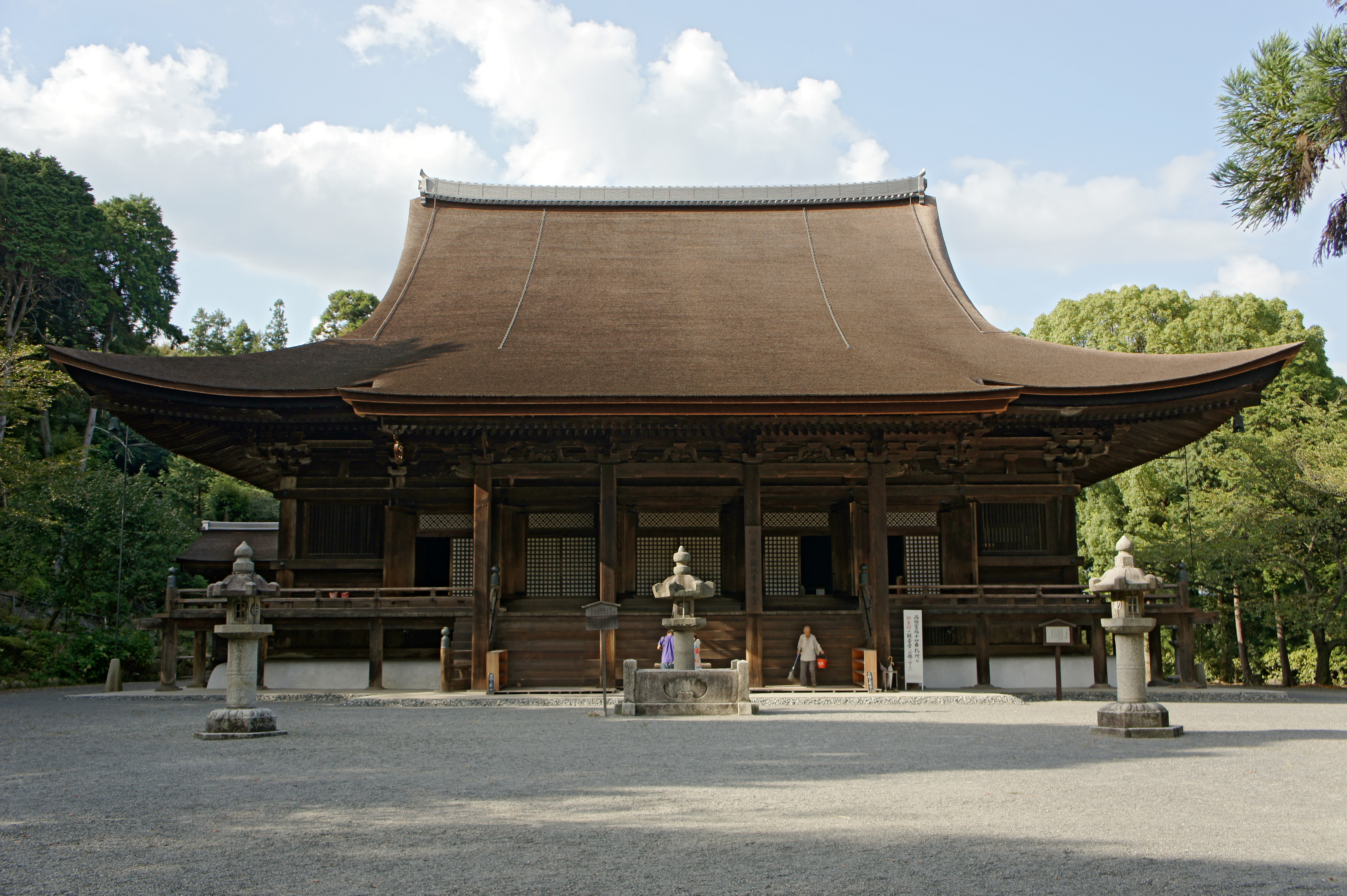
園城寺的金堂，位於滋賀縣大津市，1599年建造
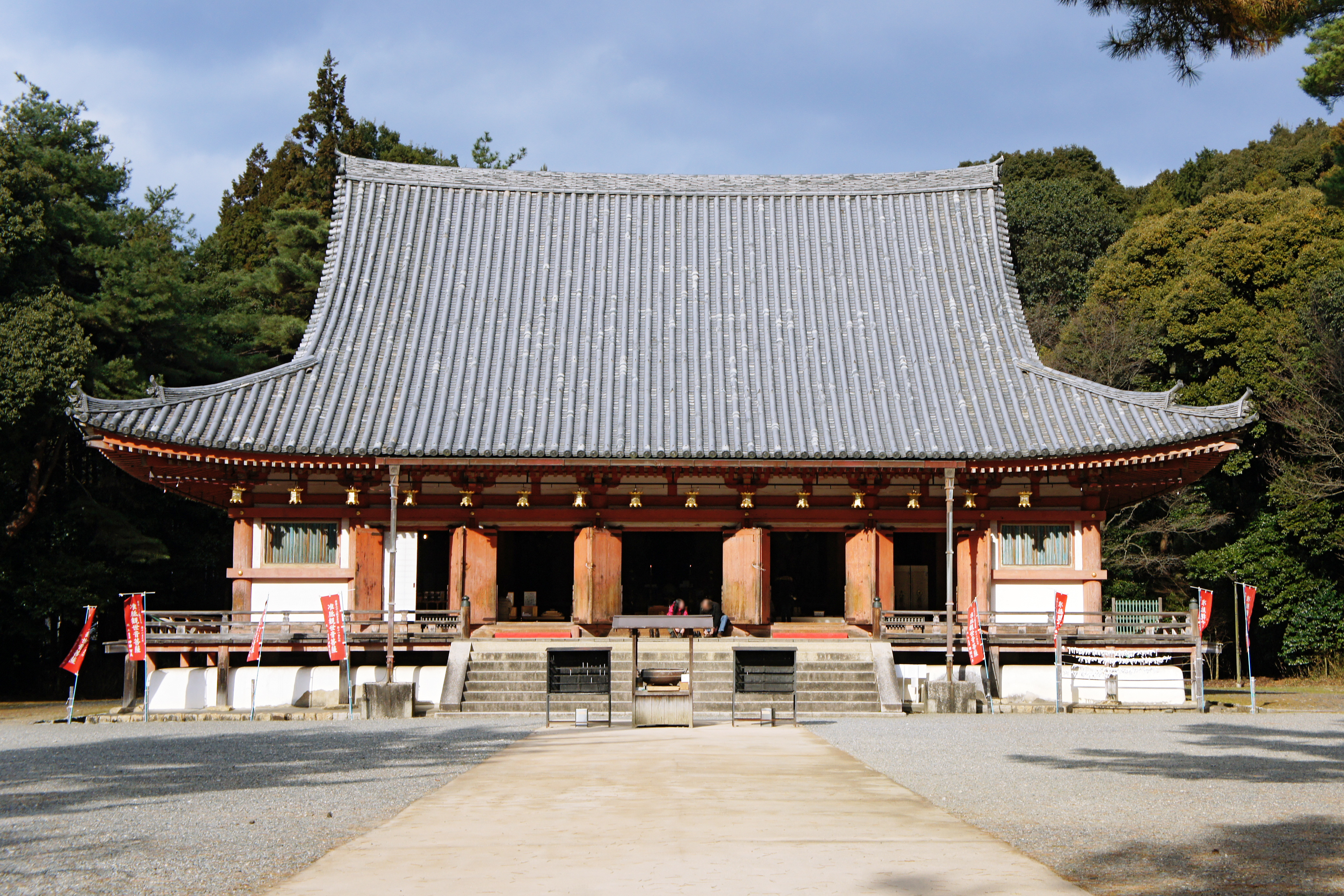
醍醐寺的金堂，位於京都府京都市，1599年建造

自16世紀起，府邸和城樓取代佛寺成為主要建築活動，城堡在江戶時代已演變為地方的政治與經濟中心，各大城市的富有人家也開始興建不同規模與風格的府邸。
在這個時代出現了兩種新的建築形式，城郭和書院。作為權力象徵的天守，也反應出當時軍國主義的發達。城郭是一種防禦性的建築，是為了在動亂的時代能保護封建君主以及他的軍隊士兵；而書院則是具備接待大廳和私人讀書空間的功能，也反應出封建社會中君主和諸侯之間的關係。姬路城又稱為「白鷺城」，有著精美雕刻的屋頂、華麗的屏風壁畫，以及圍繞主天守的三座副城，是桃山時代最具代表性的建築之一。京都二條城的「大広間」則是書院的典型範例，代表性的特色包括床之間（壁龕）、書院窗戶（可看見精緻的花園）等，德川君主和諸侯所使用的區域也分隔的十分清楚。
此外，從室町時代開始出現的茶道在千利休集大成之後，這時也誕生了「茶室」建築。

## 江戶時代 (1603 - 1867)

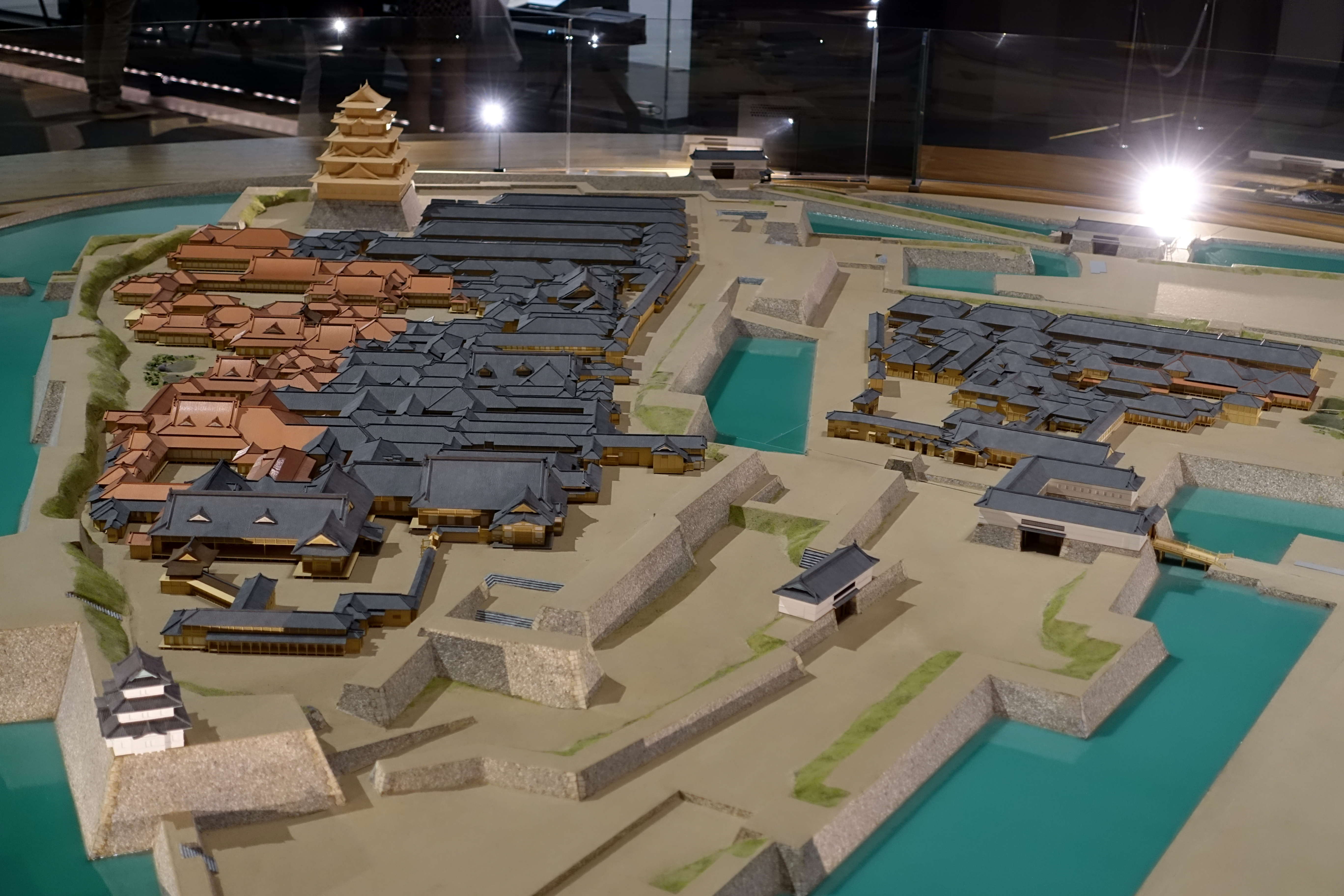
江戶城本丸（不存），改建於16世紀末、17世紀初
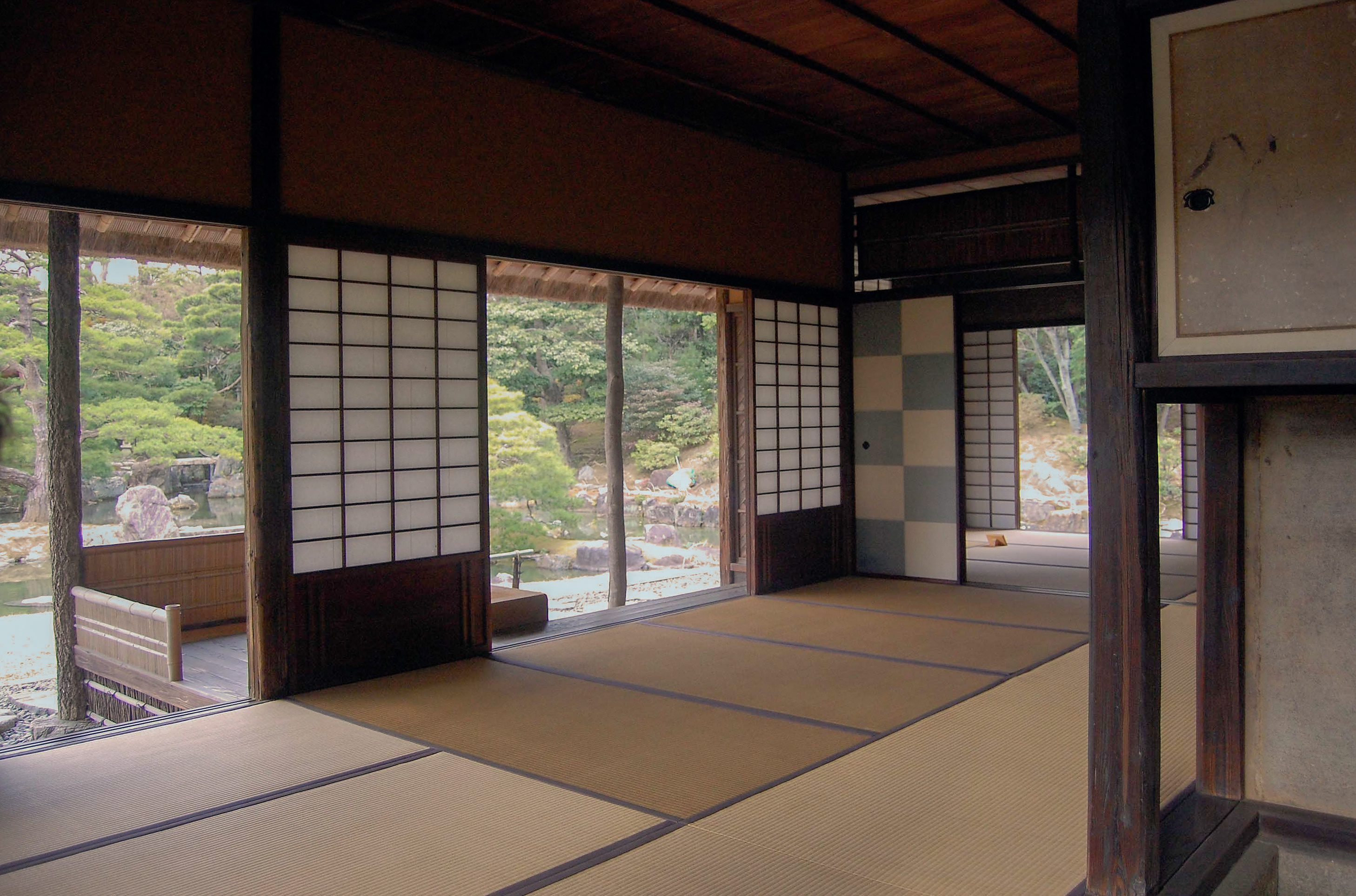
京都桂離宮內部，建造於17世紀
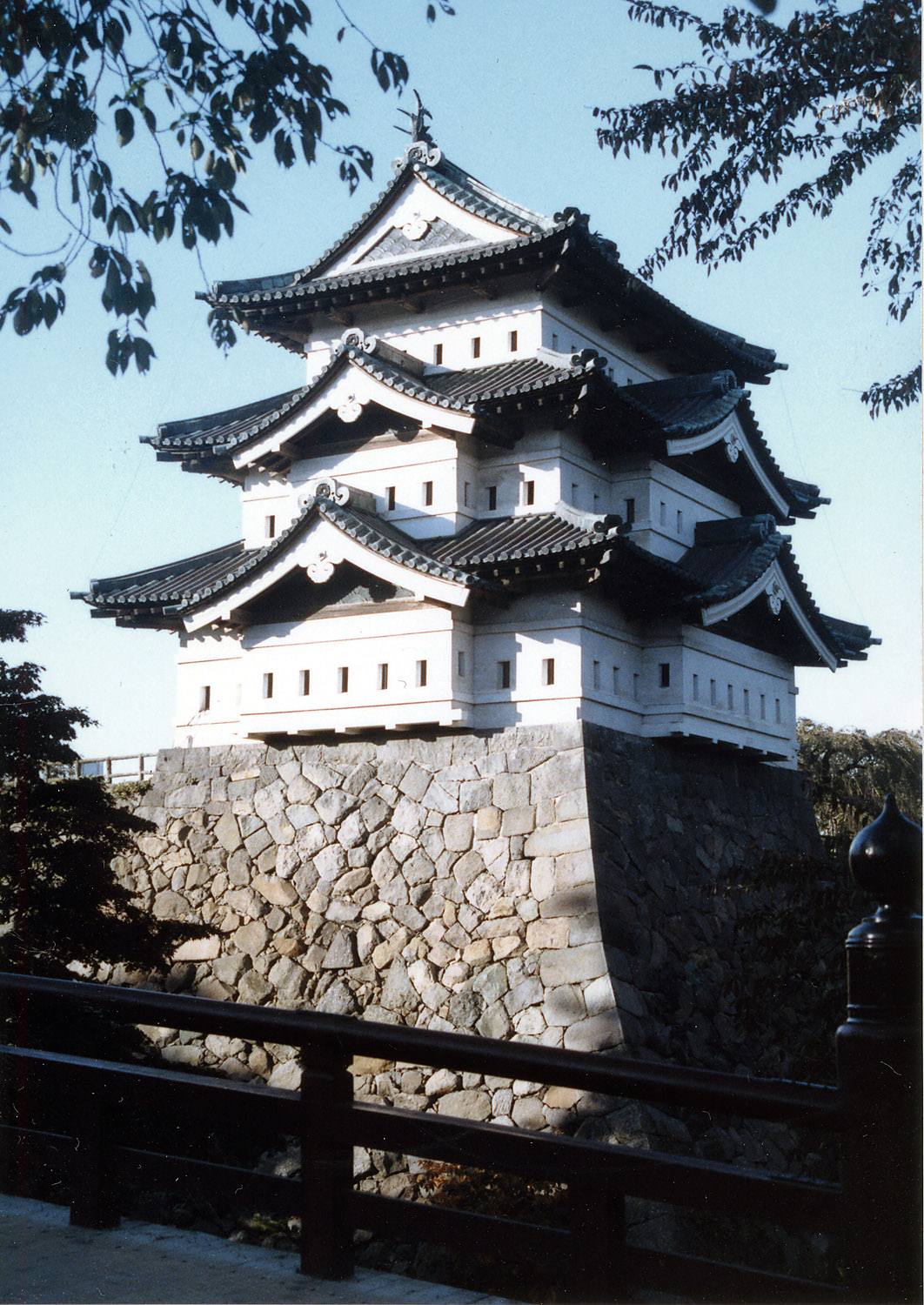
於1611年完工的弘前城，位於青森縣弘前市
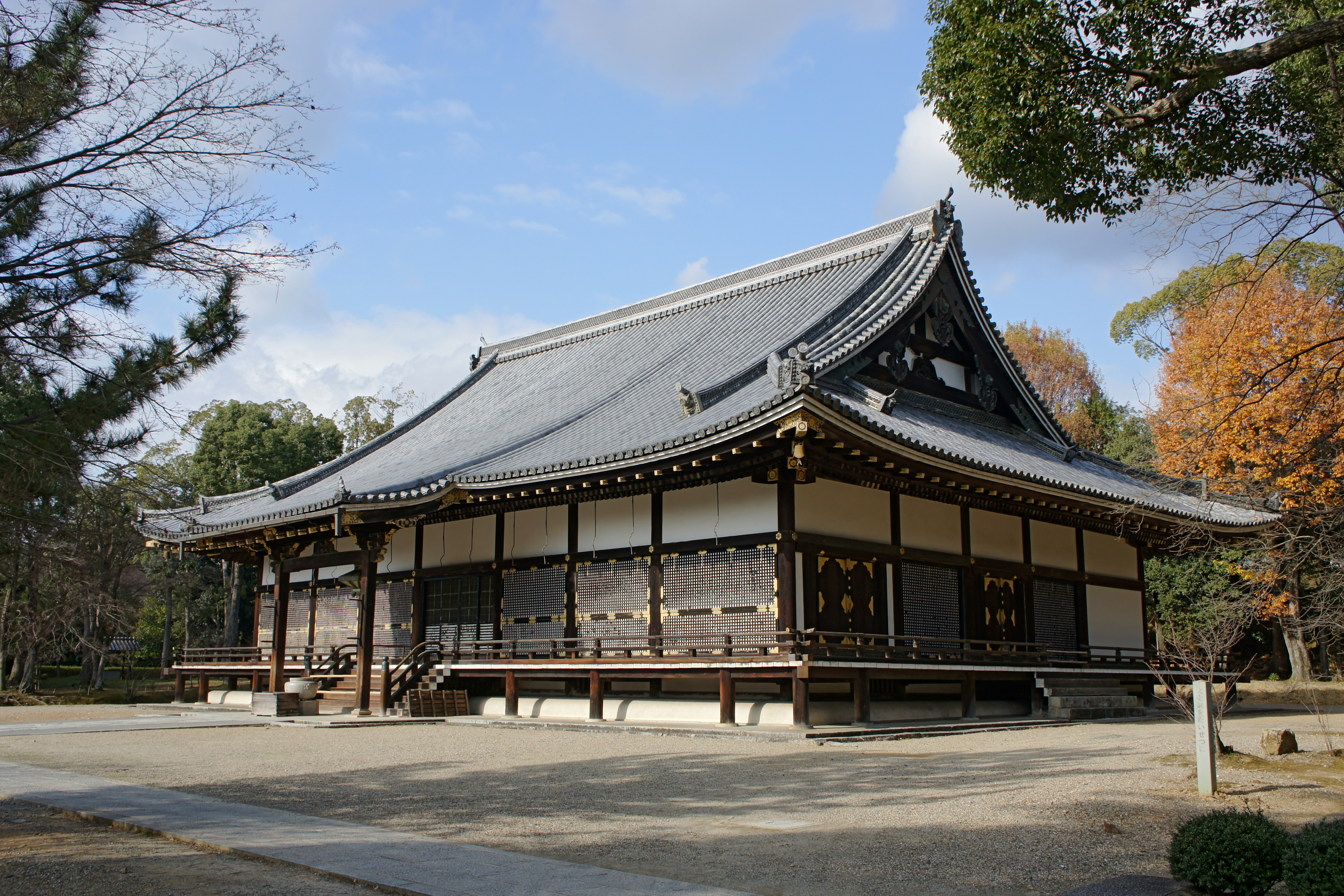
仁和寺的金堂，位於京都府京都市，1613年完工
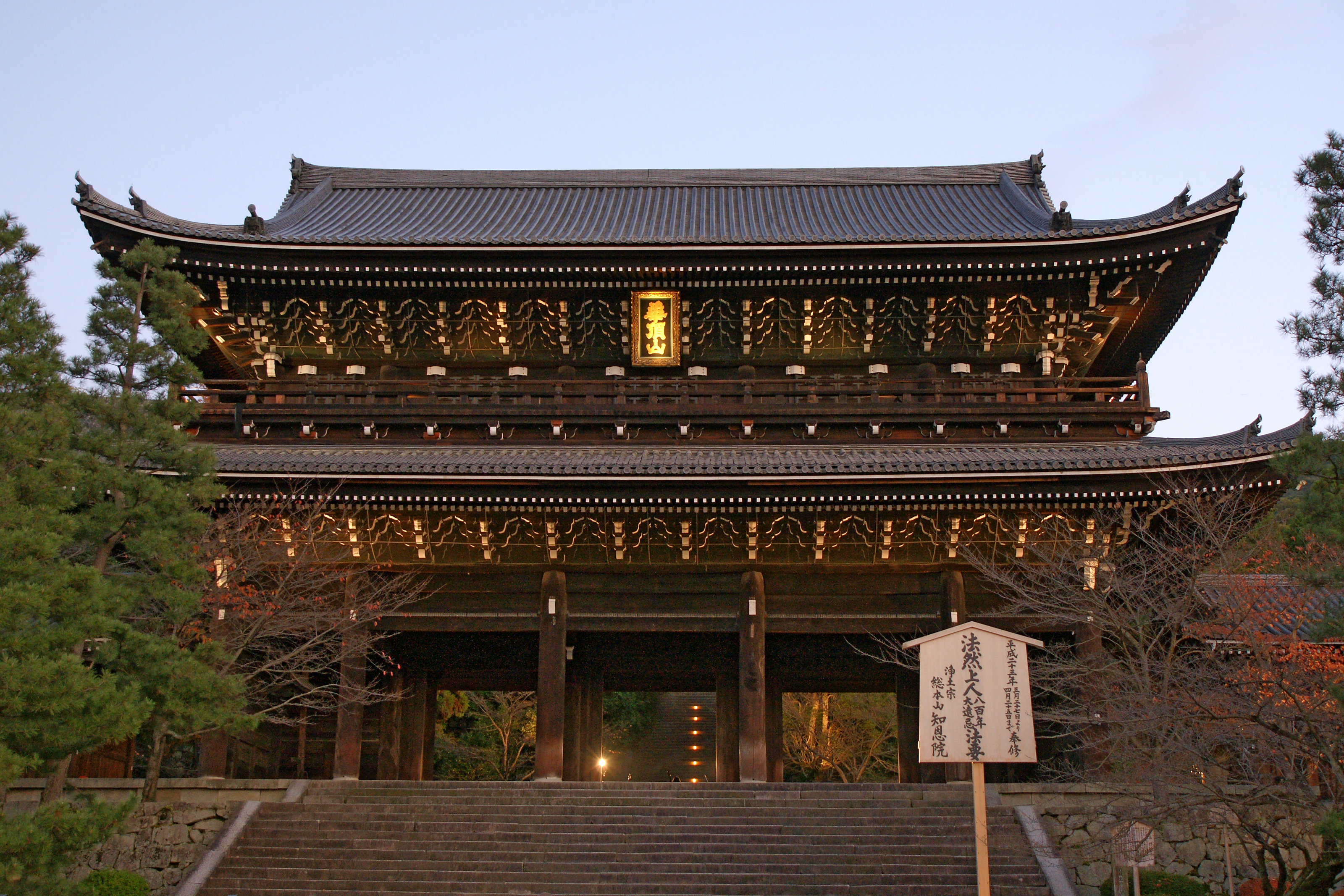
知恩院的三門，位於京都府京都市，1621年完工
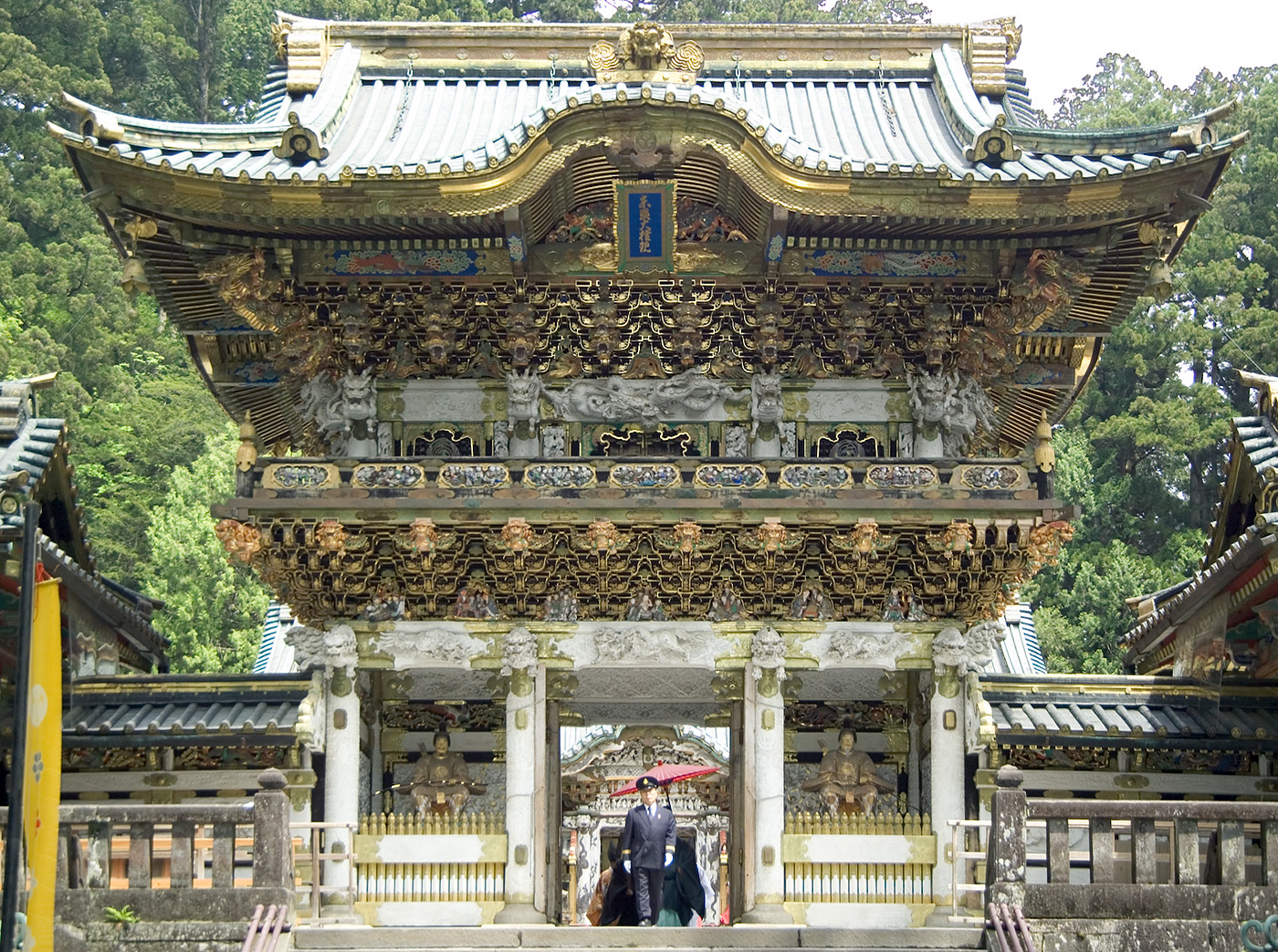
日光東照宮的陽明門，位於栃木縣日光市，1636年完工
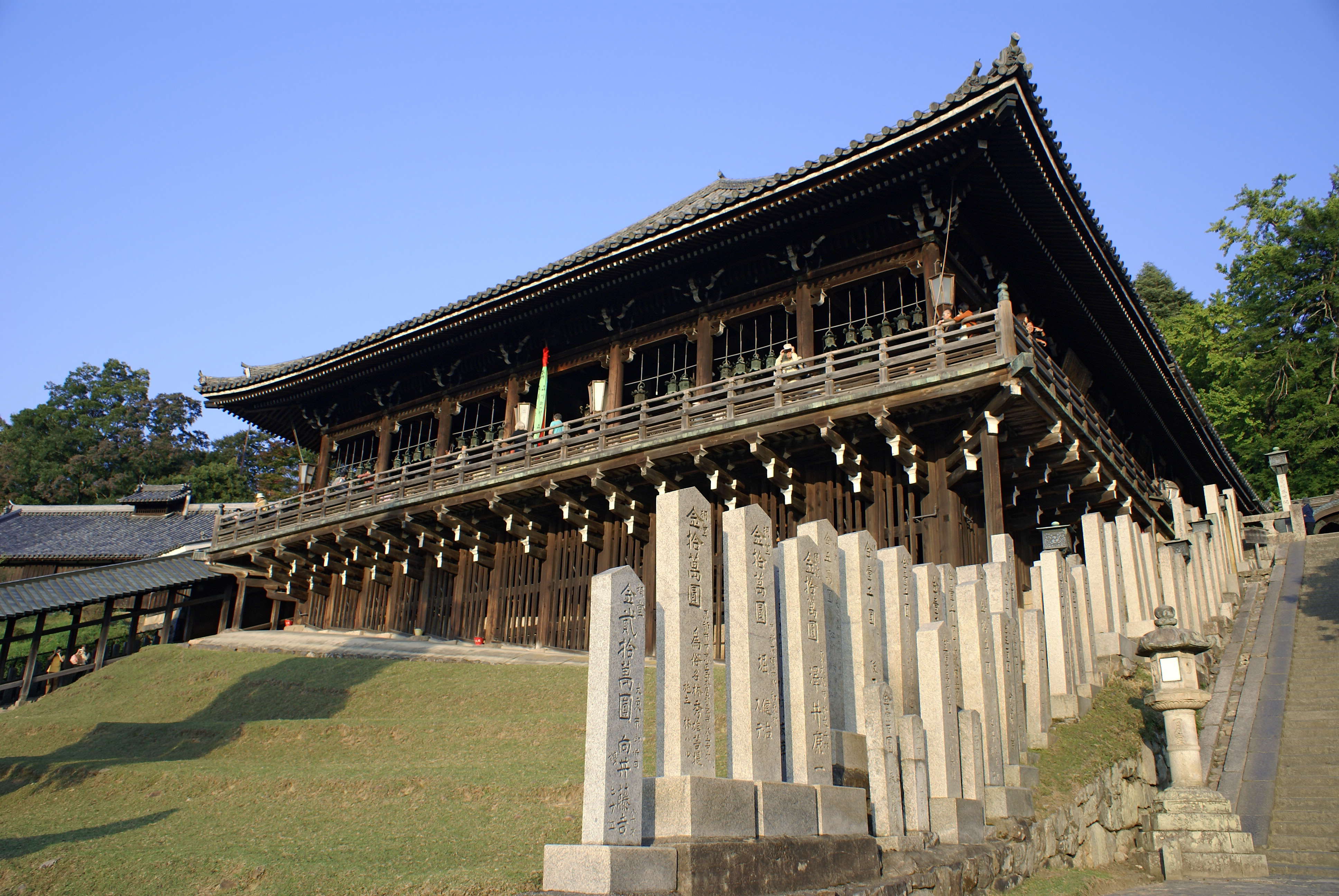
東大寺內的二月堂，位於奈良縣奈良市，1669年完工
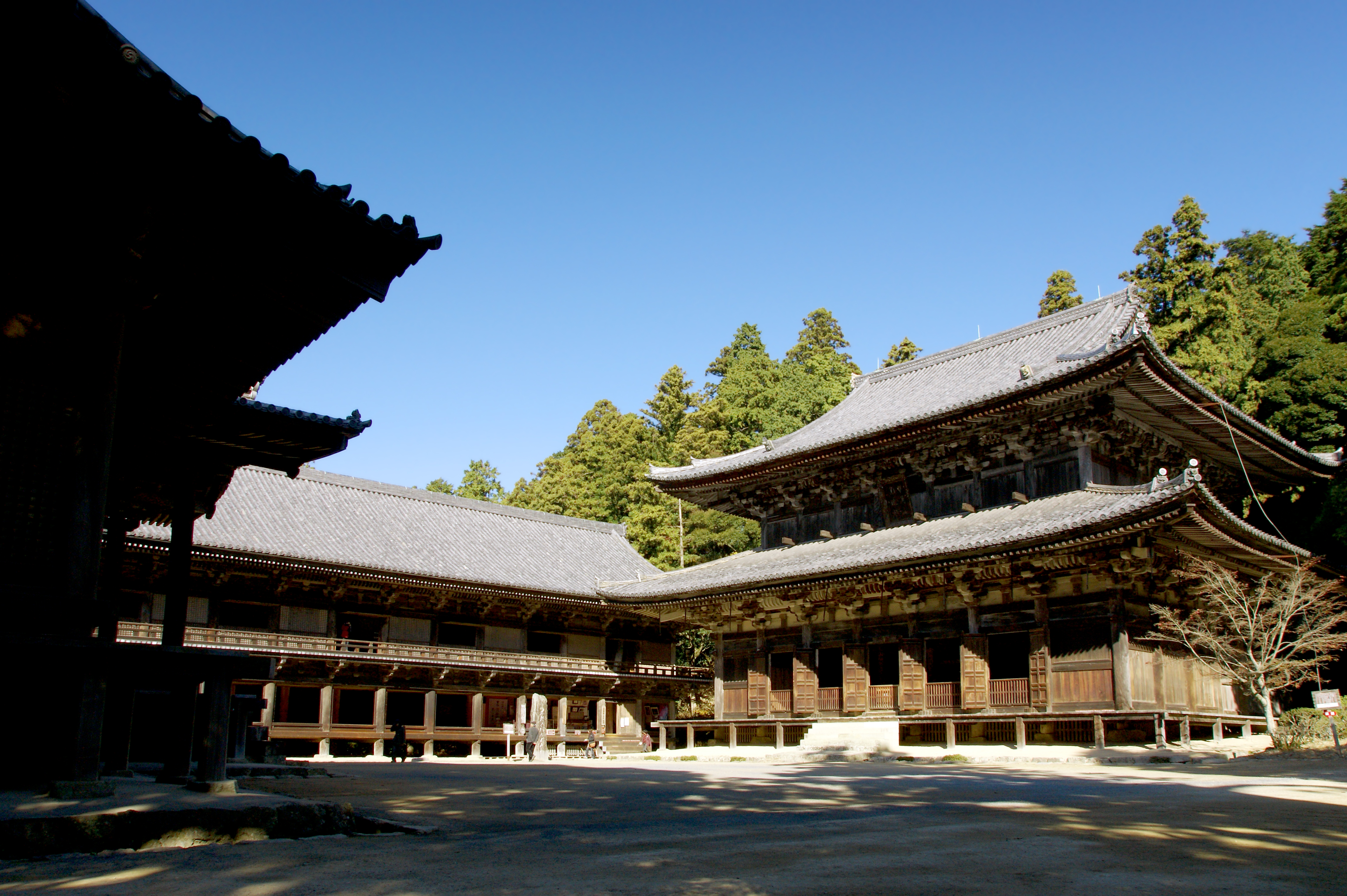
圓教寺的三個堂，位於兵庫縣姬路市，18世紀完工
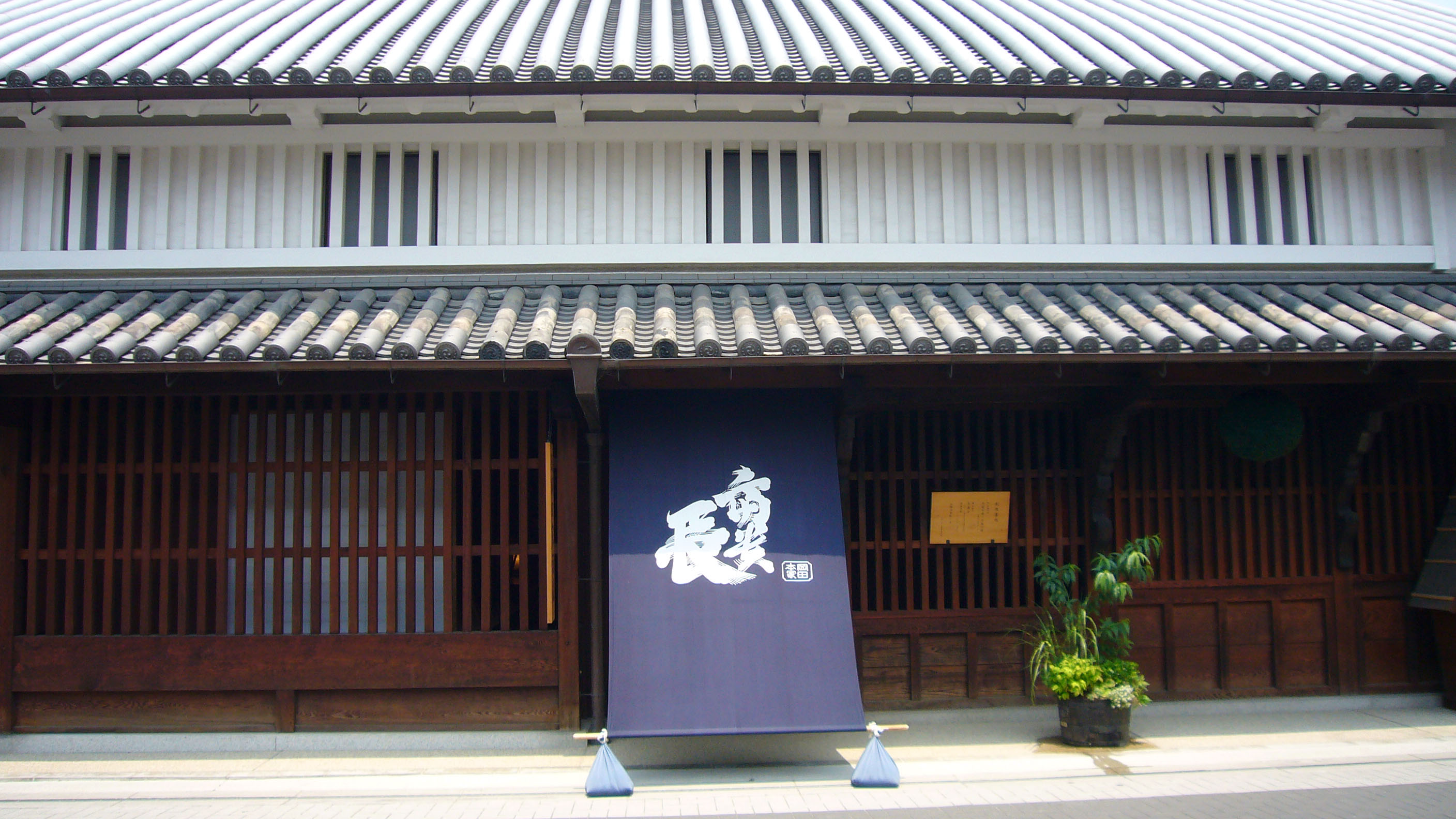
伊丹市江戶街屋
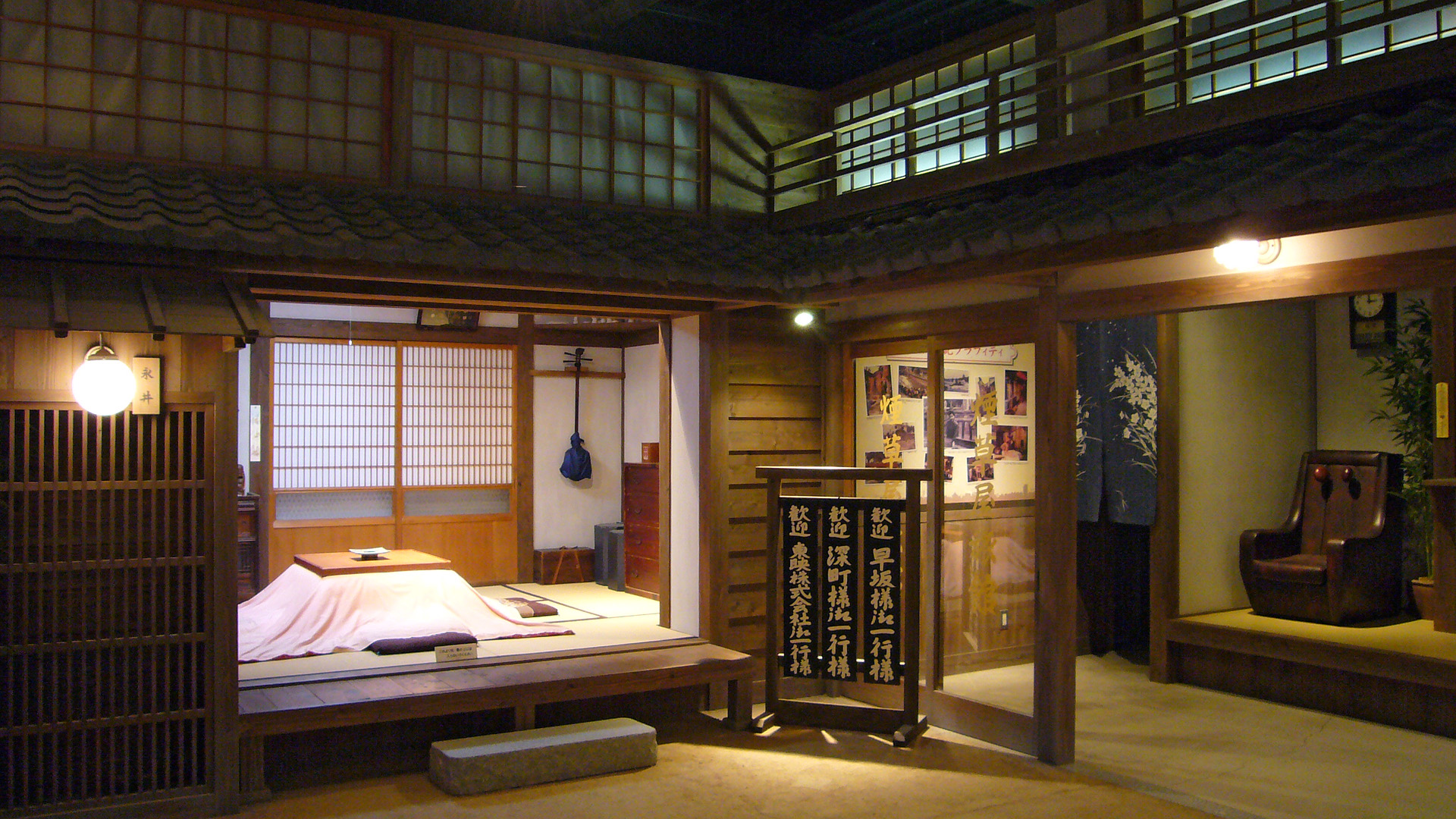
帶有室內土間的住宅

江戶時代是庶民文化蓬勃發展的時代。代表建築例子包括發展出將茶室融入房屋的數寄屋建築，以及作為城市娛樂設施的劇院和遊廓的建築。此外，一些民宅也融入了書院造的元素，逐漸發展起來。
在寺廟建築方面，開始興建善光寺、淺草寺、方廣寺等容納廣大信眾的大型佛殿。據文獻記載，自豐臣時代所修建的方廣寺第一、二代大殿（京都大佛）正面寬南北45間（約88米），從東到西深度為27，還有一個約55尺的缺口。 從考古發現來看，這個尺寸也被認為是正確的。 第一座大佛殿毀於大火，第二座大佛殿於1798年因雷擊火災而燒毀。現存的東大寺大佛殿的平面尺寸為正面（正面寬度）約57.5m，進深約50.5m，因此方廣寺第一、二代的大佛殿平面尺寸皆比東大寺更大。

## 明治、大正時代和昭和早期 (1868 - 1945)

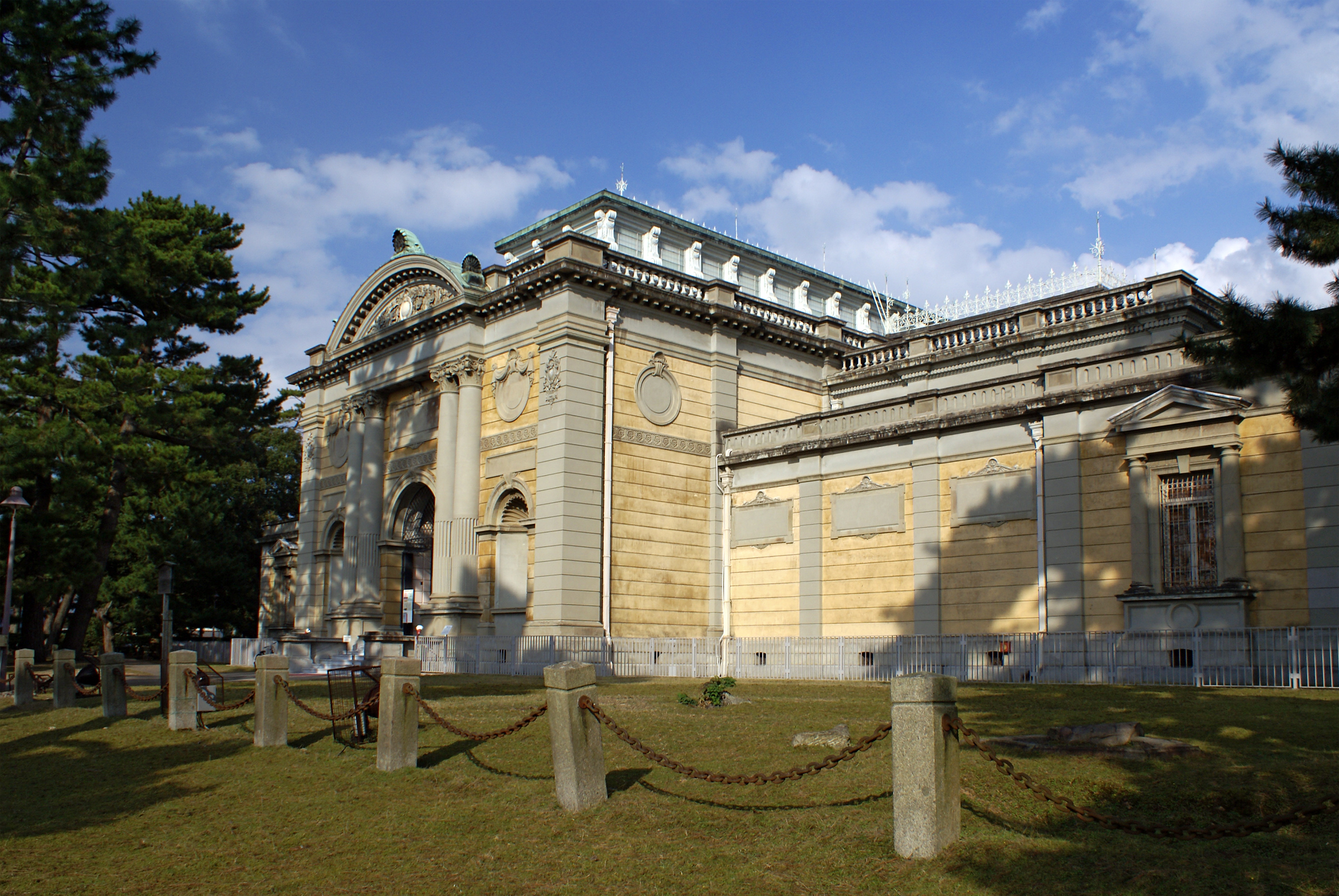
奈良国立博物馆，位於奈良縣奈良市，1895年完工
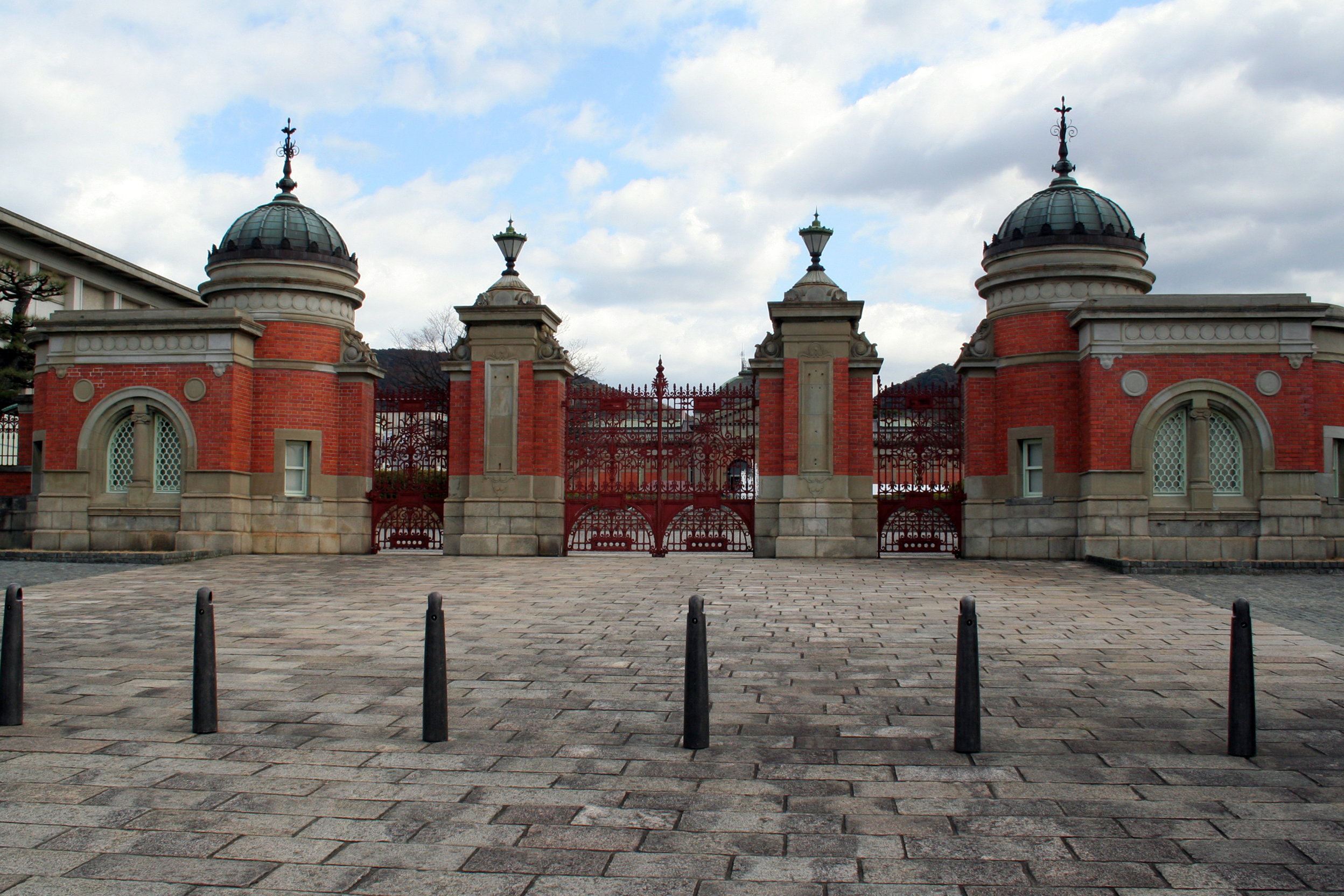
京都国立博物馆，位於京都府京都市，1897年完工
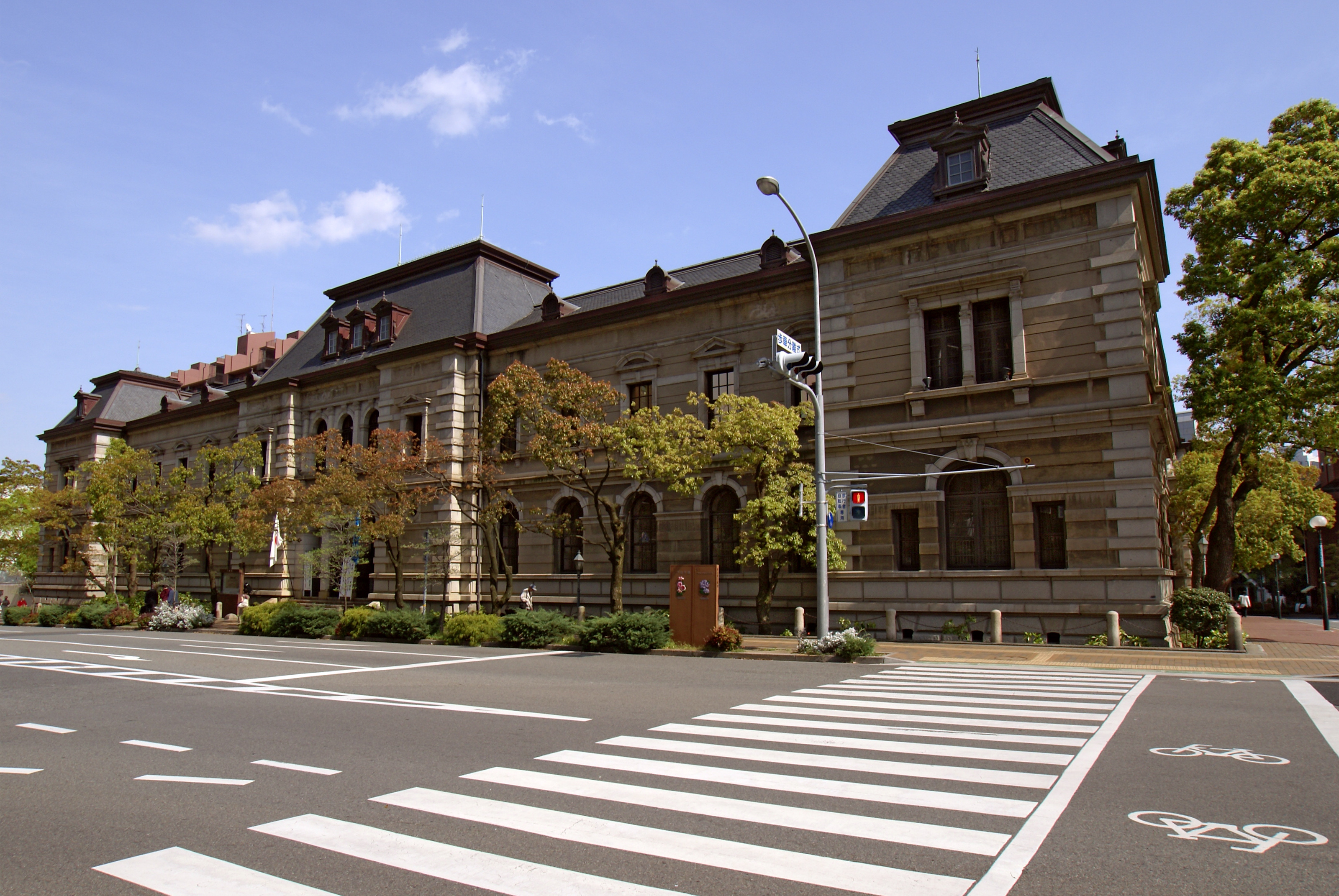
兵庫縣公馆，位於兵庫縣神户市，1902年完工
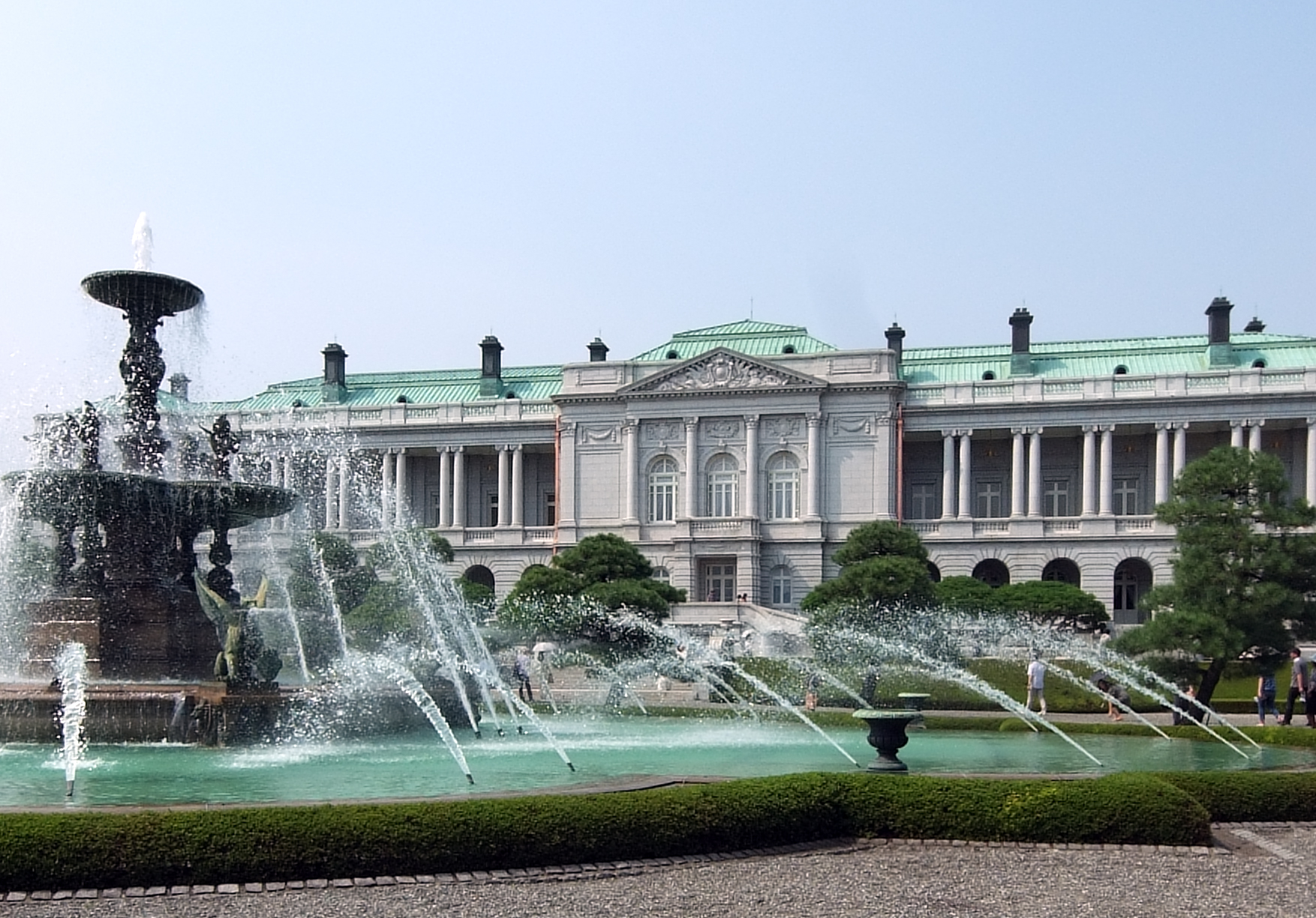
迎賓館，位於東京赤坂，1909年完工
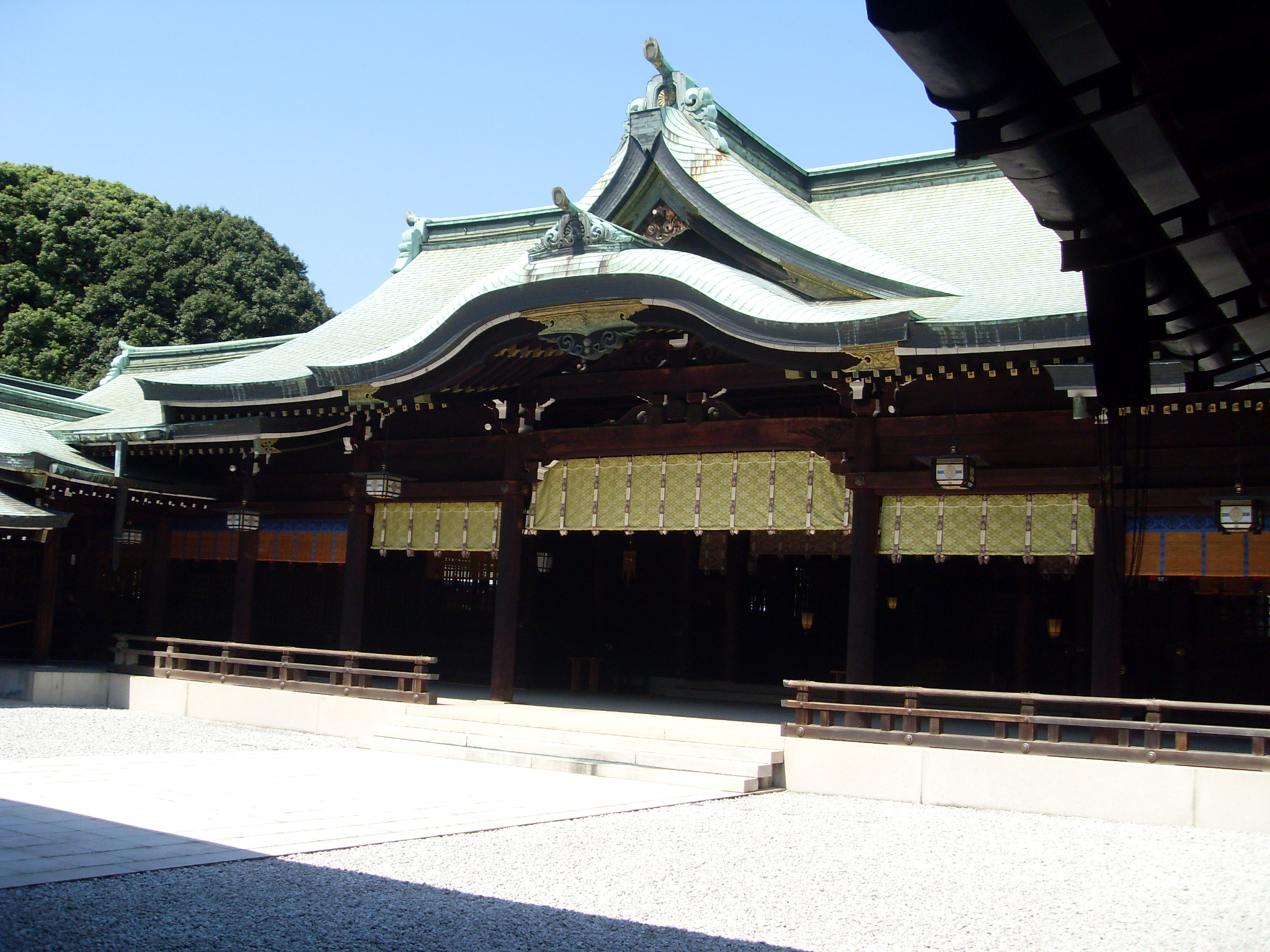
明治神宮，位於東京都澀谷區，1920年完工
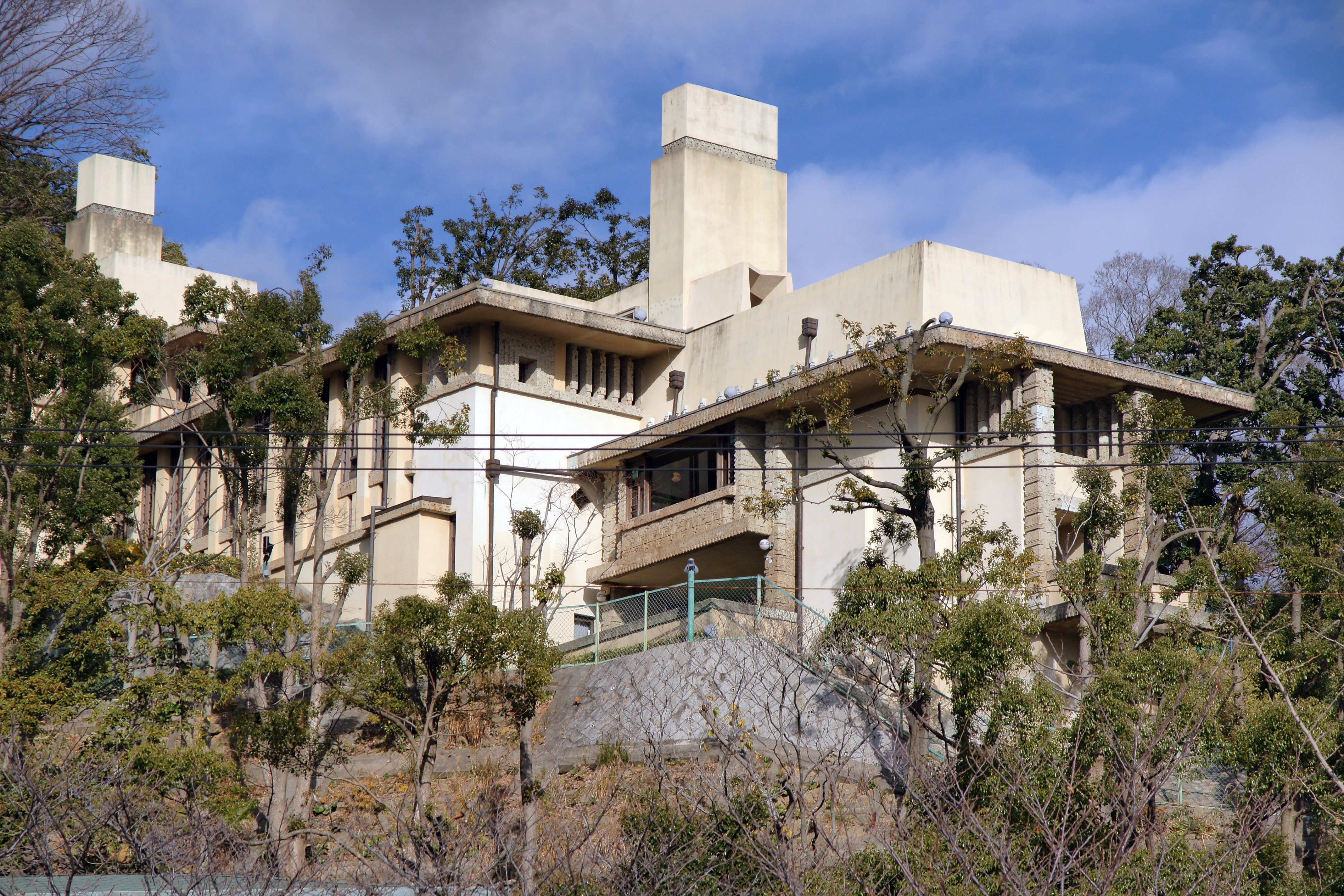
旧山邑家住宅，位於兵庫縣蘆屋市，1924年完工
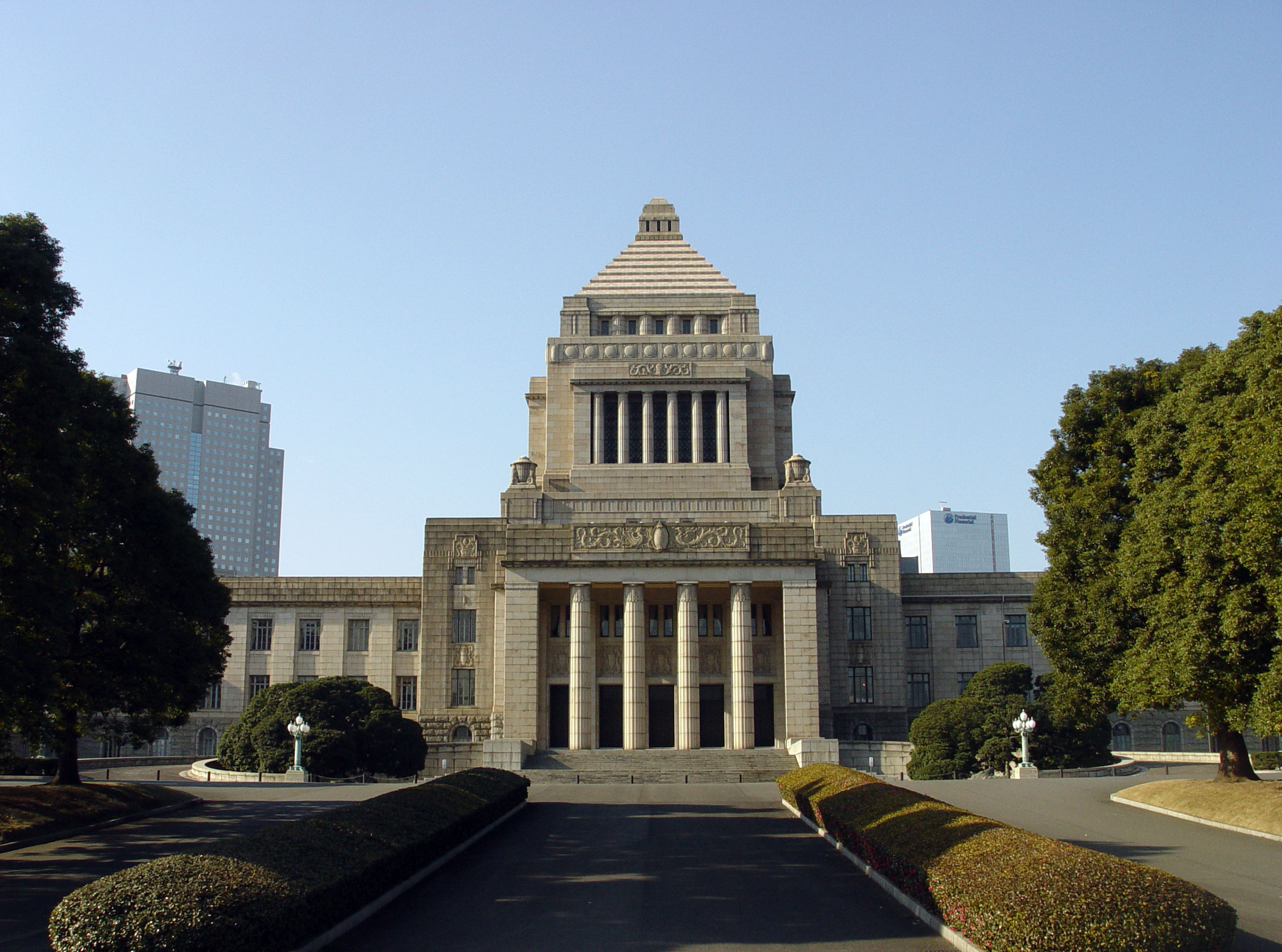
國會議事堂，位於東京，1936年完工
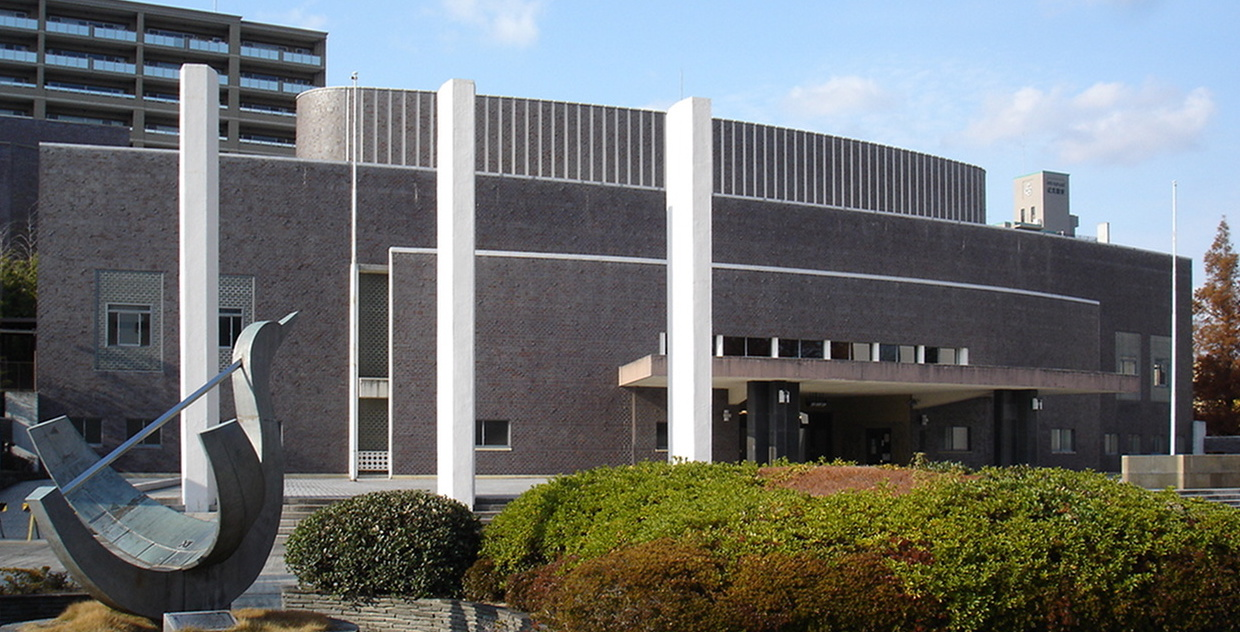
渡邊翁記念会館，位於山口縣宇部市，1937年完工

## 現代建築 (1946 - )

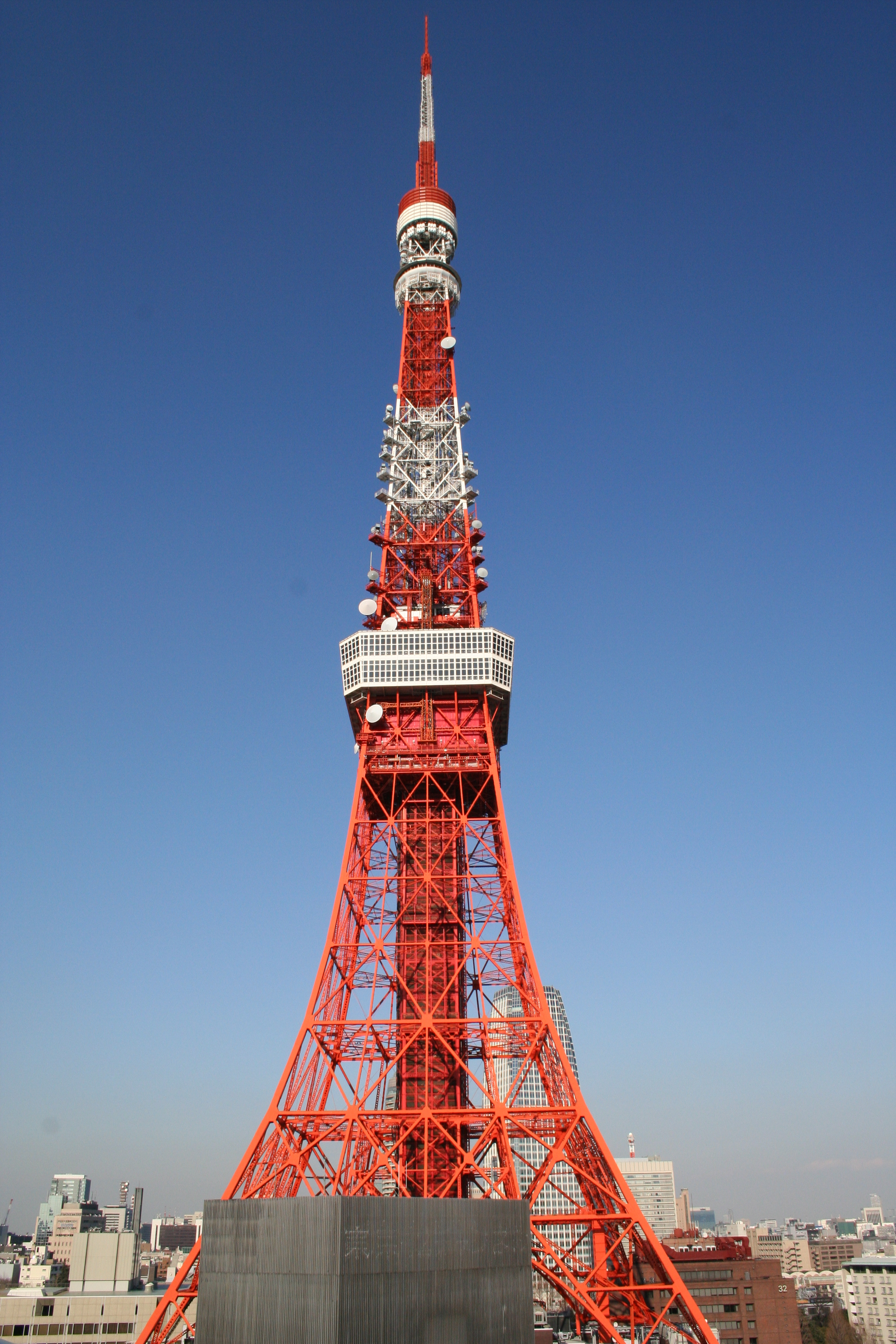
东京铁塔，位於東京芝公園，1958年完工
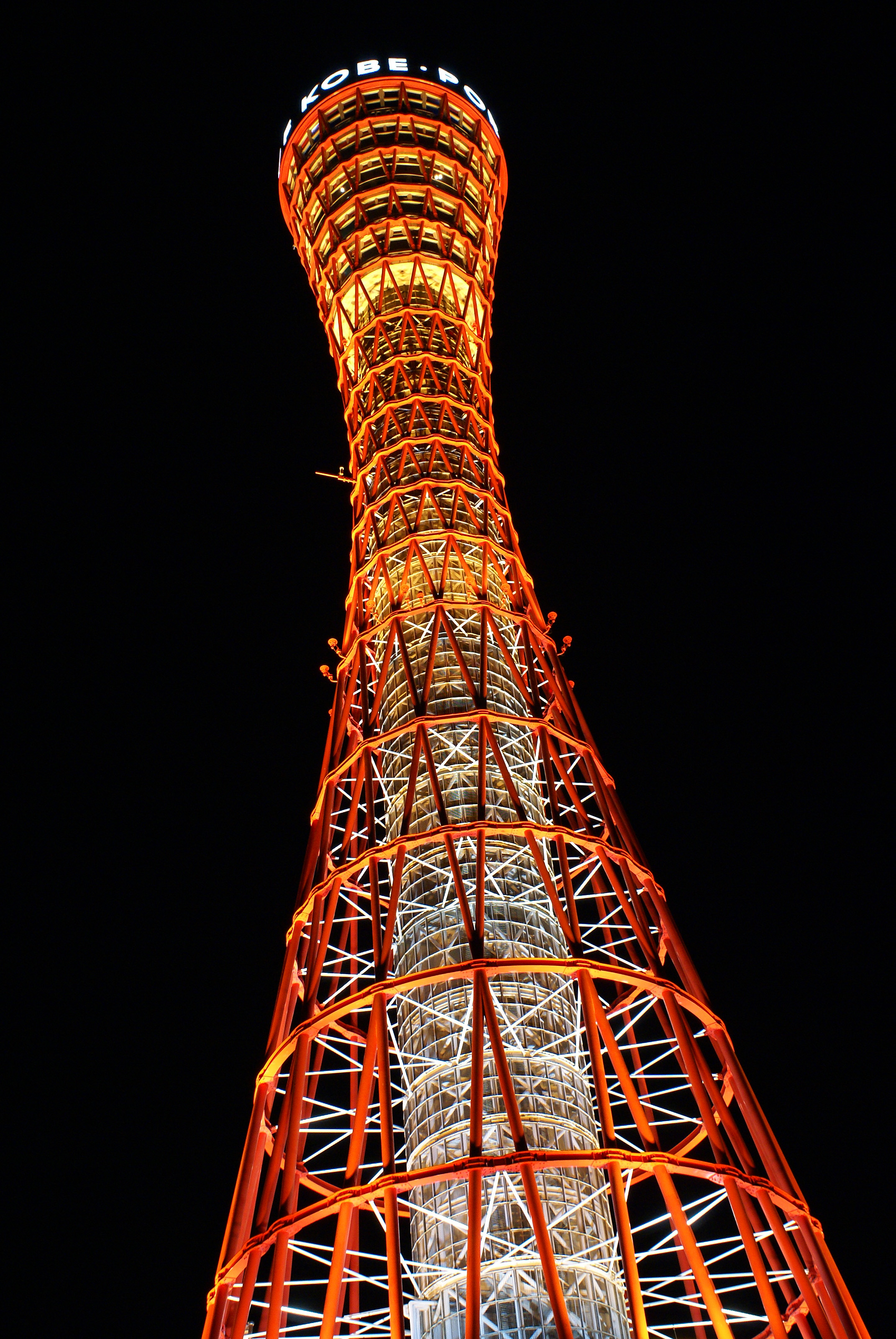
神戶港塔，位於兵庫縣神戶市，1963年完工
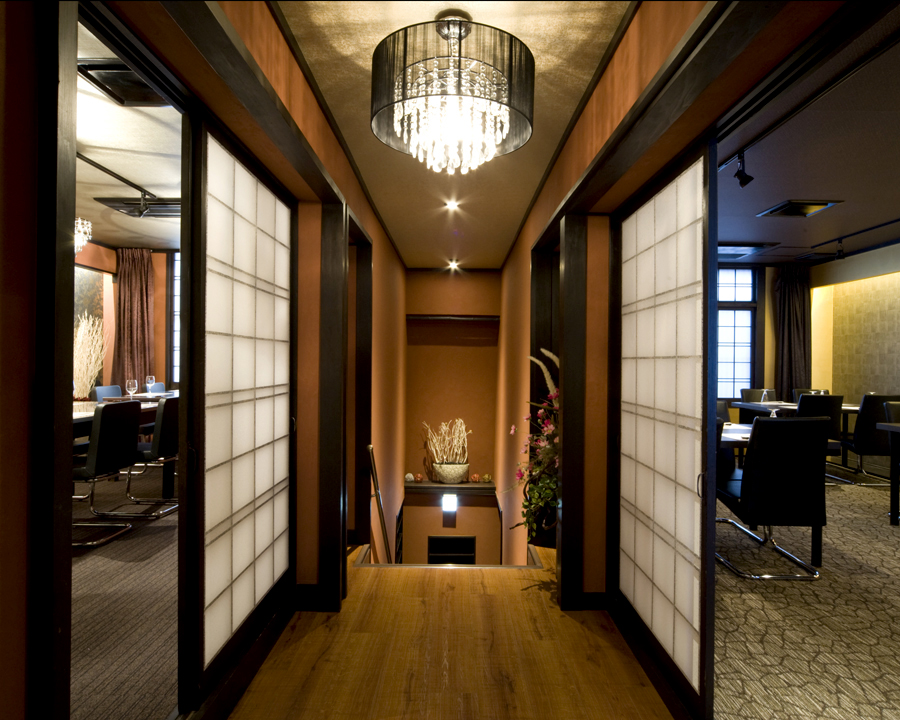
混合現代與古和風的一種裝潢
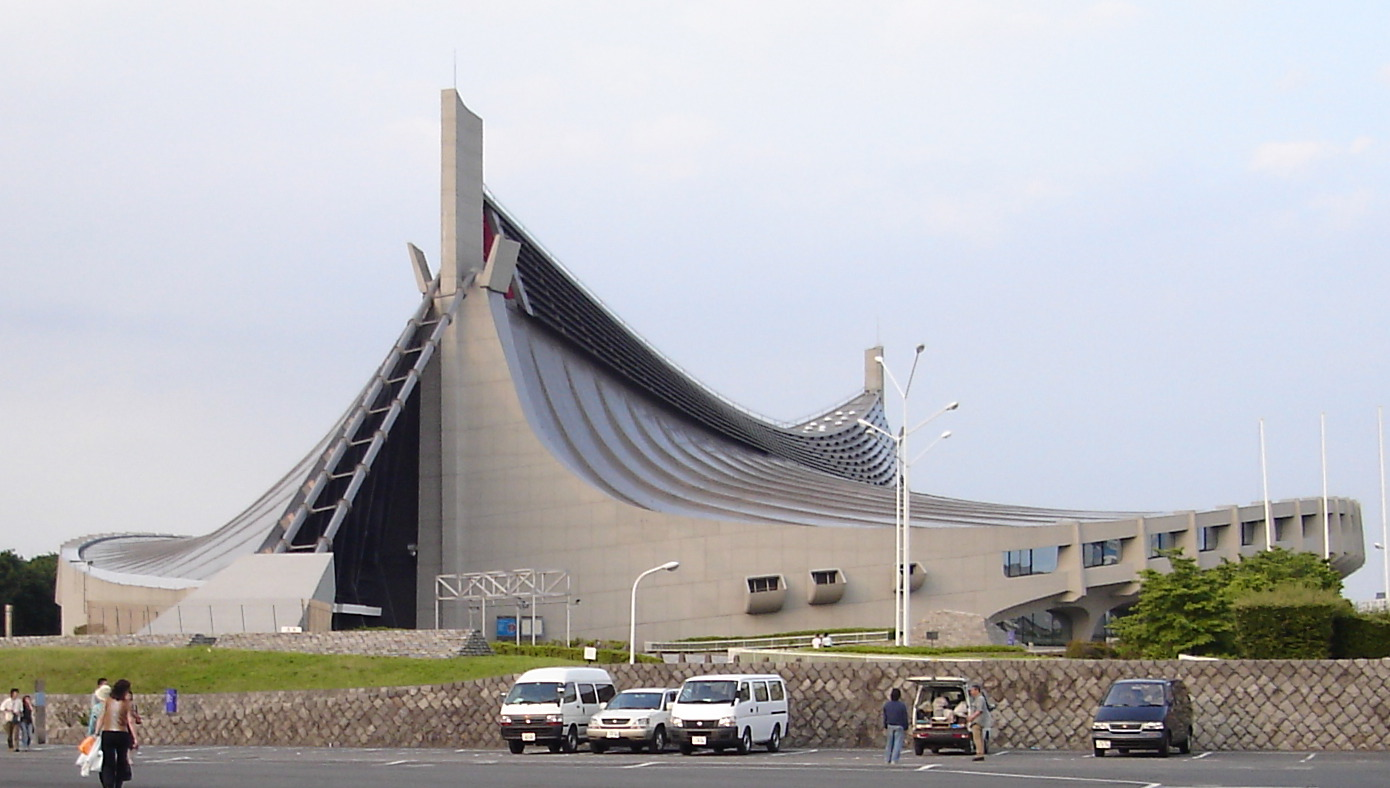
國立代代木競技場，位於東京都澀谷區，1964年完工
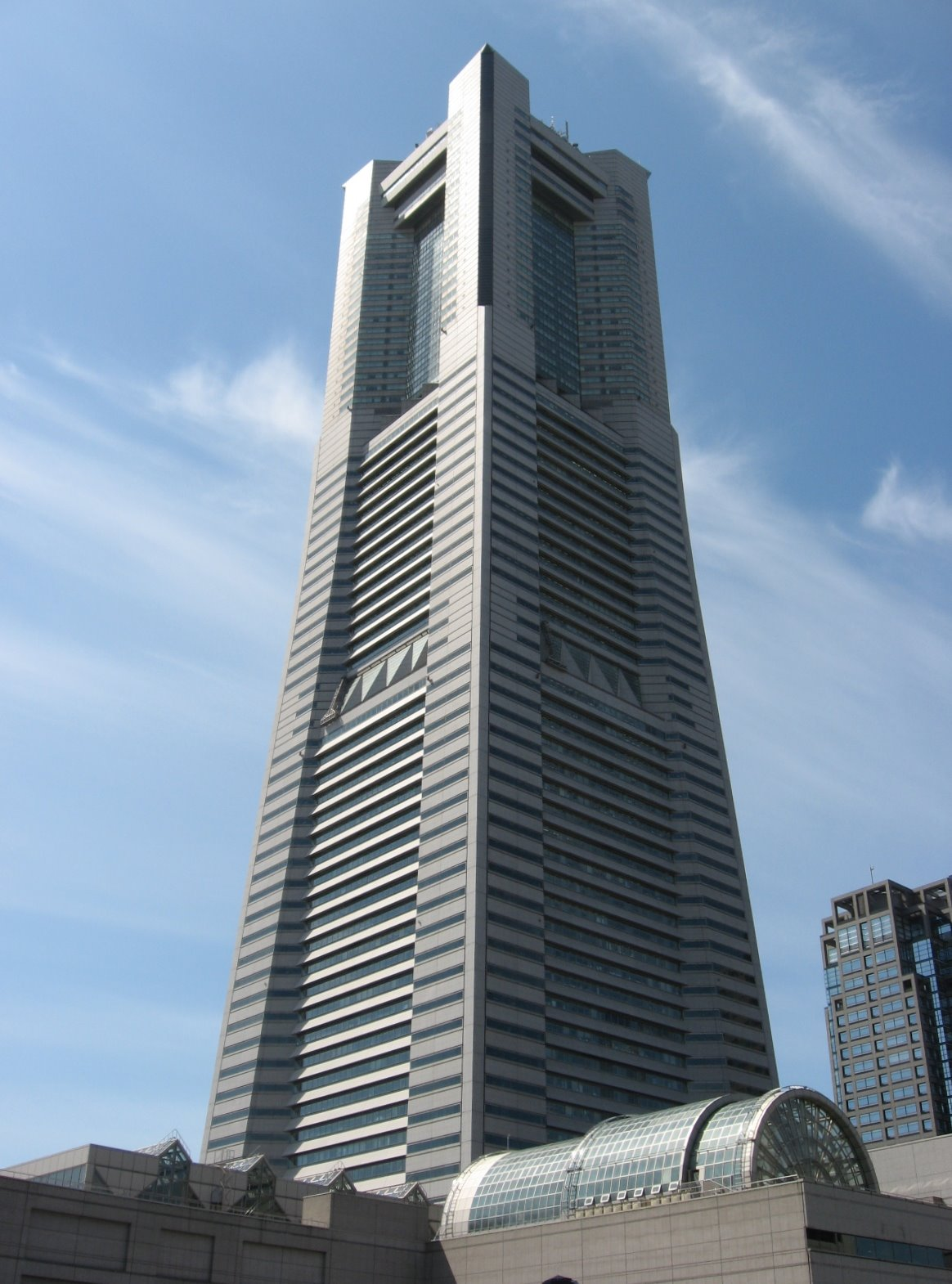
橫濱地標大廈，位於橫濱港未來，1993年完工
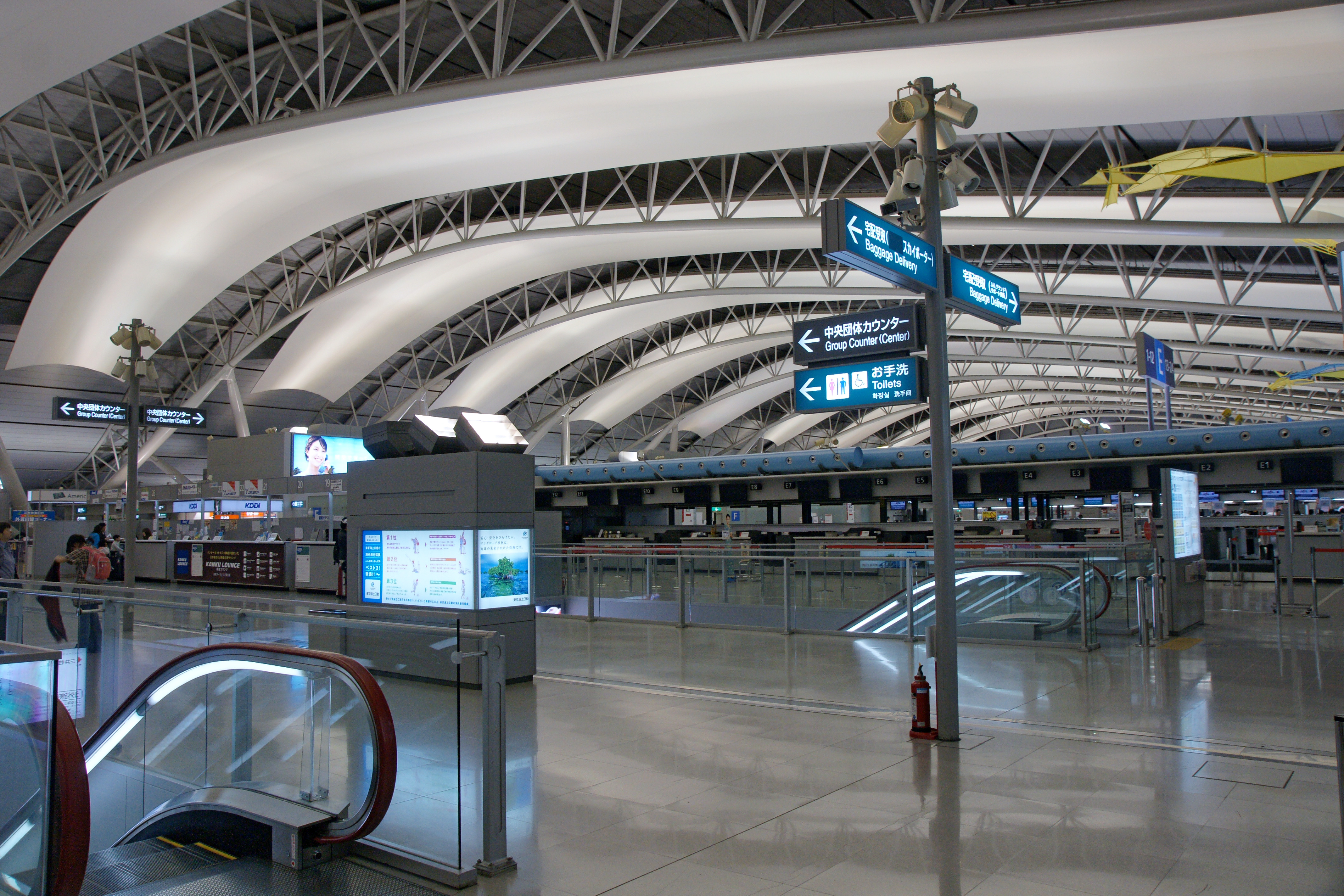
关西国际机场，位於大阪府泉佐野市，1994年完工
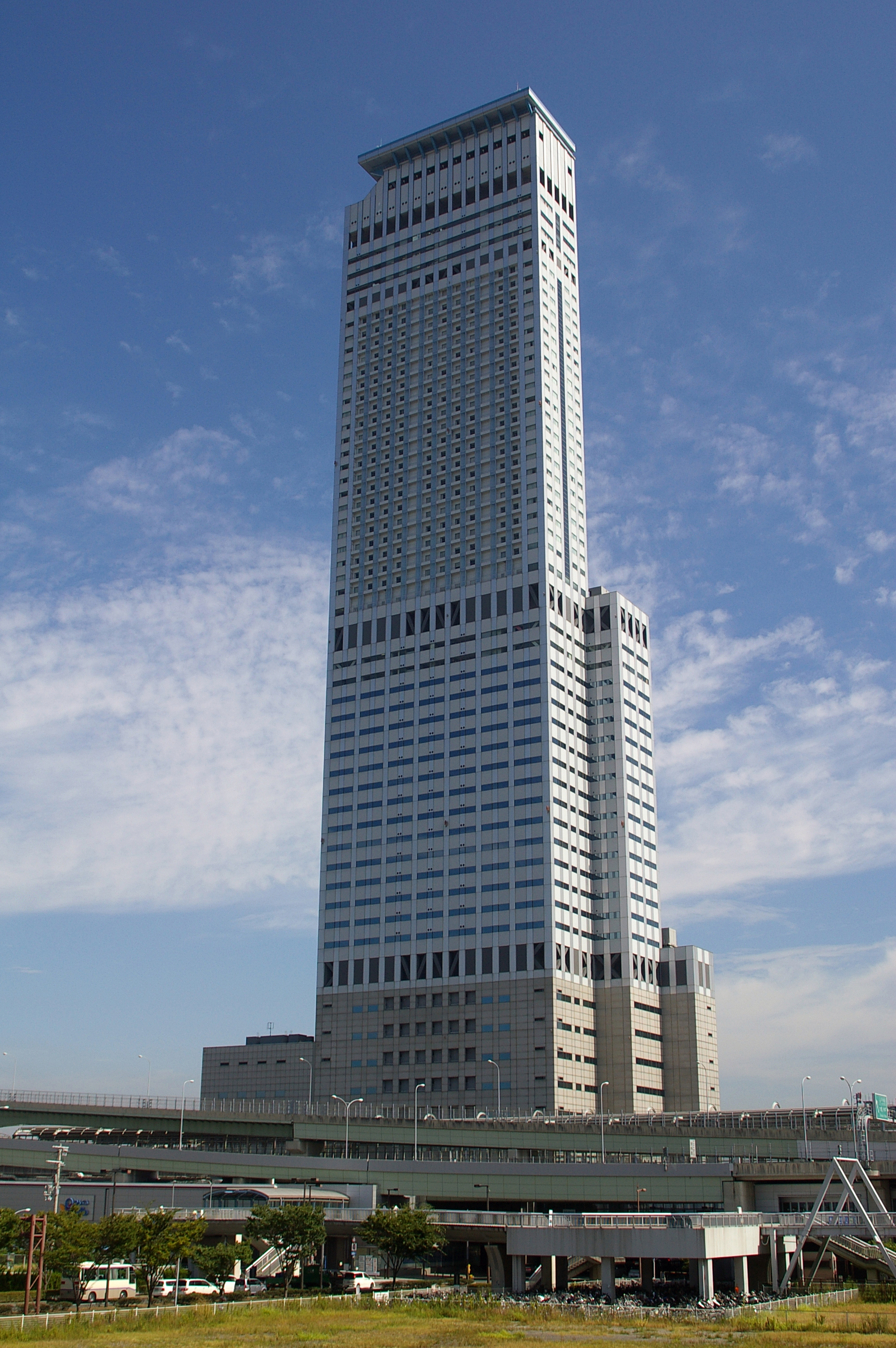
臨空鎮，位於大阪府泉佐野市，林靜，1996年完工
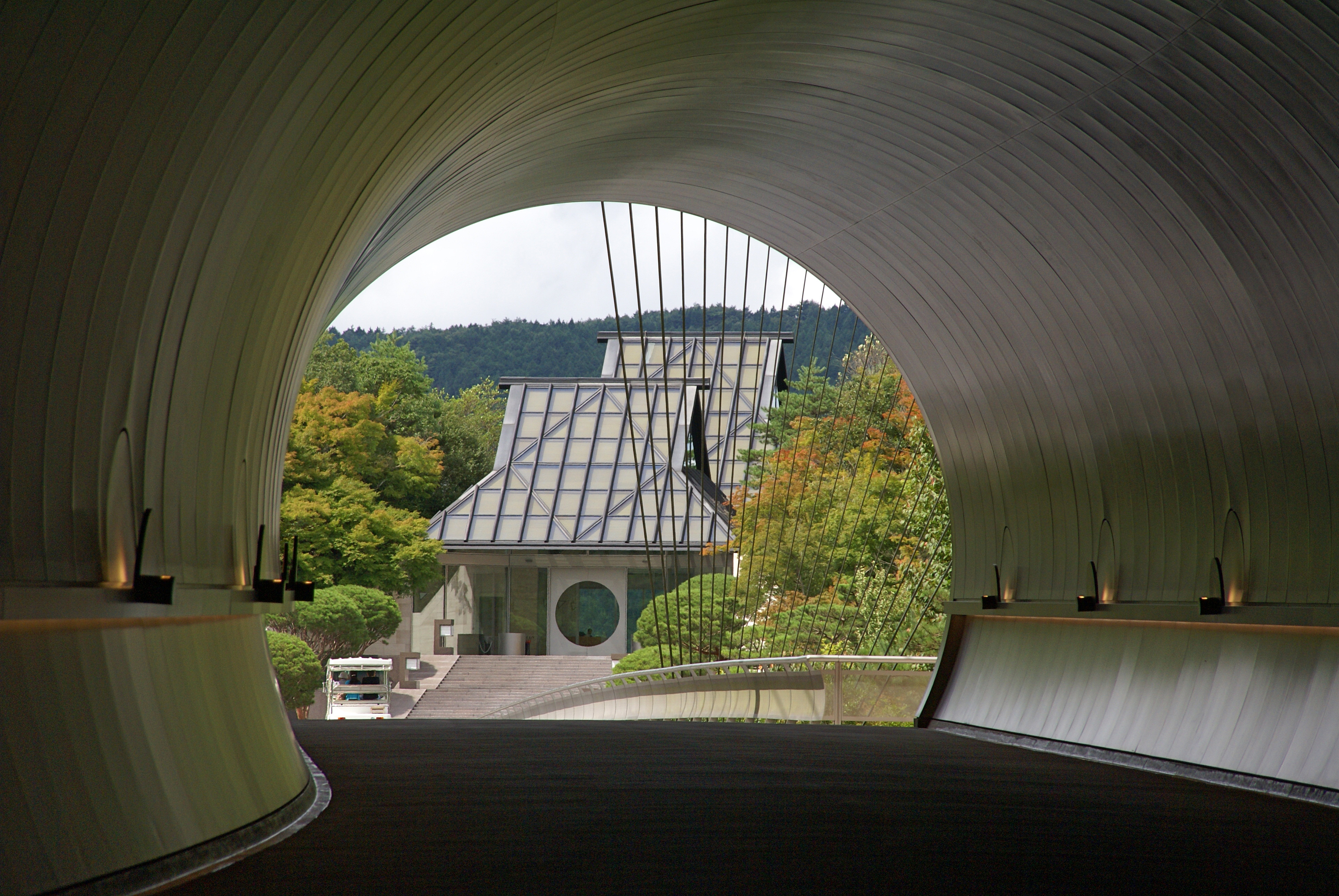
美秀美術館，位於滋賀縣甲賀市，1997年完工
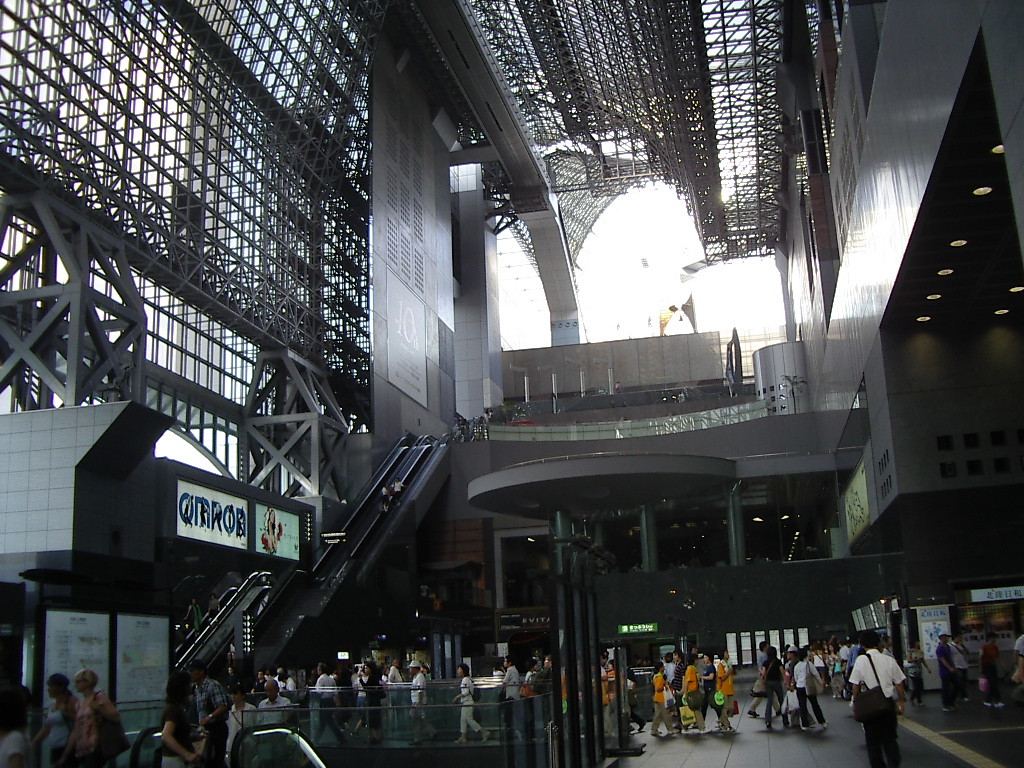
京都站，位於京都府京都市，1997年完工
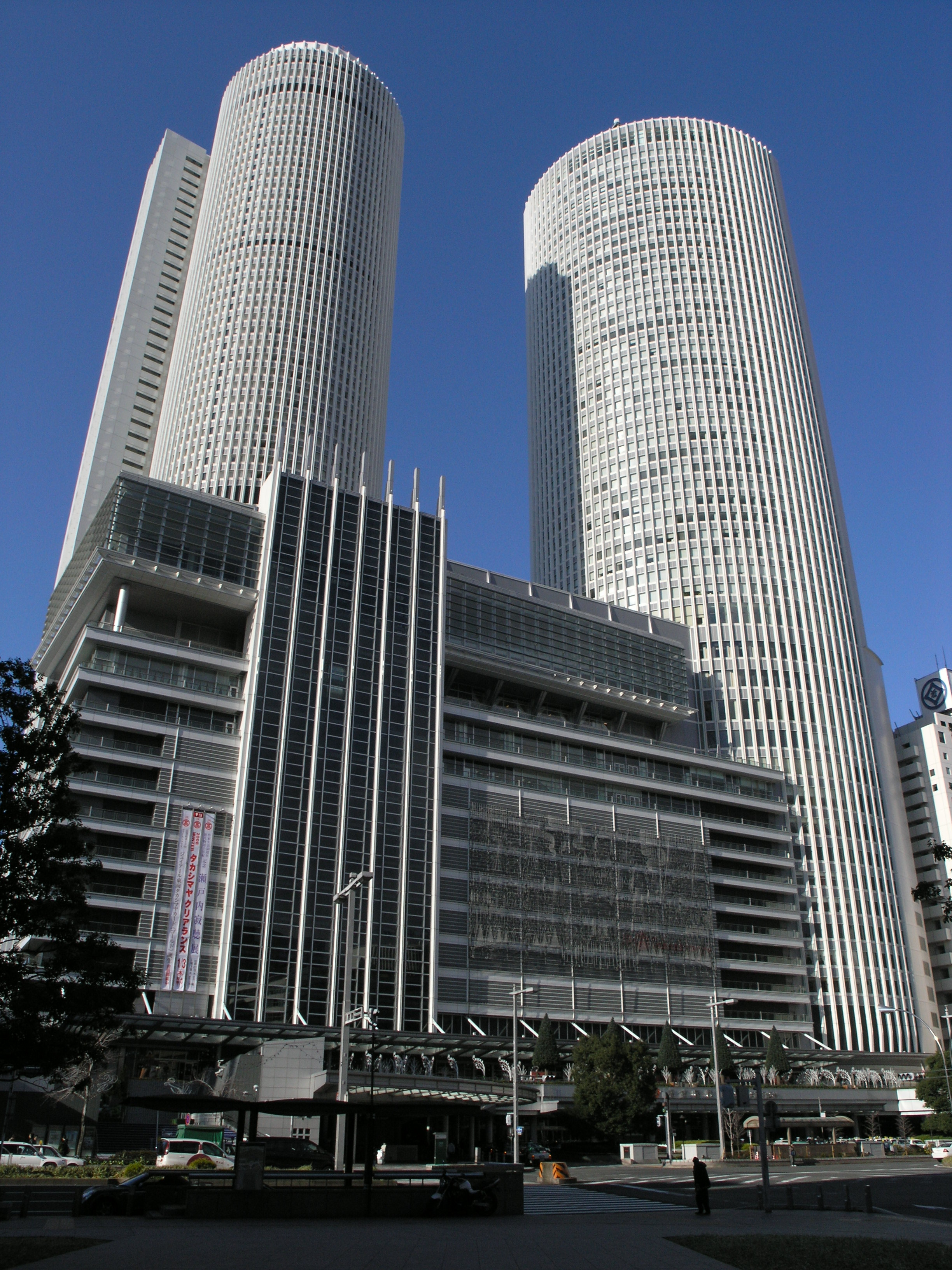
名古屋站，位於爱知县名古屋市，1999年完工
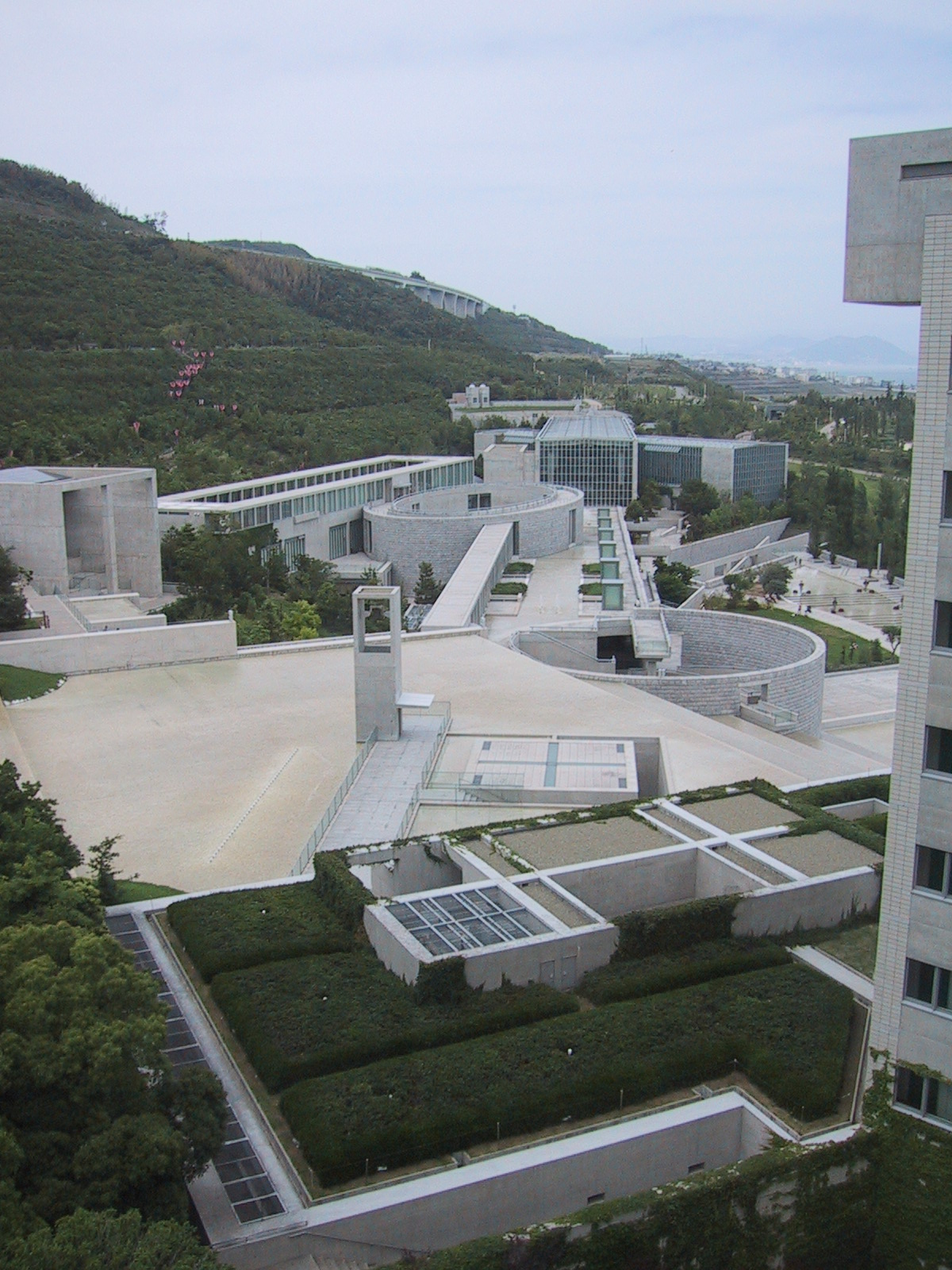
淡路梦舞台，位於兵库县淡路市，2000年完工
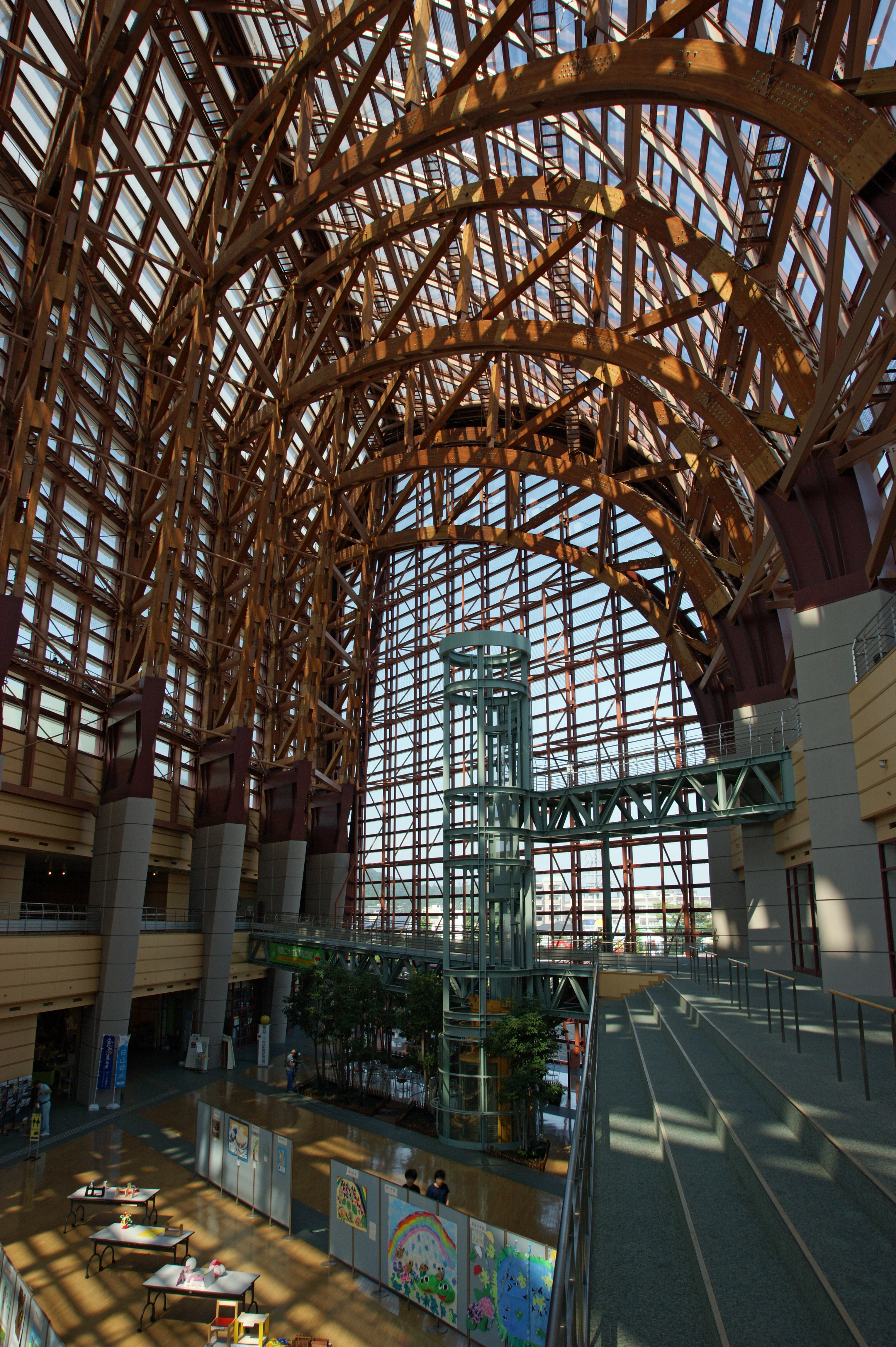
仓吉公园广场，位於鸟取县仓吉，2001年完工
东京西新宿天廓景觀
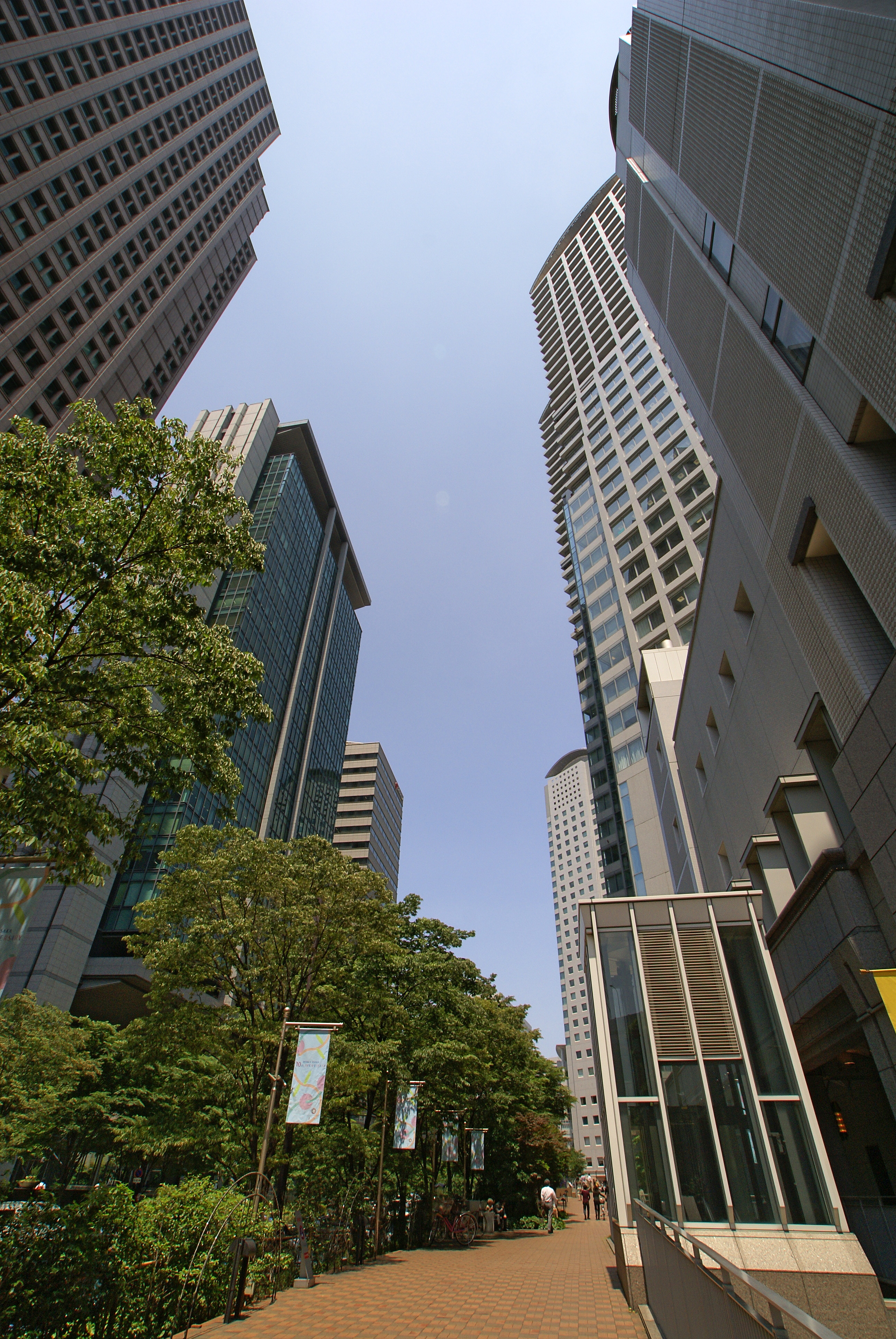
大阪西梅田（日语：西梅田）天廓景觀

現代科技的發展為日本建築帶來了顯著的變化。二戰後的重建需求大大促進了日本當代建築的發展，而這些重建後的城市與舊有的建築樣貌完全不同。現代的日本城市建築形式是20和21世紀建築態度的產物和貢獻者。
日本在明治時代開始引入西方的建築技巧、材料和風格，建造與傳統風格有極大差別的鋼鐵和水泥建築。當時的日本建筑受到西方影响，材料、功能、结构和比例之间的关系得到最大限度的发展，其后逐漸開始在此基礎上寻找日本建筑文化与西方建筑理念之间重叠的部分，互相替換。就如同許多地方，大部分主流的建築和地標建築之間的外觀有很大的相異之處。二戰後的主流建築不再是傳統的木造形式（由於容易在地震或轟炸時著火），而是以鋼鐵作為建造材料。具有高能見度的地標建築也有所改變。戰前的地標建築包括和光百貨、迎賓館、東京車站和日本銀行有著歐洲風格的外觀線條，戰後的建築則採用了「樸實的盒子」風格，但並非所有人都喜歡這樣的形式。
1950至1960年代奠定了日本建筑发展的基调，日本建築師開始在早期基礎上寻找日本建筑文化与西方建筑理念之间重叠的部分，互相替換，得出的成品既和西方建筑融为一体，但也有日本自己的特色。由於地震、轟炸和之後的重建，加上同一時期日本經濟快速成長，許多城市建築（例如東京鐵塔）都是在20世紀中後期興建的，當時是日本建築粗野现代主义建築的最興盛時期，代表建築包括在1961年落成的東京文化會館。
然而，從1990年代初期開始，具後現代風格的東京都廳舍完工，掀起了日本的摩天大樓風潮，其後東京國際論壇大樓、六本木新城、東京中城、東京晴空塔、阿倍野Harukas等地標性建築逐一落成，標誌著日本建築已走出一条与西方建筑体系不同、充滿本土色彩的风格，正式踏入一個新時代。東京於1990年代後期再開發的汐留地區，也是參觀大量後現代與歐洲風格建築的絕佳地點。

## 資料來源
1. ↑  sukiya-zukuri. Kotobank.
2. ↑  Stone, Jacqueline. . Harvard Journal of Asiatic Studies. December 1993, 53 (2): 582–598  [June 13, 2011]. JSTOR 2719461. doi:10.2307/2719461. （原始内容存档于October 23, 2011）.
3. 1 2 3 4  . 东方早报. 2014-03-26  [2014-03-26]. （原始内容存档于2014-03-26）.
4. 1 2  . 中國科普博覽.   [2014-03-21]. （原始内容存档于2019-01-23）.
5. ↑  京都市埋蔵文化財研究所『法住寺殿跡・六波羅政庁跡・方広寺跡』2010年(2009-8)
6. ↑  . 犬山觀光諮詢處.   [2013-12-09]. （原始内容存档于2019-05-02）.
7. ↑  . 國立台灣師範大學地理學系.   [2013-12-09]. （原始内容存档于2012-11-19）.
8. ↑  . 东方早报. 2014-03-26  [2014-03-26]. （原始内容存档于2014-03-26）.
9. ↑  . idzoom 室内设计师.   [2013-12-09]. （原始内容存档于2013-12-18）.
10. ↑  磯達雄. . 楓樹林出版社. 2013. ISBN 9789866023774.

- 《日本建築史》（History of Japanese Architectures），後藤治 著，共立出版，2003年
- Japan Archive.today的存檔，存档日期2012-05-26 本條目含有部份來自美國國會圖書館的國家研究資料。這些資料由美國聯邦政府於公共領域出版。

書籍
- Bognar, Botond. . Princeton Architectural Press. 1995. ISBN 1-878271-33-4.
- Bussagli, Mario. . Faber and Faber. 1989. ISBN 0-571-15378-X.
- Bowring, R. and Kornicki, P. (1993), The Cambridge Encyclopedia of Japan, pp. 201–208, Cambridge University Press, ISBN 0-521-40352-9.
- Coaldrake, William H. (1996) Architecture and Authority in Japan (Nissan Institute/Routledge Japanese Studies Series), Routledge, ISBN 978-0-415-10601-6
- Daniell, Thomas (2008) After the Crash: Architecture in Post-Bubble Japan, Princeton Architectural Press, ISBN 978-1-56898-776-7
- Diefendorf, Jeffry M; Hein, Carola; Yorifusa, Ishida (编). . Hampshire, United Kingdom: Palgrave MacMillan. 2003. ISBN 0-333-65962-7.
- Fiévé, Nicolas (1996).L'architecture et la ville du Japon ancien. Espace architectural de la ville de Kyôto et des résidences shôgunales aux XIVe et XVe siècles, Bibliothèque de l'Institut des Hautes Études Japonaises, Collège de France, Paris, Maisonneuve & Larose, 358 pages + 102 illustrations. ISBN 2-7068-1131-5.
- Fiévé, Nicolas (dir.) (2008).Atlas historique de Kyôto. Analyse spatiale des systèmes de mémoire d’une ville, de son architecture et de ses paysages urbains. Foreword Kôichirô Matsuura, Preface Jacques Gernet, Paris, Éditions de l’UNESCO / Éditions de l’Amateur, 528 pages, 207 maps et 210 ill. ISBN 978-2-85917-486-6.
- Fiévé, Nicolas and Waley, Paul. (2003). Japanese Capitals in Historical Perspective: Place, Power and Memory in Kyoto, Edo and Tokyo. London: Routledge. 417 pages + 75 ill. ISBN 978-0-7007-1409-4
- Frampton, Kenneth. . Thames and Hudson. 1990.
- Gotō, Osamu. . Kyoritsu Shuppan. 2003.
- Gregory, Rob, August 2007, "Reading Matter", Architectural Review
- Gregory, Rob, August 2007, "Rock Solid", Architectural Review
- Itoh, Teiji. . Kodansha International. 1973. ISBN 0-914842-53-6.
- Mitchelhill, Jennifer. . USA: Kodansha. 2013. ISBN 978-1568365121.
- Nishi, Kazuo; Hozumi, Kazuo.  illustrated. Kodansha International. 1996 [1983]  [November 11, 2009]. ISBN 4-7700-1992-0.
- Payne, James, March 2010, "Lausanne", Architecture Today
- Reynolds, Jonathan M. . University of California Press. 2001. ISBN 0-520-21495-1.
- Sickman & Soper, Laurence & Alexander. . Penguin Books. 1956.
- Slessor, Catherine, October 2001, "Comment", Architectural Review
- Slessor, Catherine, October 2001, "Common Ground", Architectural Review
- Stewart, David B. . Kodansha International. 2002.
- Sumner, Yuki; Pollock, Naomi. . London: Merrell. 2010. ISBN 978-1-85894-450-0.
- Takasaki, Masaharu. . Princeton Architectural Press. 1998.
- Tanigawa, Masami. . Banana Books. 2008.
- Thompson, Jessica Cargill. . Taschen. 2000. ISBN 3-8228-6212-6.
- Legault, Réjean; Goldhagen, Sarah (编). . Cambridge, Massachusetts: The MIT Press. 2000. ISBN 0-262-07208-4.
- Webb, Michael, October 2001, "Layered Media", Architectural Review
- Webb, Michael, May 2006, "Container Art", Architectural Review
- Spring 2005, "Do_co,mo.mo Japan: the 100 selection", The Japan Architect, No. 57
- Fletcher, Banister; Cruickshank, Dan, Sir Banister Fletcher's a History of Architecture （页面存档备份，存于）, Architectural Press, 20th edition, 1996 (first published 1896). ISBN 0-7506-2267-9. Cf. Part Four, Chapter 25
- Koji Yagi (text), Ryo Hata (photos): A Japanese Touch For Your Home. Kodansha International, Tokyo, New York, London 1999 (Pbck.), ISBN 4-7700-1662-X

## 外部連結
- JAANUS （页面存档备份，存于） 日本建築與藝術網路使用者系統，一個關於日本建築和藝術史的專有名詞字典
- mooponto — Portal for Japanese minimalist architecture （页面存档备份，存于） Explore the vision behind the modern Japanese minimalist architecture